# Marine (peinture)
Pour les articles homonymes, voir Marine (homonymie).

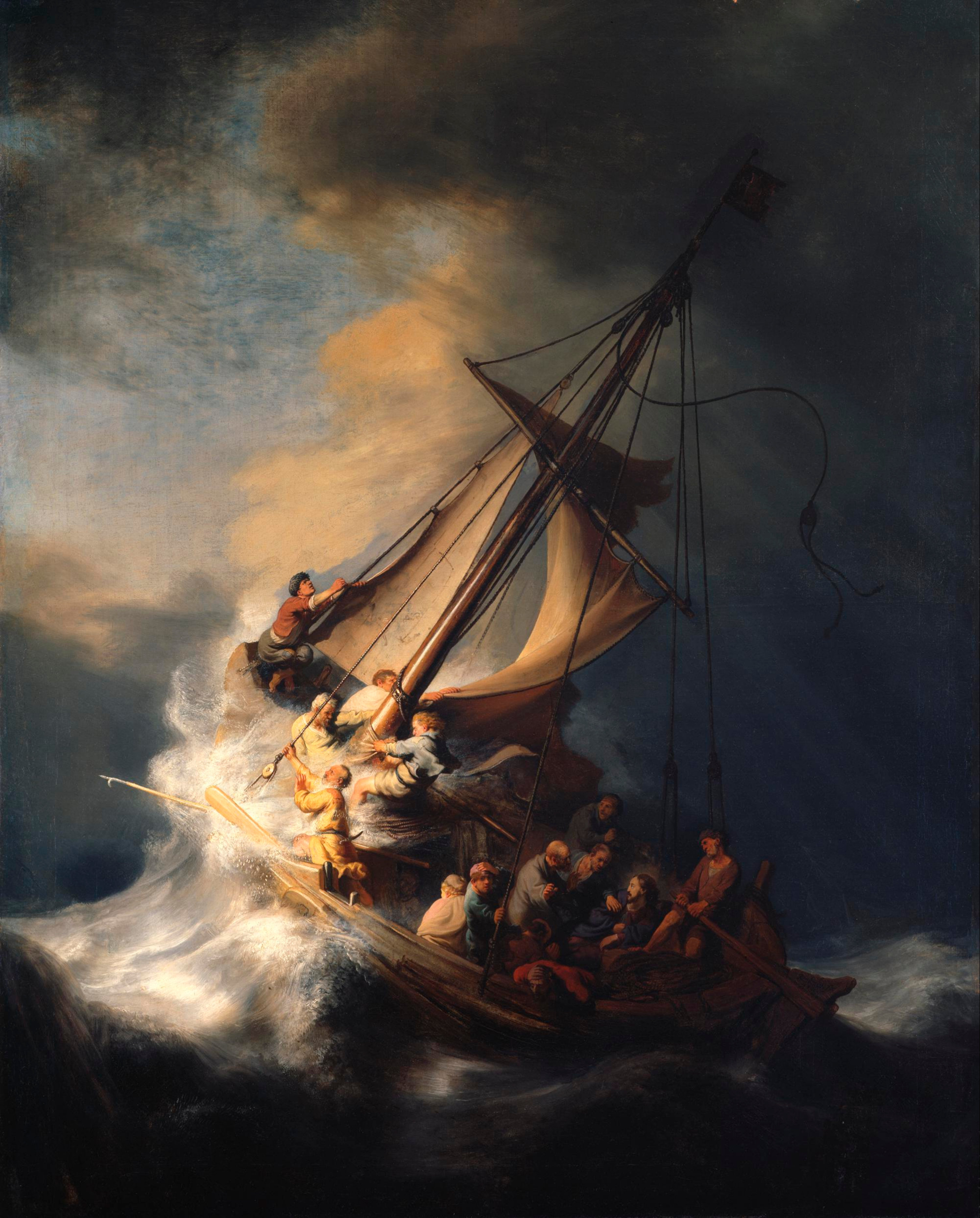
Rembrandt, La Tempête sur la mer de Galilée (1633), Boston, musée Isabella-Stewart-Gardner, œuvre volée.

La marine est un genre d'art figuratif, qui dépeint ou tire sa principale source d'inspiration de la mer. Ces peintures forment un type particulièrement important entre les XVIIe et XIXe siècles. Par extension, le terme recouvre souvent les représentations artistiques de navigation sur rivières ou estuaires, les scènes de plage et de tous les arts montrant des bateaux, même dessinés ou peints depuis la terre ferme.
La représentation des navires et des bateaux est présente dans l'art depuis la préhistoire, mais la Marine n'a commencé à devenir un genre particulier — avec des artistes spécialisés — que vers la fin du Moyen Âge. Elle prend alors principalement la forme de « navire portrait » qui est resté longtemps très populaire et se concentre sur la représentation d'un seul navire. Comme la représentation du paysage dans l'art qui a émergé au cours de la Renaissance, ce qui pourrait être appelé le paysage marin (en) est alors devenu un élément important dans ces œuvres, même si des paysages purement marins étaient encore rares. La peinture de Marine a été un genre important de l'Âge d'Or de la peinture hollandaise, reflétant l'essor du commerce outre-mer et de la puissance navale des Provinces-Unis. Cette période voit le début de carrière d'artistes spécialisés. Ce genre a contribué à la conservation des conventions hollandaises jusqu'à nos jours. Avec la période romantique, la mer et la côte ont été récupérées par de nombreux peintres de paysage et les œuvres de marine sans bateau, sont devenues communes.
Pour le peintre Franco Salas Borquez, « La contemplation de la mer, habités seul par les vents, à comme idée, la représentation d'un paysage éternel, l'homme semble ne pas avoir été invité, il reste comme un spectateur invisible et intangible ».

## Préhistoire et antiquité

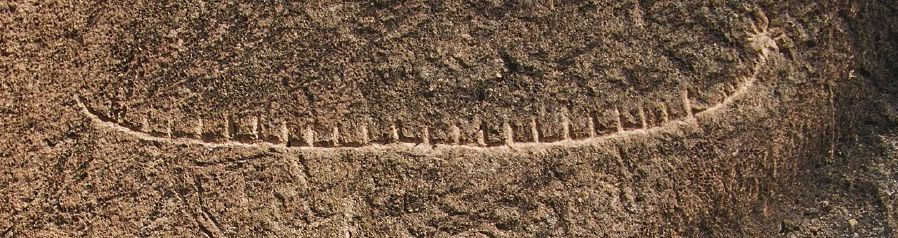
Pétroglyphe représentant un bateau en roseau dans la réserve de Gobustan.

Des bateaux ont été représentés dans l'art dès la préhistoire. Les premiers exemples connus sont des pétroglyphes datant de 5000 à 10000 av. J.-C. montrant des bateaux de roseau dans la réserve de Gobustan en Azerbaïdjan, qui était alors sur le bord de la Mer Caspienne. Graffiti sur pierre et objets gravés représentant des navires ont été trouvés sur plusieurs îles de la mer Egée (Andros, Naxos, Syros, Astypalaia, Santorin) ainsi qu'en Grèce continentale (Silva) et remontent à 4000 av. J.-C.
Dans l'art égyptien antique, ces représentations portent des figures divines ou humaines. Ces bateaux sont faits de papyrus liés ensemble, mais certains navires utilisés par les pharaons étaient fabriqués en bois de cèdre, comme la barque de Khéops mesurant 43,6 m de long.

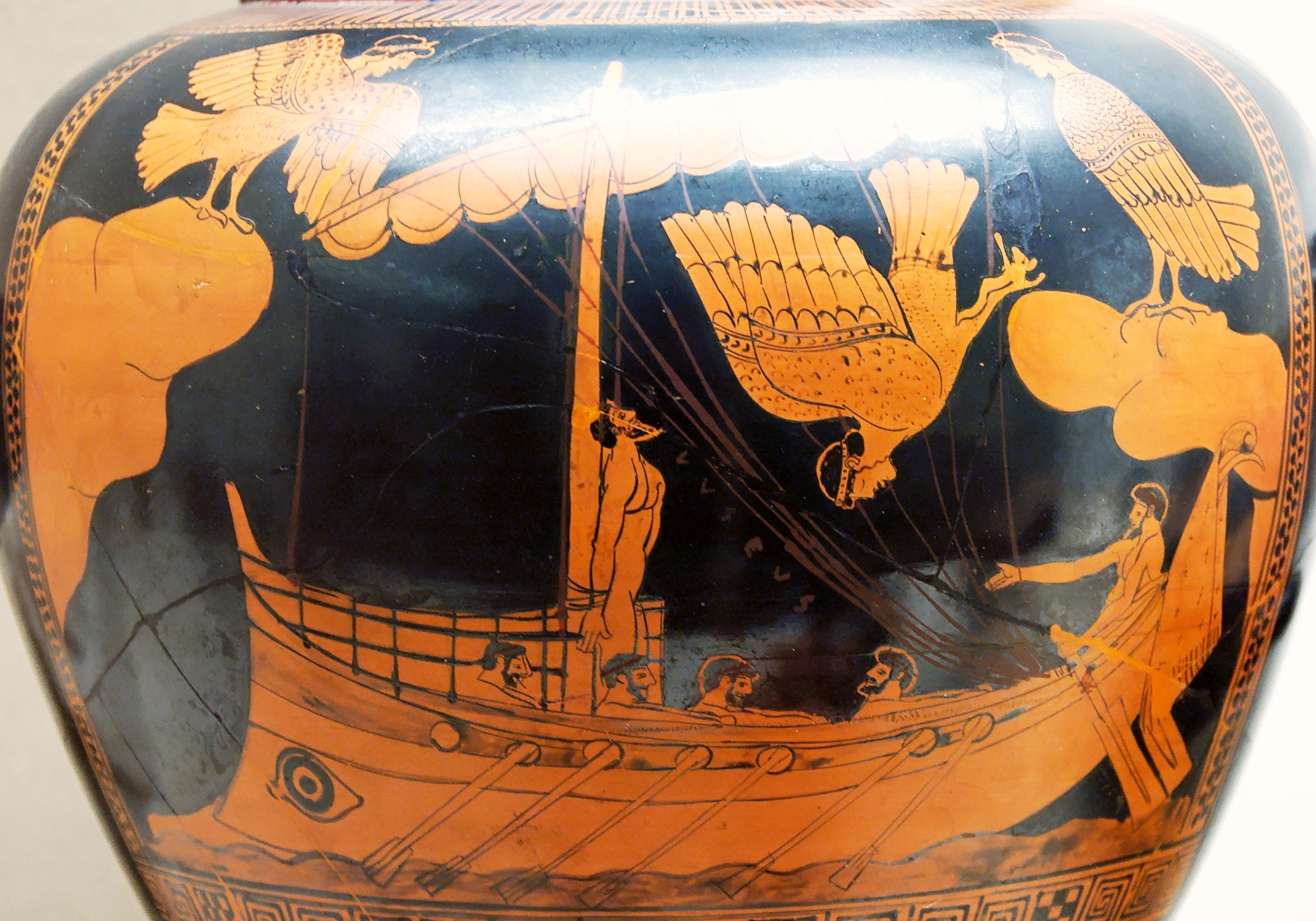
Ulysse et les Sirènes. Détail d'un stamnos attique à figures rouges, environ 480-470 av. J.-C., Londres, British Museum.

Les paysages nilotiques dans les fresques funéraires égyptiennes montrent souvent des scènes de chasse aux oiseaux en bateau dans le delta du Nil. Du mobilier funéraire, comme les modèles de barques, accompagne parfois le défunt, en particulier des modèles de bateaux et de leurs équipages pour une utilisation dans l'au-delà dans le cadre des pèlerinages vers la ville d'Abydos.
Les navires apparaissent parfois en vase grecs antiques, en particulier, lorsque cela est pertinent dans un contexte narratif. D'autres représentations apparaissent sur les pièces de monnaie et dans d'autres contextes. Peu d’intérêt est porté à la représentation du paysage. La surface de l'eau peut être indiqué par une série de lignes ondulées parallèles. L'eau est généralement calme, et les objets sont parfois représentés à travers l'eau.
La grande mosaïque du Nil de Palestrina (Ier siècle av. J.-C.) est une version des compositions romaines, destiné à présenter un large pan du cours de la rivière.

## Époque médiévale
À partir de l'Antiquité tardive et jusqu'à la fin du Moyen Âge, les sujets marins ont été présentés lorsque le récit le nécessitait, mais ne forment pas un genre particulier. L'une des étapes importantes de la représentation maritime dans l'art médiéval est la broderie de Bayeux, datant du XIe siècle et montrant l'invasion normande de l'Angleterre À partir du XIIe siècle, certains navires sont représentés seul comme sujet de la représentation sous la forme de « navire-portrait ».
Le bateau est, au Moyen Âge, symboliquement une image de l’Église, de la « barque de Pierre », comme dans la fresque de Giotto, dite Navicella au-dessus de l'entrée de l'antique basilique vaticane à Rome.

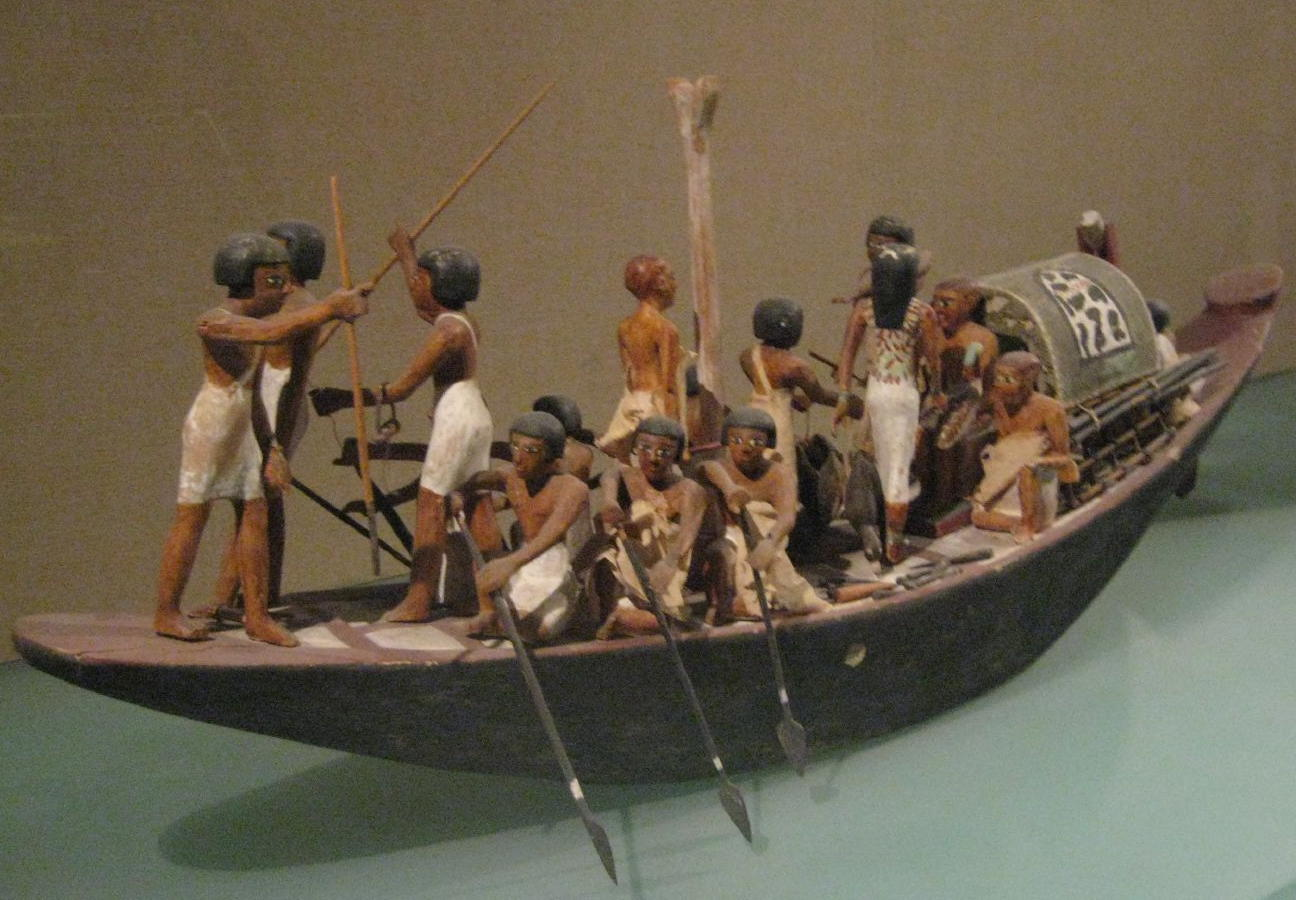
Modèle égyptien de bateau, 12e dynastie, Amenemhat j', New York, Metropolitan Museum of Art.
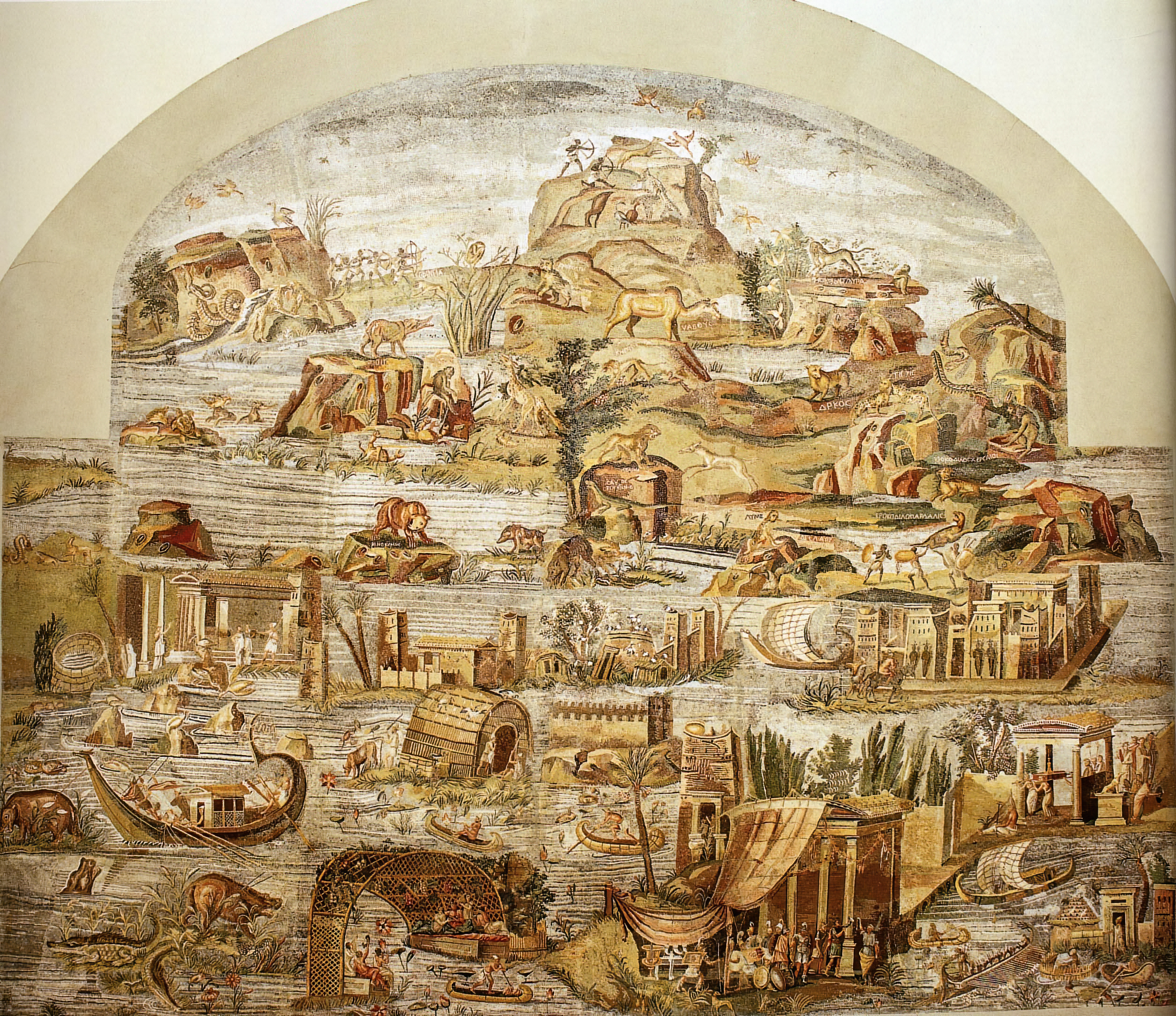
Mosaïque nilotique de Palestrina (Ier siècle av. J.-C.), Palestrina, musée national d'Archéologie prénestine.
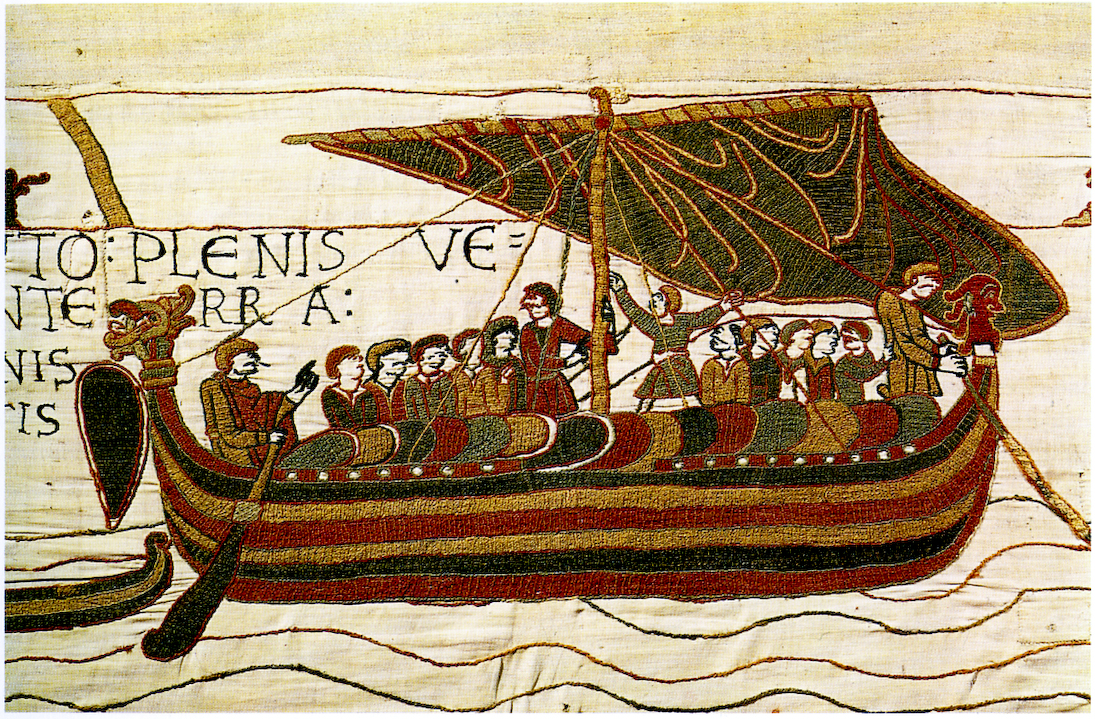
Navire de la flotte d'invasion, Tapisserie de Bayeux (XIe siècle), Bayeux, centre Guillaume-le-Conquérant.
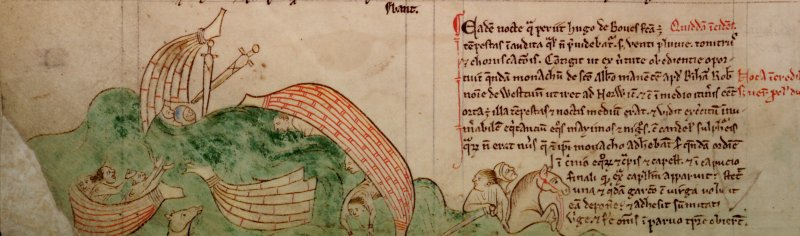
Naufrage de Hugues de Boves, XIIIe siècle, Cambridge, Corpus Christi College.

## XVesiècle

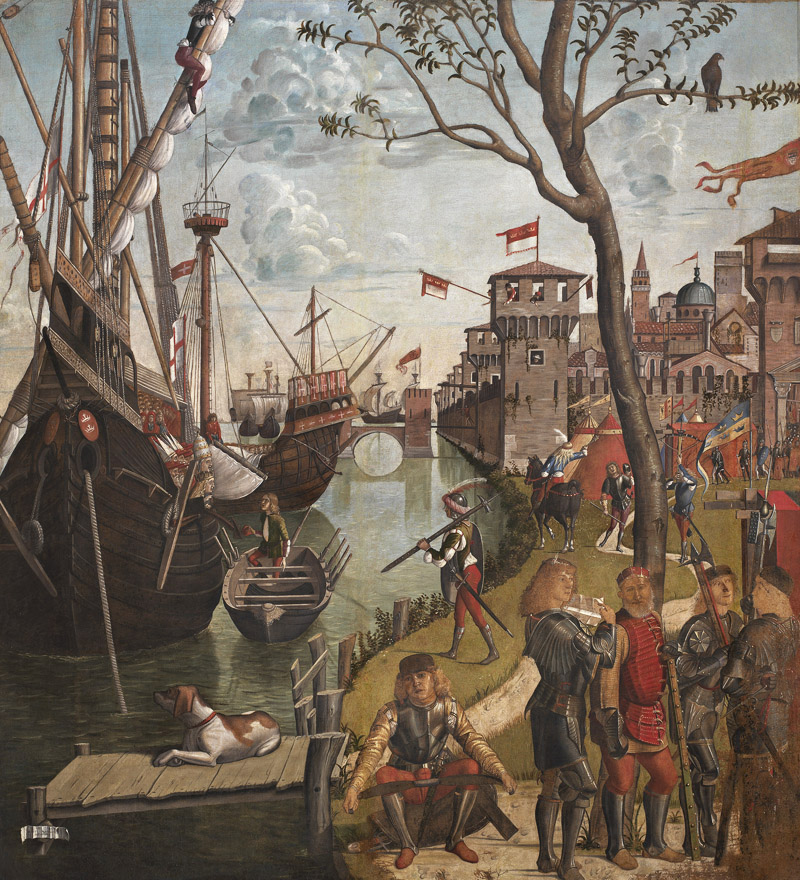
Vittore Carpaccio, L'Arrivée des pèlerins à Cologne (vers 1490), Galeries de l'Académie de Venise.

Une nouvelle tradition commence à émerger, chez les primitifs flamands, avec deux miniatures perdues du livre d'heure dit Turin-Milan, probablement peintes par Jan van Eyck vers 1420. Elles attestent d'un bond en avant considérable dans la représentation de la mer et son climat. À propos de la scène de rivage appelé La Prière sur le Rivage (ou Le Duc Guillaume de Bavière, au bord de la Mer), Kenneth Clark dit : « Les figures du premier plan sont dans le style chevaleresque des frères Limbourgs ; mais le rivage de la mer derrière eux est complètement en dehors de la réactivité du XVe siècle, et nous ne voyons rien de semblable jusqu'aux scènes de plage de Jacob van Ruisdael du milieu du XVIIe siècle. » Il y a aussi un vrai paysage marin, le Voyage de saint Julien et sainte Marthe. Mais les deux pages ont été détruits dans un incendie en 1904, et seules ont été conservées des photographies en noir et blanc. Pour le reste du XVe siècle, le manuscrit enluminé a été le principal médium de la peinture de marine, en France et en Bourgogne. En particulier, de nombreux artistes ont cherché à développer une représentation réaliste de la mer et des bateaux, utilisés dans les illustrations de guerres, de romances, de la vie de la cour et de scènes religieuses. Des scènes de petits bateaux de plaisance sur rivières apparaissent parfois dans le calendrier des livres d'heures comme ceux Simon Bening.
Au cours de la période gothique, la nef de table, grande pièce ouvragée de la forme d'un navire, est devenu un élément populaire dans la noblesse. Initialement composée d'une « coque », les plus élaborées du XVe siècle avaient des mâts, des voiles et même un équipage. Comme les nautiles commençaient à atteindre l'Europe, ceux-ci ont été utilisés pour former les coques, comme dans le cas de la nef de Burghley, datant d'environ 1528. En bas de l'échelle sociale, l'intérêt pour les expéditions s'est traduit dans la gravure. Les premières sont gravées par Maître WA, qui produit plusieurs gravures de navires. Pendant un certain temps, ces « navires portraits » ont été confinés au dessin et à l'estampe et montrait généralement un navire sans équipage. Les artistes ont aussi généralement représenté la ligne d'horizon que la technique picturale ne permettrait pas de réaliser avant le XVIIe siècle. La première estampe d'une bataille navale est une gravure sur bois de la Bataille de Zonchio en 1499 entre les Vénitiens et les Turcs. Le seul exemplaire survivant de cette estampe est coloré aux  pochoirs ; la plupart étaient probablement collées sur les murs. La première peinture comparable conservée n’apparaîtra que plusieurs décennies plus tard.
Dans le même temps, en Occident, les artistes ont souvent été impliqués dans le développement de la cartographie. Selon Marguerite Russell, l'une des gravures sur bois d'Erhard Reuwich provenant de la première parution de son carnet de voyage (1486) le montre essayant de démontrer sa compréhension de la courbure de la terre avec un bateau à moitié visible à l'horizon. Le nombre de vues côtières en gravures sur bois est important dans l'essor de ces représentations maritimes. Les plans de villes, souvent côtières, qui auraient été aujourd'hui considérés comme la cartographie, ont été souvent réalisées par des artistes, et perçues autant comme des œuvres d'art que comme des cartes par les contemporains.
L'Art de la Renaissance italienne a représenté des scènes maritimes lorsque cela était requis par la composition. Hormis l'artiste Vittore Carpaccio, peu d'artistes, à cette époque, ne peignait régulièrement de telles scènes, ou, en tout cas, ne l'a fait avec une telle sensibilité. Les scènes de Carpaccio montrent les canaux de Venise ou ses docks. Il y a ainsi plusieurs scènes d'embarquement ou de débarquement dans sa Légende de Sainte Ursule. Dans les pays germanophones, Konrad Witz's peint en 1444 sa pêche Miraculeuse. Il s'agit de la première peinture de paysage montrant un espace rural reconnaissable, le Léman et une perspective atmosphérique.

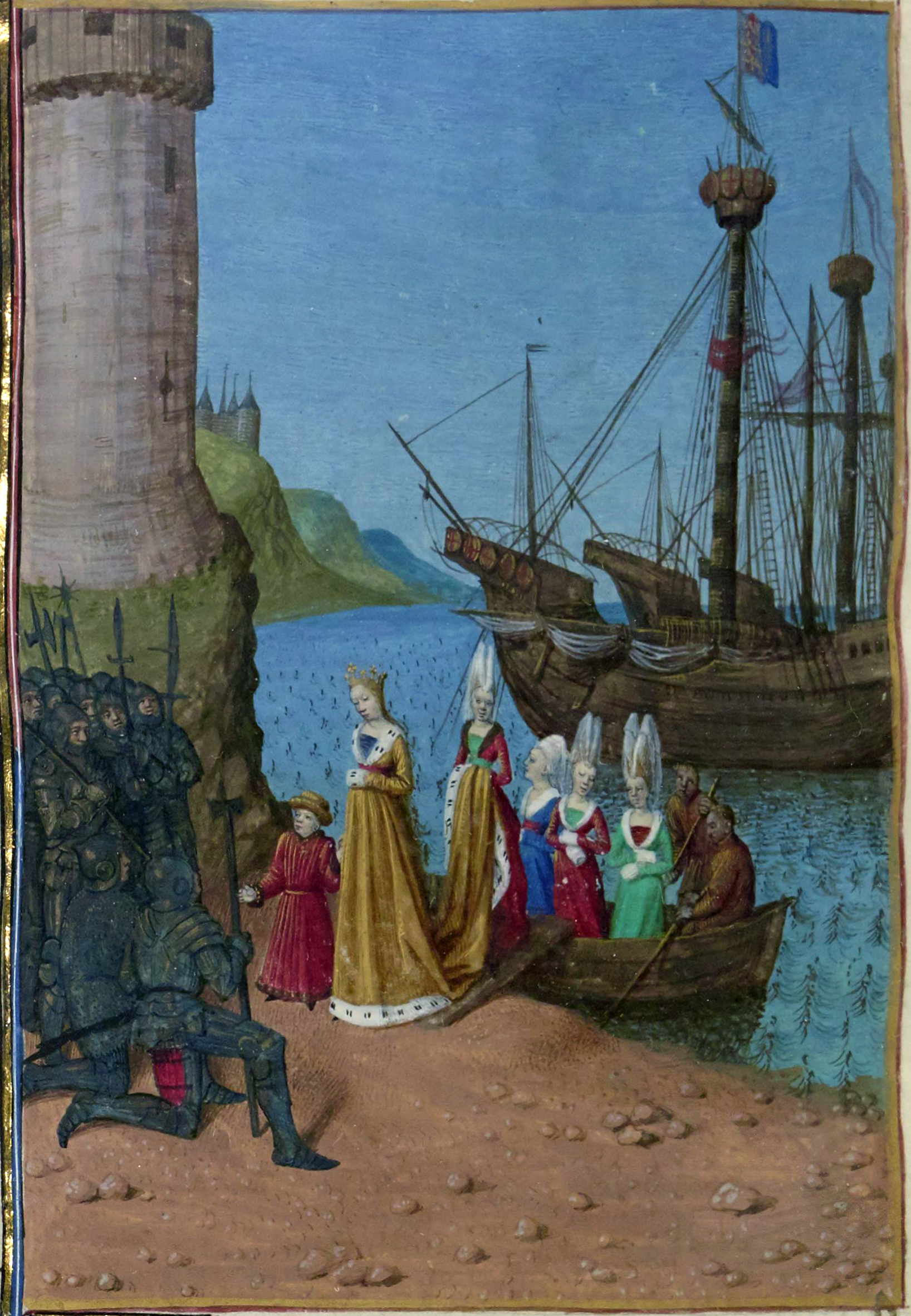
Jean Fouquet, Isabelle de France débarque à Harwich, miniature des Grandes Chroniques de France (1455-1460), Paris, BnF.
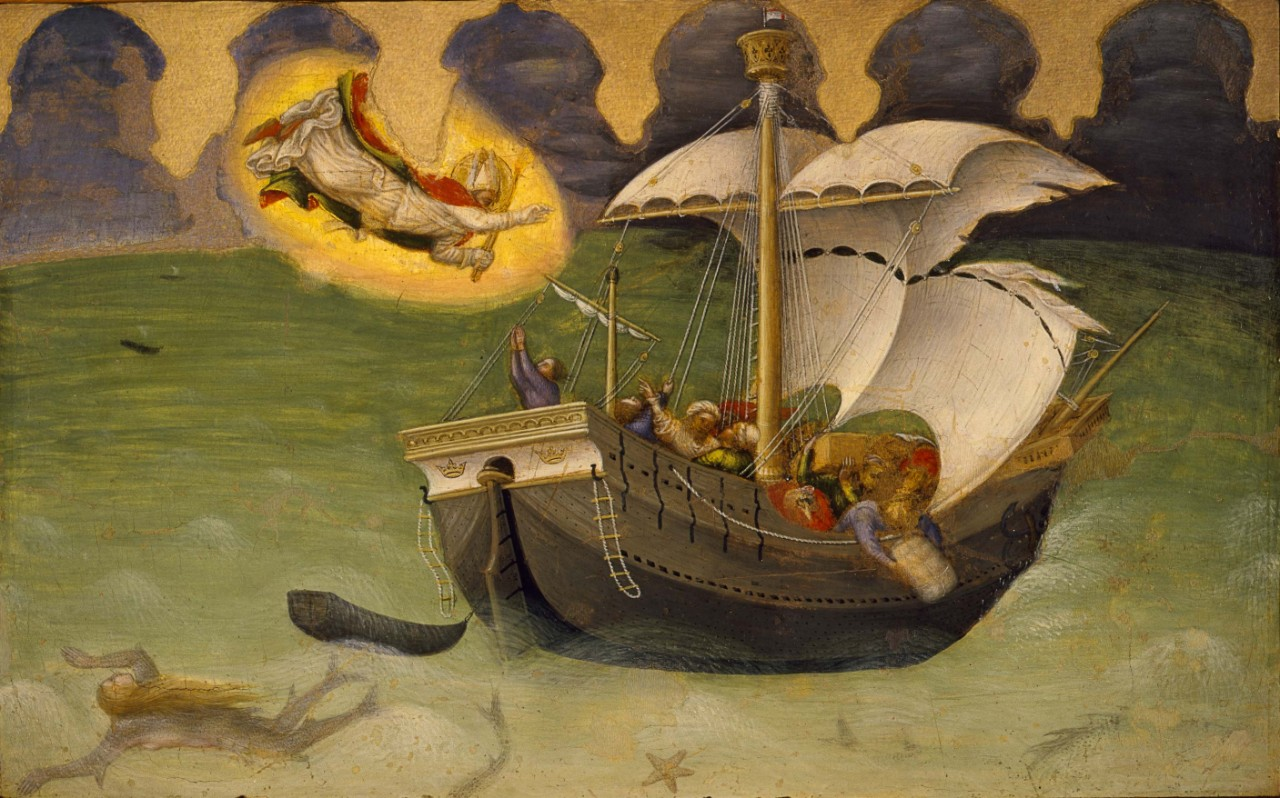
Gentile da Fabriano, Un miracle de saint Nicolas de Bari (vers 1425), Rome, Pinacothèque vaticane.
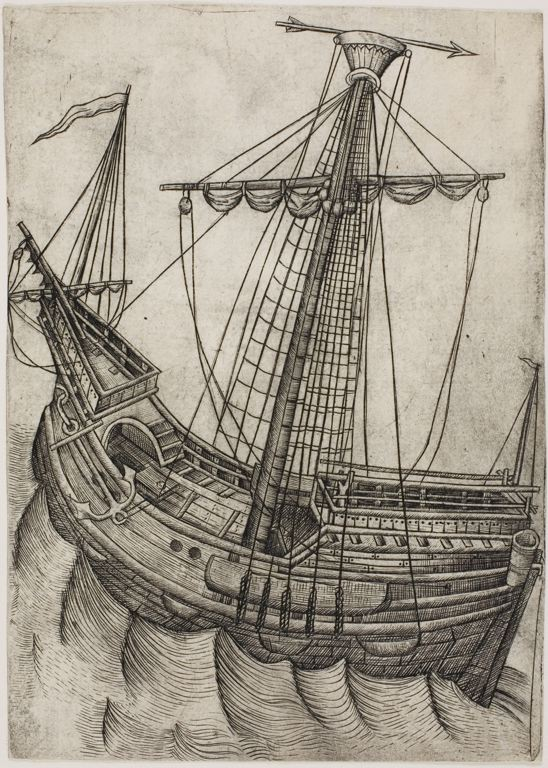
Gravure par le maître WA (1475), Art Institute of Chicago.
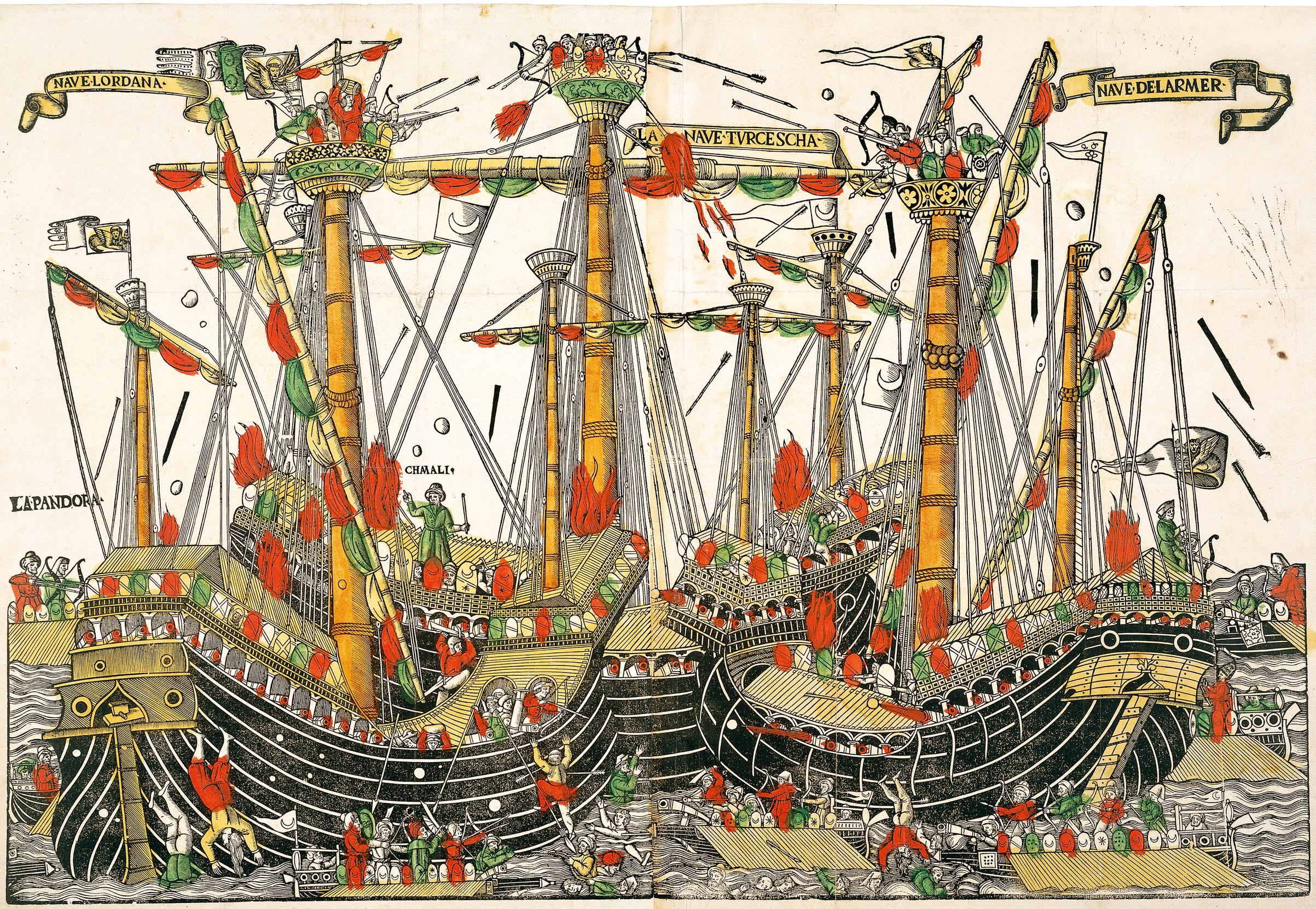
Anonyme vénitien, La Bataille de Zonchio (1499), gravure sur bois en couleur, Londres, British Museum.

## XVIesiècle
Une tradition flamande, lancée par Joachim Patinir dans les années 1520, représente des vues panoramiques à partir d'un très haut point de vue. Elles peuvent inclure une vaste étendue d'eau. Cette représentation maritime suit un essor similaire dans la peinture classique, tout particulièrement sous couvert de peintures d'histoire. Une représentation maritime commence à émerger comme un genre distinct. La Réforme protestante restreignant les usages religieux de l'art, le XVIe siècle voit l'accélération du développement d'autres genres artistiques dans les pays protestants, comme le paysage ou la peinture d'histoire.
Une œuvre majeure est la peinture par un Flamand anonyme de l'entourage de Patenir, d'une Carraque portugaise au large d'une côte rocheuse et datée vers 1540 (787 × 1 447 mm). Elle est conservée au National Maritime Museum, Greenwich, à Londres, et « a justement été étiqueté comme la plus ancienne peinture de marine pure ». Elle représente la rencontre de deux petites flottes impliquées dans l'escorte d'une princesse portugaise allant se marier. Ce type de cérémonie demeure très commun dans l'art de cour jusqu'à la fin du XVIIe siècle, bien que les embarquements ou les débarquements soient plus couramment représentés. Un autre exemple ancien est la peinture de la Collection Royale montrant Henri VIII s'embarquant pour le camp du Drap d'Or, selon une représentation au niveau des navires, sans tenter une vue panoramique en contre-plongée. Un dessin en couleur d'Hans Holbein le Jeune montre un navire bondé de lansquenets saouls. Il s'agit peut-être d'un dessin préparatoire pour une peinture murale à Londres. Cet artiste adopte le point de vue bas typique du « bateau-portrait ».
Pieter Bruegel l'Ancien est célèbre pour son développement de la peinture de genre et des scènes paysannes. Il a aussi peint un certain nombre de sujets marins, dont la Chute d'Icare (c. 1568). L'original est aujourd'hui perdu. La peinture des Musées Royaux des Beaux-Arts de Belgique à Bruxelles est désormais considérée comme une copie ancienne de l'original de Bruegel. 
Il a également peint une grande Bataille Navale dans le golfe de Naples, vers 1560 et une petite scène de naufrage. Elle est conservée à la galerie Doria-Pamphilj à Rome. Une grande scène de tempête à Vienne, qui lui a longtemps été attribué est aujourd'hui attribué à Joos de Momper.
Le rôle d'Anthony (Anthony Roll) est un registre manuscrit des années 1540 répertoriant les navires de la marine du Royaume d'Angleterre, alors dirigé par la maison Tudor. Cependant, il n'est ni très précis visuellement, ni artistiquement accompli, ayant peut-être été illustré par le fonctionnaire concerné. Comme en France, au XVIe siècle, les peintures anglaises de navires complexes sont normées. Les artistes les plus utilisés sont flamands, comme le montrent les estampes de la défaite de l'Armada espagnole en 1588. La Vierge des Navigateurs est une œuvre espagnole des années 1530, montrant un groupe de navires à l'ancre, sans doute dans le Nouveau Monde, protégé par la Vierge.
Le maniérisme en Italie et dans le Nord a commencé à peindre des tempêtes avec des vagues gigantesques et de la foudre remplissant le ciel, ce qui n'avait pas encore été tenté, mais qui reviendra régulièrement à la mode au cours des siècles suivants. Comme la guerre navale est devenue plus importante à la fin du XVIe siècle, il y a une augmentation de la demande pour des œuvres en représentant. La bataille navale restera un type majeur de la peinture maritime, jusqu'au XXe siècle. Au XVIe siècle, les paysages marins montrant la mer sans bateau sont très rares.

Œuvres du XVIe siècle
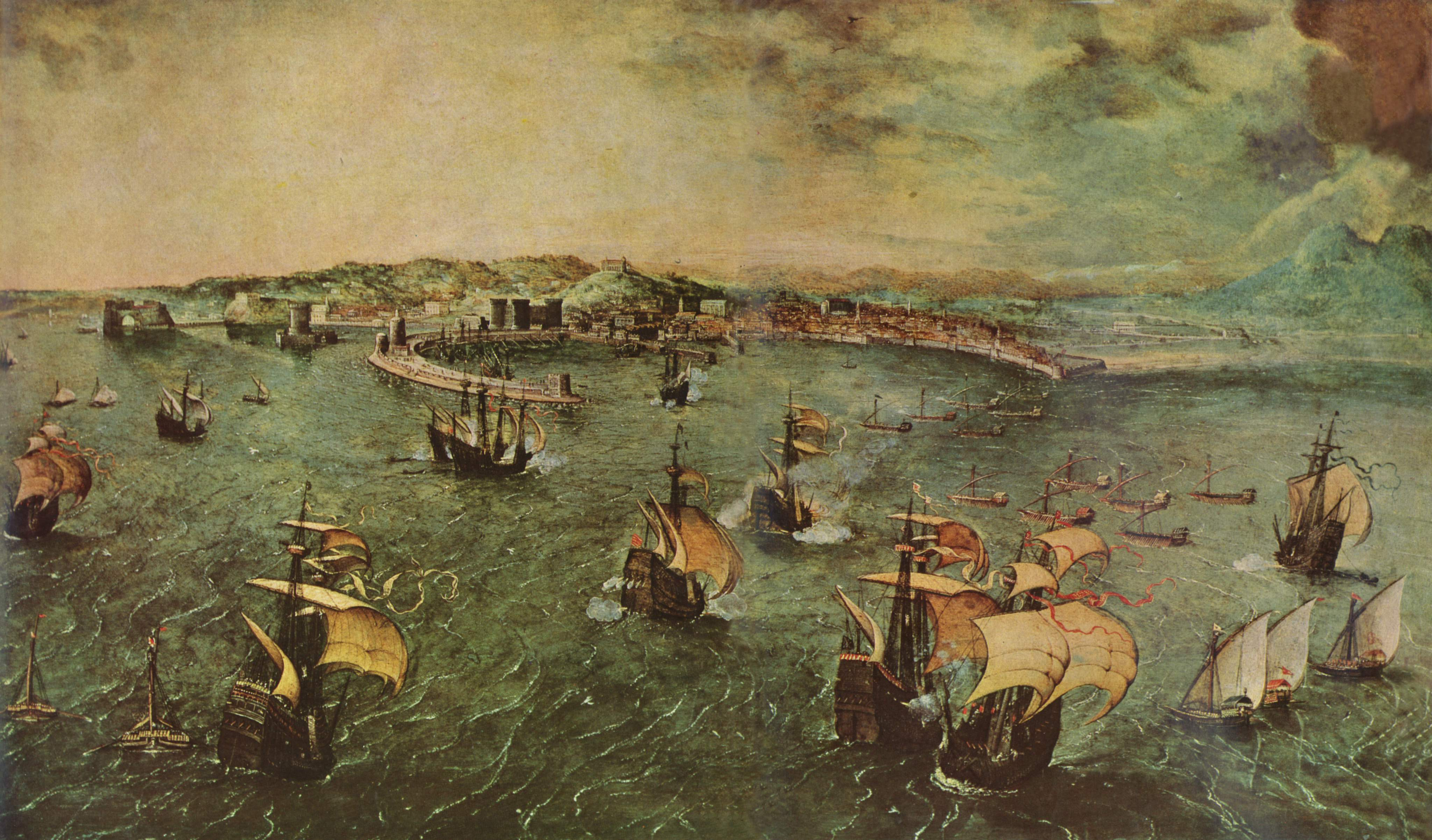
Peter Brueghel, Bataille navale dans le golfe de Naples (vers 1558), Rome, Galerie Doria-Pamphilj.
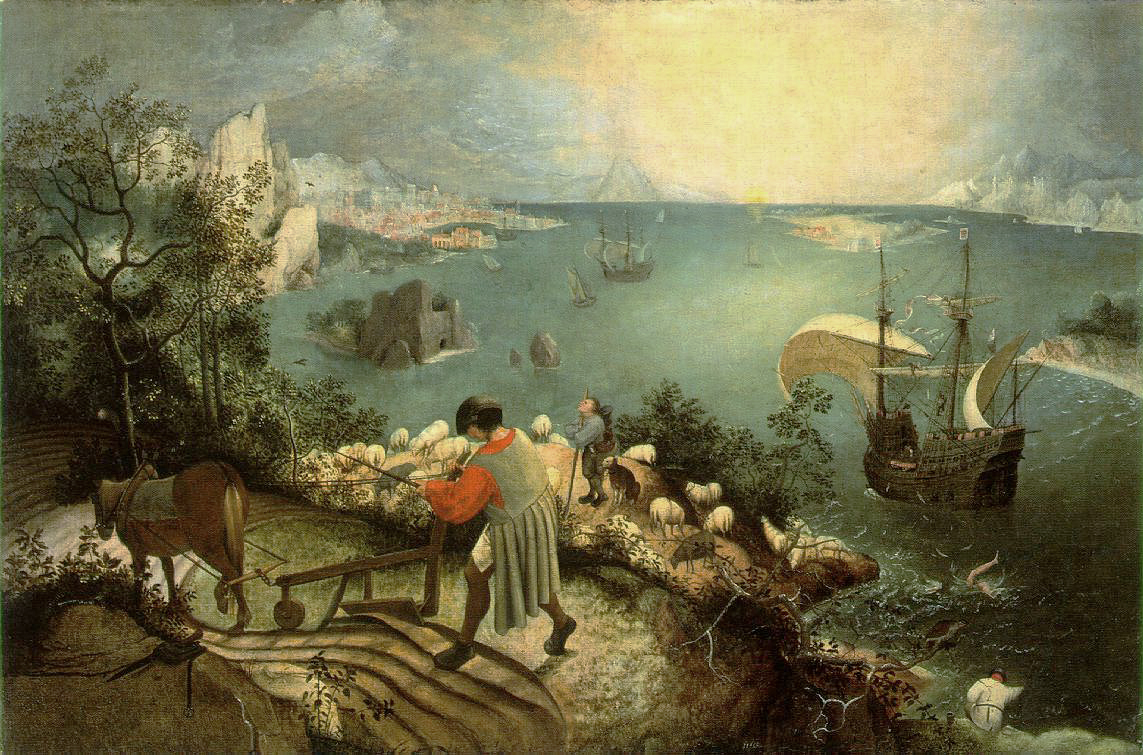
La Chute d'Icare (vers 1555-1558), Musées royaux des beaux-arts de Belgique, désormais considérée comme une copie ancienne de Bruegel.
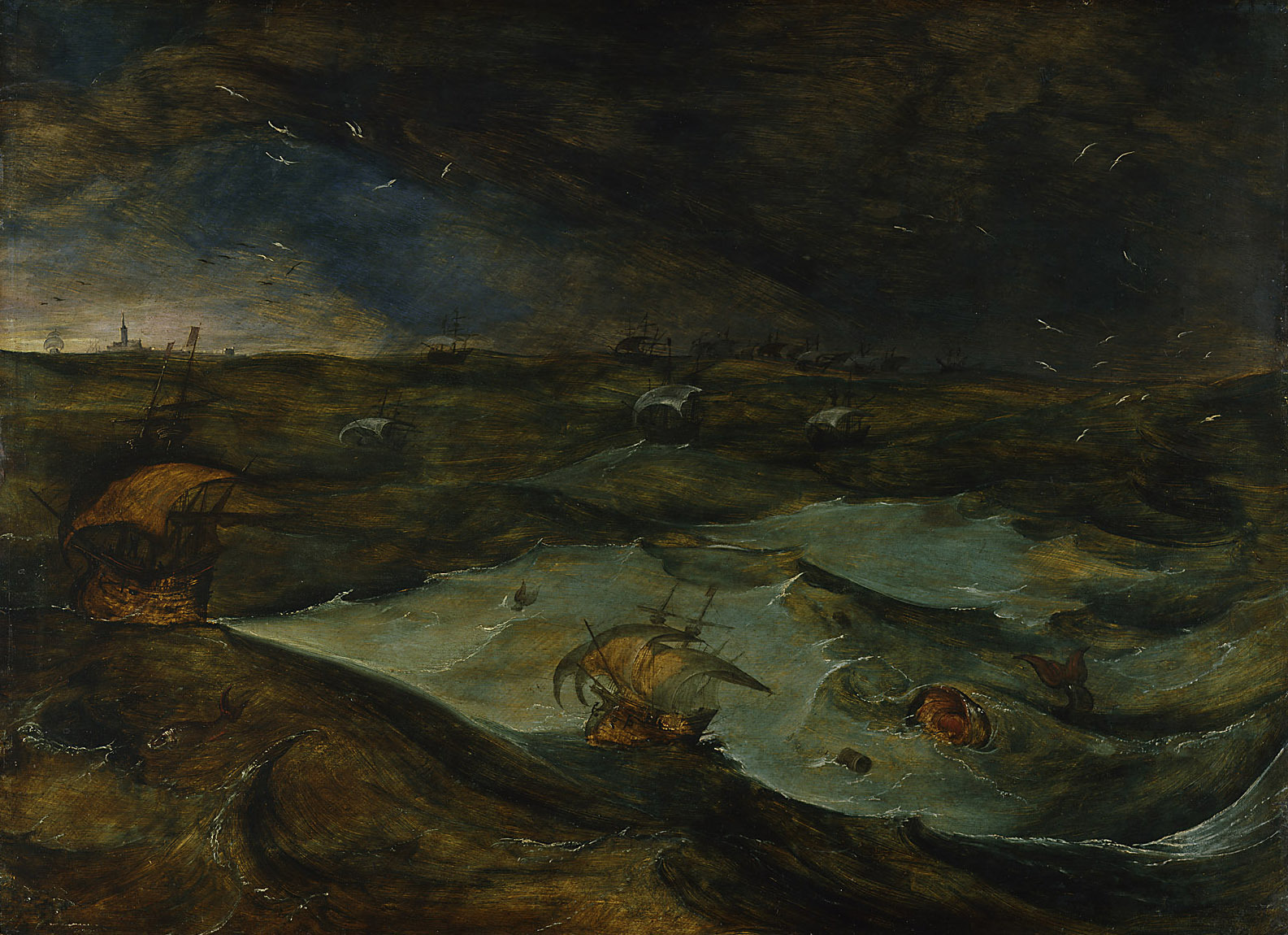
Attribué à Joos de Momper, Tempête (vers 1568), musée d'Histoire de l'art de Vienne.

## Les marines de l'Âge d'Or hollandais
Les Provinces-Unies vivaient de la pêche et du commerce maritime extrêmement important, et a eu des guerres navales avec la Grande-Bretagne et d'autres pays au cours de la période. Son territoire est traversé par des rivières et des canaux. En 1650, 95 % des navires qui passent de la mer du Nord à la Baltique étaient hollandais. Les représentations de batailles navales permettent de raconter l'histoire de la marine hollandaise à son apogée. C'est donc sans surprise que le genre maritime a été très populaire pendant l'âge d'or de la peinture hollandaise et fut porté à son apogée par des artistes néerlandais. Comme pour le paysage, le passage de la vue artificielle haute vers un point de vue bas a été une étape cruciale, franchie par le hollandais spécialiste des marines Hendrick Cornelisz Vroom.
Le plus souvent, même les petits navires battant pavillon néerlandais peuvent être identifiés et de nombreuses peintures incluent une bande de terre, comme un port ou un estuaire. D'autres artistes sont spécialisés dans la représentation des scènes de rivière, allant des petits tableaux de Salomon van Ruysdael aux paysages de grande envergure d'Aelbert Cuyp. Le genre partage naturellement beaucoup avec la peinture de paysage et, dans le développement de la représentation du ciel, les deux avancent conjointement. De nombreux artistes de paysage peignent aussi des scènes de plage et de rivière. Les artistes avaient probablement des modèles de navires disponibles pour les aider à les représenter de manière exacte. Parmi les peintres de marines, on trouve Jan Porcellis, Simon de Vlieger, Jan van de Cappelle, et Hendrick Dubbels.
L'atelier de Willem van de Velde l'Ancien et de son fils a été le chef de file de ceux qui voulaient faire du navire le sujet principal, mais ont intégré les progrès des périodes précédentes où l'accent avait été mis sur la mer et la météo. Le Jeune van de Velde a été très fortement influencée par Simon de Vlieger, dont il était le pupille. Van de Velde l'Ancien avait visité l'Angleterre dans les années 1660, mais à la fois le père et le fils quittèrent la Hollande pour Londres en 1672, laissant l'allemand Ludolf Bakhuizen, comme l'artiste de marine de premier plan à Amsterdam. Reinier nooms, qui avait été marin et signé ses œuvres Zeeman (« marin ») se spécialisa dans les scènes de bataille (qu'il représentait de manière très précise) et la représentation de bateau-portraits, avec un certain intérêt aussi dans les effets de la lumière et de la météo. Son style a été suivi par de nombreux artistes. Abraham Storck et Jan Abrahamsz Beerstraaten étaient d'autres spécialistes de la bataille navale. Les Nooms ont également peint plusieurs scènes d'arsenal montrant l'entretien et les réparations de bateaux, ce qui est encore inhabituel à cette époque et d'intérêt historique.
La tradition de la peinture de marine a continué dans la partie flamande des Pays-Bas, mais était beaucoup moins importante. Elle a pris plus de temps pour renier le style Maniériste des naufrages au milieu de vagues fantastiques. L'artiste de premier plan était Bonaventura Peeters.
Le style hollandais a été exporté vers d'autres pays par divers artistes ayant émigré, ainsi que par l'émulation d'artistes étrangers. Parmi les émigrants, les principaux peintres de marine le père et le fils Willem van de Velde. Après avoir passé des décennies à peindre des victoires navales hollandaises sur les Anglais, ils ont accepté l'invitation de la cour d'Angleterre de s'installer à Londres après l'effondrement du marché de l'art dans la rampjaar désastreuse de 1672 et ont passé le reste de leur vie à peindre les guerres de l'autre côté. Certains artistes, comme Isaac Voilier ont dit avoir « suivi » leur style , alors qu'ils étaient arrivés beaucoup plus tôt en Angleterre et ont un style très différent. Il en est de même pour Peter Monamy, dont le style découle de nombreux peintres de marine en plus des van de Veldes, tels que les Nooms, Peeters et Bakhuizen.
De plus en plus, l'art des marines était l'œuvre de spécialistes, à de rares exceptions près comme Rembrandt et La Tempête sur la Mer de Galilée de 1633. Van Dyck fait de beaux dessins de la côte anglaise, apparemment lors de l'attente de son bateau vers le continent, mais n'a jamais produit aucune peinture. Certaines peintures de Rubens montrent la mer et des bateaux, mais sont tellement extravagantes qu'elles ne peuvent être appelé marine. Claude Lorrain développe un nouveau type de scène de port, généralement avec vue sur la mer au soleil levant ou couchant, et entouré de bâtiments classiques. Cette nouvelle tradition s'est élaboré sur la représentation de scènes portuaires italiennes par les artistes du Nord (les Italiens n'ayant que peu d'intérêt dans ce type de scènes) comme Paul Bril, Bonaventura Peeters, Hendrik van Minderhout ou Jan Baptist Weenix.

Œuvres du XVIIe siècle
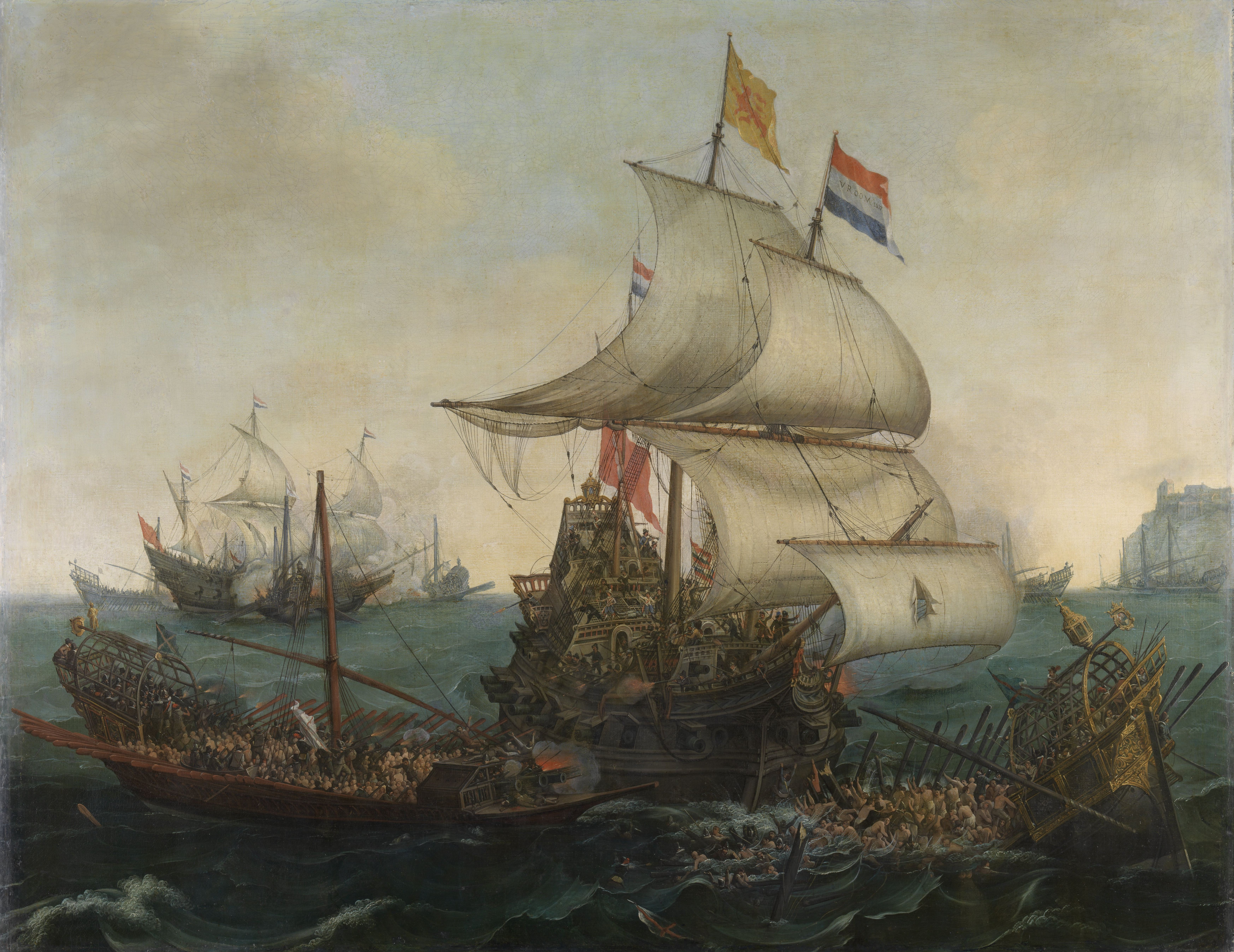
Hendrick Cornelisz Vroom, Navires hollandais éperonnant des galères espagnoles, le 3 octobre 1602 (1617), Rijksmuseum Amsterdam.
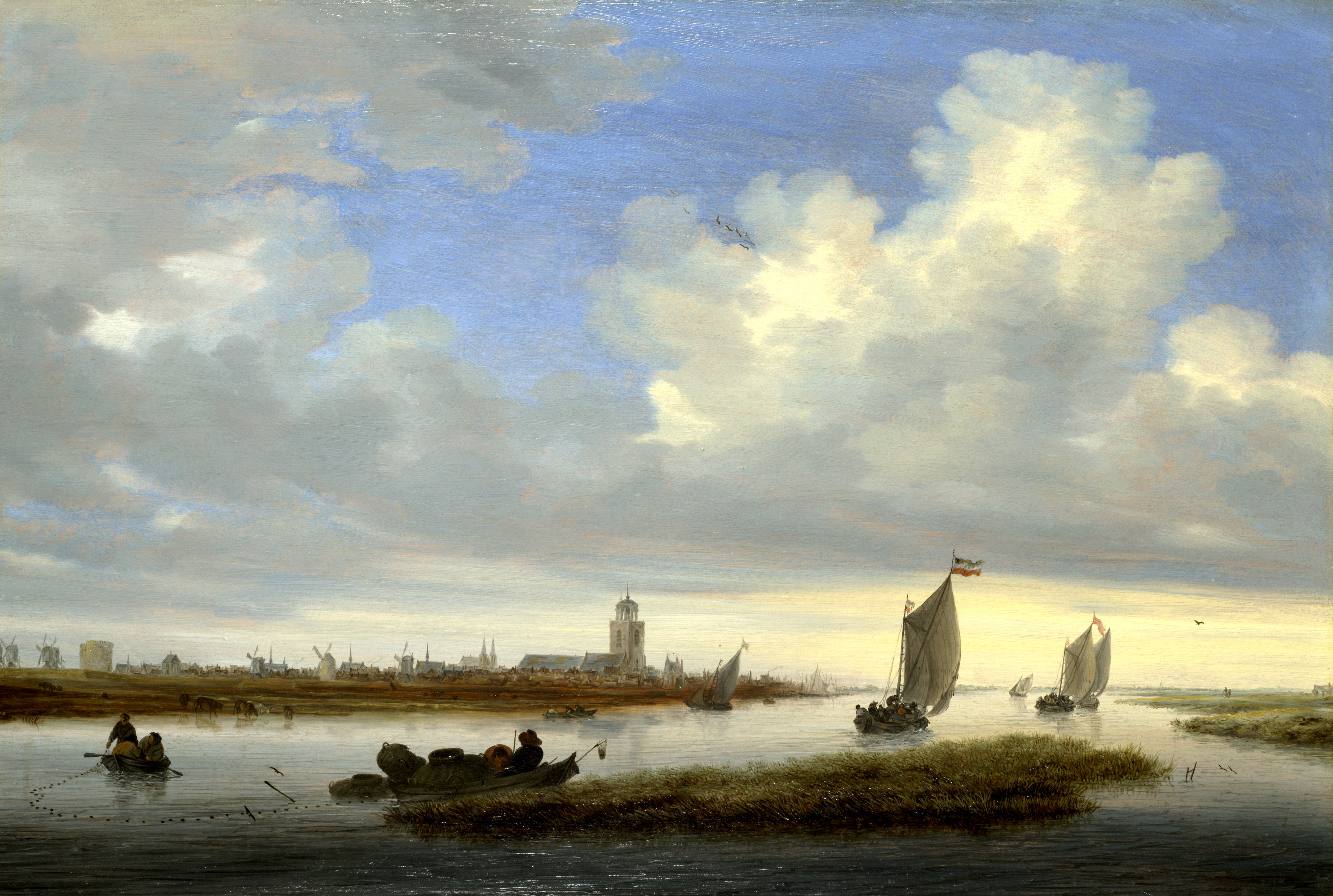
Salomon van Ruysdael, Vue de Deventer depuis le Nord-Ouest (1657), Londres, National Gallery.
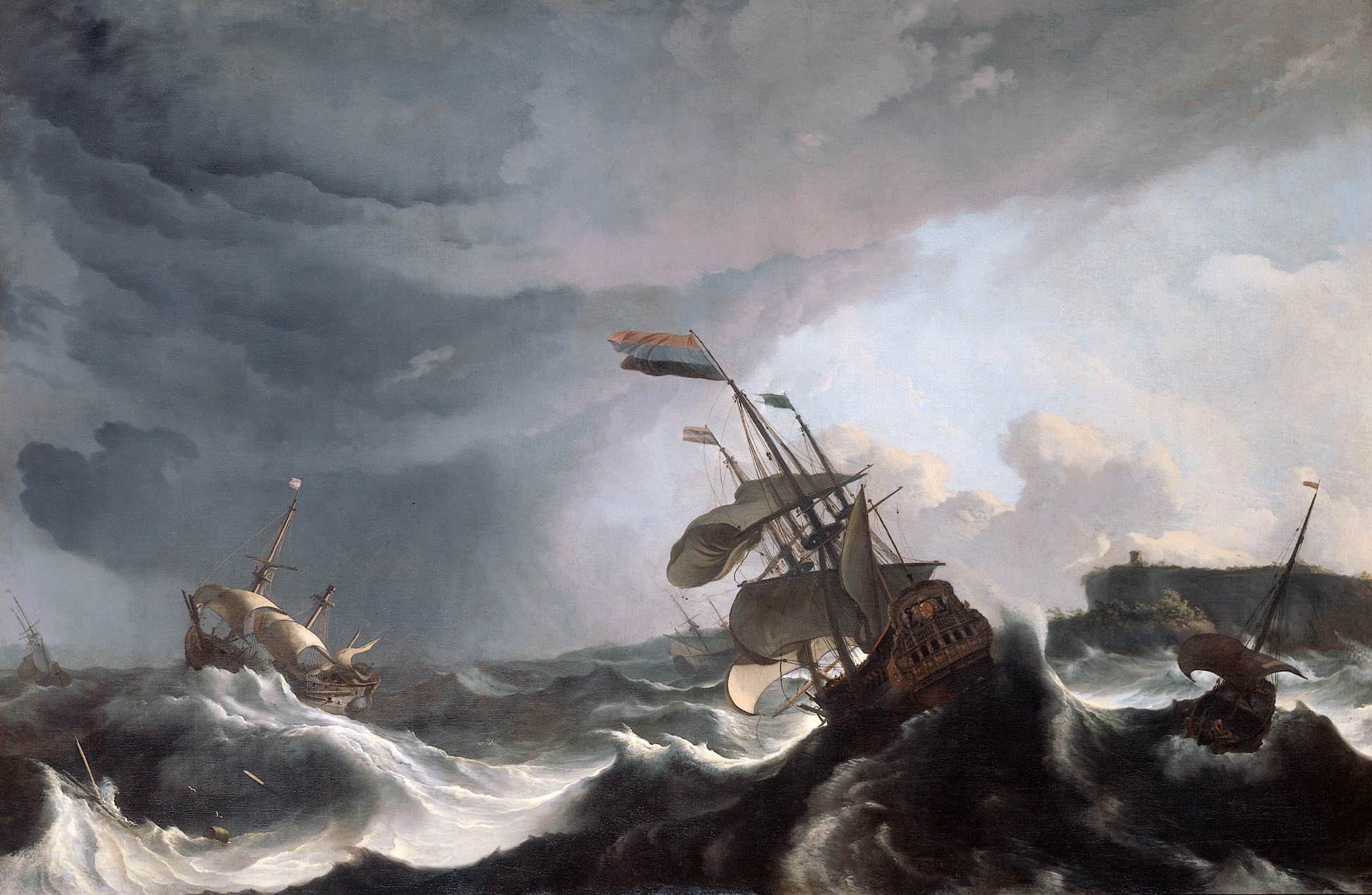
Ludolf Bakhuizen, Navires de guerre dans une tempête (1695), Rijksmuseum Amsterdam. Navires de guerre néerlandais en difficulté au large de Gibraltar, un incident réel de 1690.

## XVIIIesiècle
Le XVIIIe siècle a fourni de nombreux exemples d'actions militaires et, avant l’Annus mirabilis de 1759, les anglais et les français ont eu à peu près le même nombre de victoires à célébrer. Il y avait un nombre considérable de spécialistes dans chacun de ces pays continuant le style hollandais du siècle précédent. Une exactitude était demandée lors des commandes par les capitaines et propriétaires des navires. De nombreux artistes ont été des marins d'expérience eux-mêmes. Par exemple, Nicholas Pocock, avait appris à dessiner en mer et était présent en tant que peintre officiel lors d'une grande bataille de la mer, la Bataille du 13 prairal an II, en 1794, à bord de la frégate HMS Pegasus. Thomas Buttersworth avait servi en tant que marin jusqu'en 1800. Le Français Ambroise Louis Garneray, principalement actif en tant que peintre dans le siècle suivant, était un marin expérimenté et l'exactitude de ses tableaux de chasse à la baleine est salué par le narrateur dans Moby Dick d'Herman Melville  qui en connaissait seulement des gravures. À l'extrémité inférieure du marché, les ports, dans de nombreux pays Européens, avaient des artistes sur les quais, pour peindre à faible prix, mais de manière très stéréotypée et faible sur le plan artistique.
Les artistes vénitiens Canaletto et Francesco Guardi ont développé le type de la vedute dans lequel les canaux, les gondoles et autres petites embarcations de la lagune de Venise sont le plus souvent les sujets principaux. Beaucoup d’œuvres postérieures de Guardi montrent à peine la terre. Les deux ont produit une grande quantité de travaux, travaillant superbement l'eau et la lumière bien que ces deux peintres ont des styles différents. Canaletto est toujours lumineux et ensoleillé et Guardi est souvent couvert, si ce n'est brumeux et sombre.
Les cadets de marine ont été encouragés à apprendre le dessin, tandis que les nouvelles cartes côtières réalisées en mer devaient être accompagné de profils côtiers et les artistes ont été nommés pour enseigner le sujet dans les écoles navales, comme John Thomas Serres, qui a publié Liber Nauticus, and Instructor in the Art of Marine Drawings en 1805/06. Les artistes professionnels étaient souvent envoyés en voyages d'exploration, à l'instar de William Hodges (1744-1797) qui participa au deuxième voyage de James Cook dans l'Océan Pacifique.
L'estampe était importante en tant que source de revenu pour certains artistes, comme le peintre français Claude Joseph Vernet (1714-1789), qui a, à la fois, relancé quelque chose de l'esprit du maniérisme de la tempête et s'inscrivait dans le courant romantique. Il a également reçu des commandes du gouvernement français afin de produire une série de vues de ports français. Il a ainsi développé un nouveau type de scènes de port. Un autre artiste français du romantisme, est Philippe Jacques de Loutherbourg (1740-1812), qui a passé la plupart de sa carrière en Angleterre, où il a été chargé par le gouvernement de produire un certain nombre d'œuvres représentant des victoires navales. Watson et le Requin est une toile célèbre de John Singleton Copley et date de 1778. 

Œuvres du XVIIIe siècle
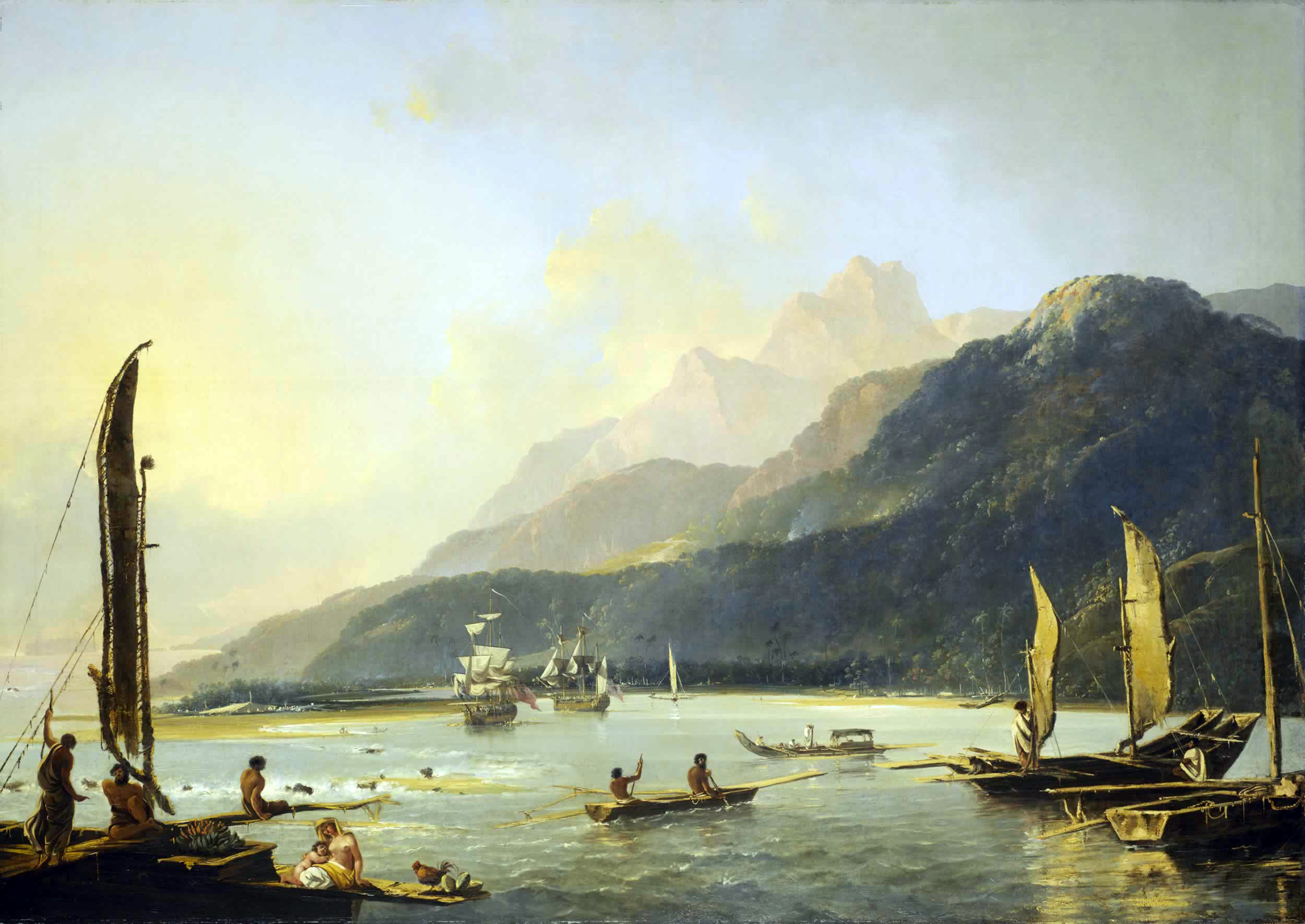
William Hodges, La Resolution et l'Adventure dans la Baie de Matavai (Tahiti), (1776), Royal Museums Greenwich (en).
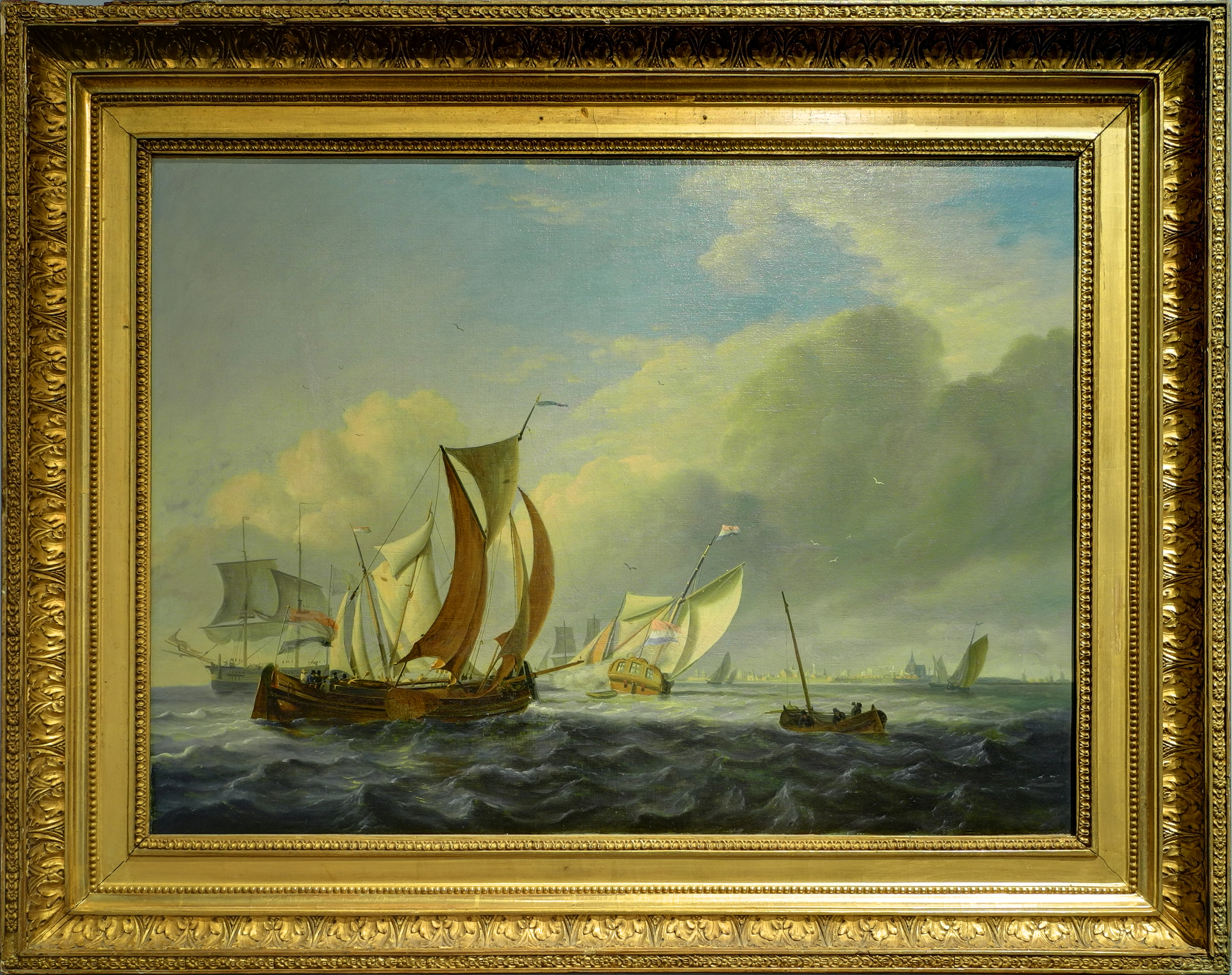
Nicolaus Baur, Mer agitée (1796), musées de Belfort.
Claude Joseph Vernet, Le Naufrage (1772), Washington, National Gallery of Art.
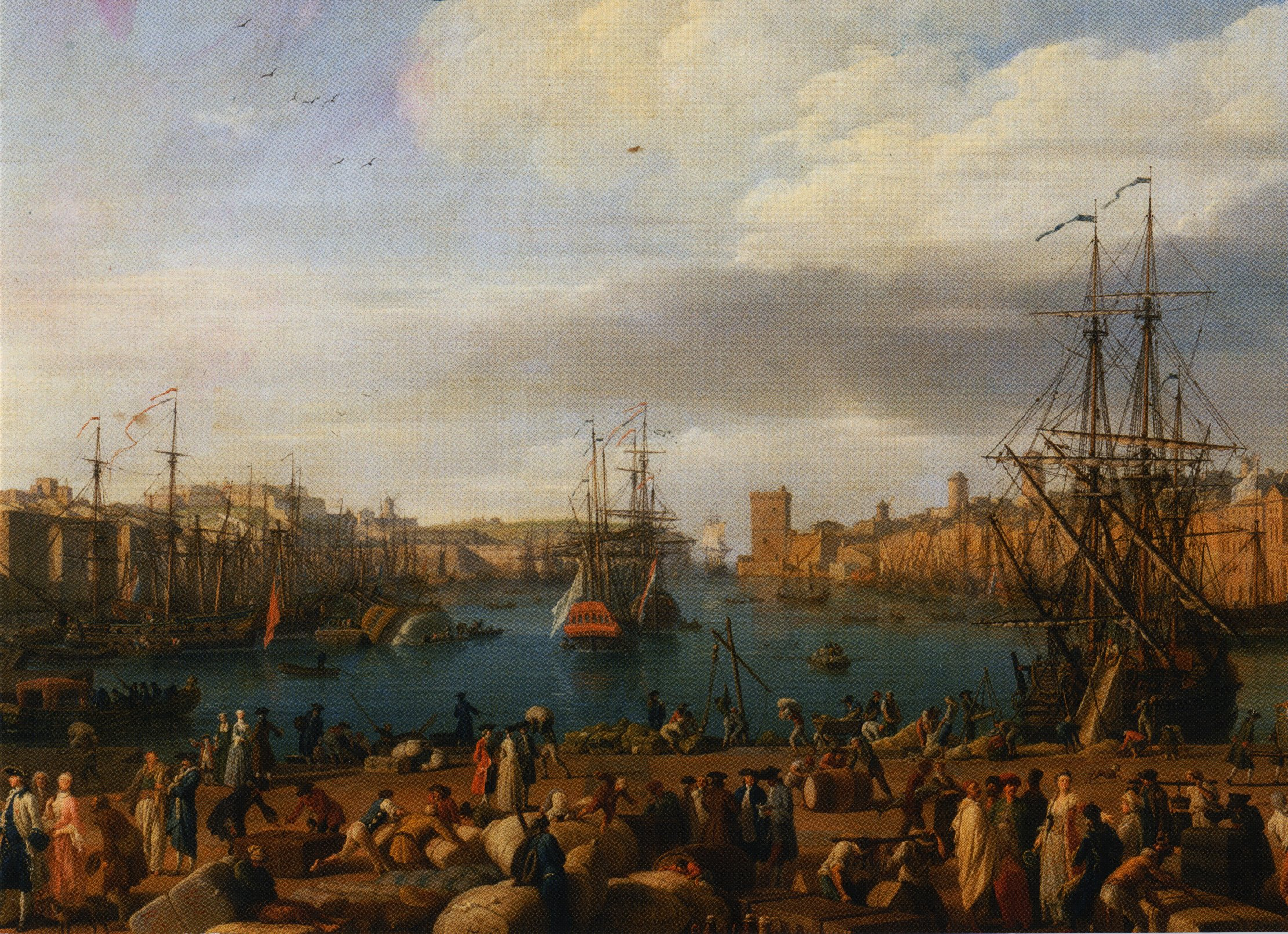
Claude Joseph Vernet, Le Port de Marseille (1754), Paris, musée national de la Marine.

## De l'époque romantique à nos jours

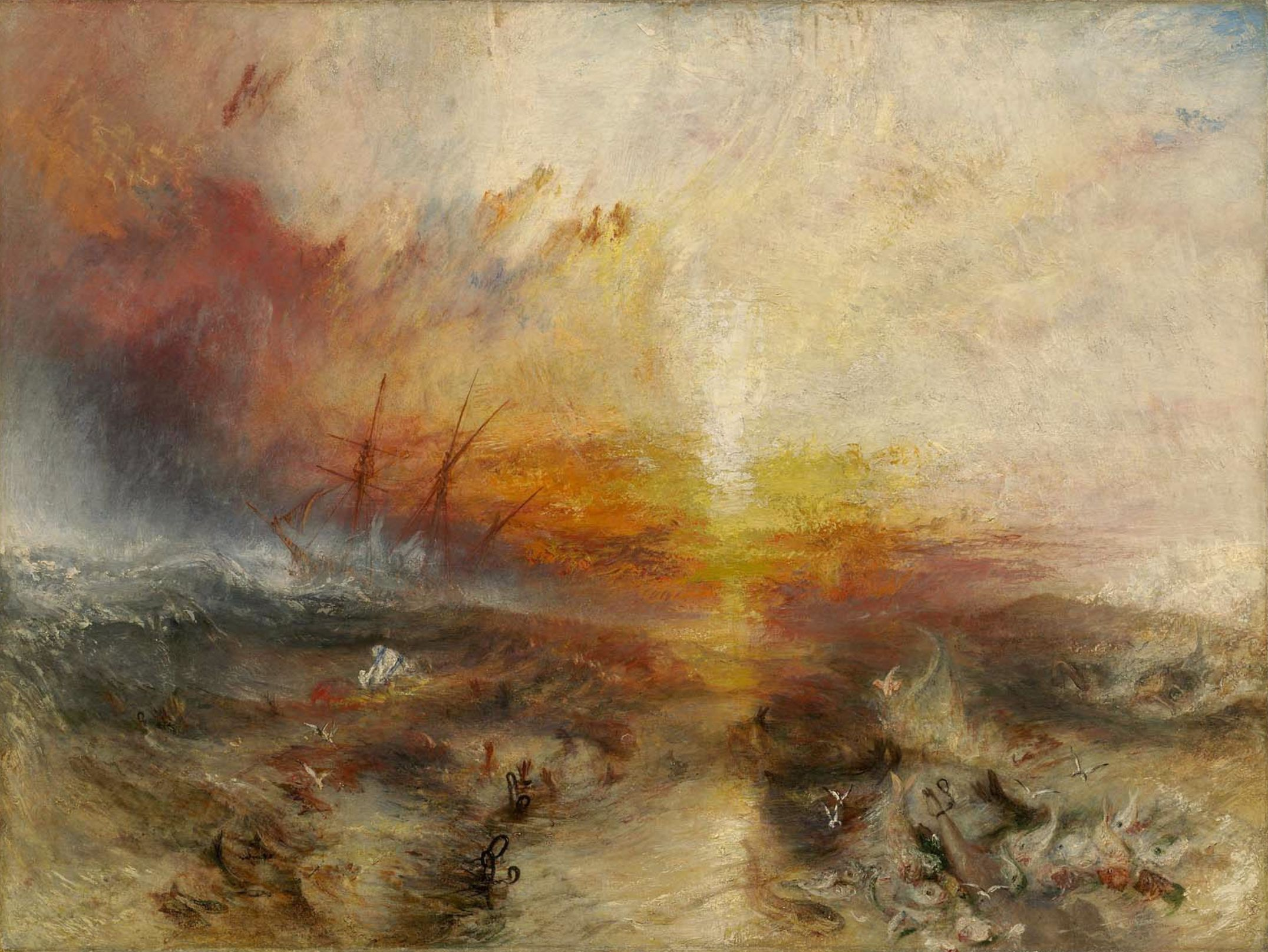
Joseph Mallord William Turner, Le Négrier (1840), Boston, musée des Beaux-Arts.

Durant la période romantique, la peinture de marine rejoint le courant dominant de l'art, bien que de nombreux peintres spécialisés continue à développer le genre du « navire portrait ». Antoine Roux et fils dominent l'art des marines à Marseille tout au long du XIXe siècle avec des portraits de navires et des vues de la vie maritime. Sans doute la plus grande icône du romantisme le Radeau de La Méduse (1819) de Géricault. Pour Joseph Mallord William Turner, la peinture de la mer était une obsession. La Méduse est un exemple de la peinture d'histoire, tandis que les œuvres de Turner sont essentiellement abordées comme des paysages. La commission publique de La Bataille de Trafalgar (1824) a été critiquée en raison de l'inexactitude et ses œuvres tardives ne visent pas à une représentation en détail. Celles-ci ont parfois des titres longs servant à expliquer son œuvre comme Snow Storm - Steam-Boat off a Harbour's Mouth making Signals in Shallow Water, and going by the Lead. The Author was in this Storm on the Night the Ariel left Harwich de 1842.
L'allemand Caspar David Friedrich a ajouté un élément de mysticisme romantique dans ses œuvres, comme dans Les Étapes de la vie (1835). Son œuvre La Mer de glace est moins typique, illustrant un fait réel. Ivan Aivazovsky a poursuivi les vieux thèmes des batailles, des épaves et des tempêtes comme dans La Neuvième Vague (1850). Les rivières, les ports et le littoral, généralement avec de petites embarcations, ont été très appréciés par Corot et l'école de Barbizon, et en particulier Charles-François Daubigny. Un grand nombre des œuvres d'Isaac Levitan met en scène des lacs tranquilles mais aussi les grandes rivières de la Russie, traités comme une source de fierté nationale. Gustave Courbet a peint un certain nombre de scènes de plages, de falaises, généralement sans figures humaines. Pendant les années 1860, Édouard Manet a peint un certain nombre de peintures représentant d'importants événements médiatiques, y compris sa peinture de la Bataille du Kearsarge et de l'Alabama, de 1864.
Le genre du navire-portrait a été apporté en Amérique par un certain nombre d'émigrants, la plupart français comme James E. Buttersworth (1817-1894) et Robert Salmon. Le Luministe Fitz Henry Lane (1804-1865) a été le premier d'un certain nombre d'artistes qui ont développé un style américain du paysage. Il a peint de petits bateaux au repos, dans de petites baies. Martin Johnson Heade était un membre de l'Hudson River School et a peint des scènes paisibles, mais aussi les tempêtes. Winslow Homer de plus en plus spécialisés dans des scènes marines présentent souvent des bateaux dans la houle sur une mer ouverte, comme dans son Le Gulf Stream. Thomas Eakins peints souvent des rivières des scènes, comme son Max Schmitt in a Single Scull (1871).
Plus tard dans le siècle, comme la côte est devenue de plus en plus considérée comme un lieu de plaisir davantage qu'un lieu de travail, les scènes de plage et les paysages côtiers, deviennent importantes. Les scènes de plage d'Eugène Boudin paraissent familière pour le spectateur moderne, malgré les vêtements portés par les dames assises sur des chaises dans le sable. Les Impressionnistes ont aussi peint de nombreuses scènes de plages, de falaises et rivières, en particulier Claude Monet, comme dans la Tempête à Étretat. Impression, soleil levant (1872) est une vue du port du Havre. Les scènes de rivière étaient très fréquentes chez les Impressionnistes, en particulier chez Monet ou chez Alfred Sisley.
Le peintre espagnol Joaquín Sorolla a peint de nombreuses scènes de plage, généralement en se concentrant sur quelques figures vues de près. Des artistes américains ont aussi pris des plages et des rives, généralement moins peuplée, pour sujet comme John Frederick Kensett, William Merritt Chase, Jonas lie, ou James Abbott McNeill Whistler. Vers la fin du XIXe siècle, le peintre Albert Pinkham Ryder invente une représentation sombre de la mer. Le fauvisme et pointillisme représentent des eaux tranquilles comme Edvard Munch dans ses premières peintures. En Angleterre, les écoles de Newlyn et le pêcheur-artiste naïf Alfred Wallis sont à noter.
L'artiste Norman Wilkinson a été, au cours de la première Guerre Mondiale, l'inventeur du camouflage dazzle, par lequel les navires étaient camouflés. Les résultats ne sont pas sans rappeler le Vorticisme, inspirant la comptine marine : « le Capitaine Schmidt au périscope / Vous n'avez pas besoin de tomber ou de vous évanouir / ce n'est pas la vision d'un médicament ou d'une drogue / Mais seulement de la peinture embrouillée ». Lorsque la marine américaine a adopté cette idée en 1918, Everett Warner, Abbott Handerson Thayer, Frederick Judd Waugh, George de Forest Brush, William Mackay (en) et d'autres peintres ont été chargés de la conception.
Des artistes tels que Montague Dawson (en) (1895-1973), dont les œuvres ont été très populaires dans la reproduction, se sont spécialisés sur les navires-portraits. Il a découvert les œuvres montrant des bateaux à voile traditionnels plus demandé que les navires modernes. Même en 1838, Turner qui peint Le dernier voyage du Téméraire, montre une nostalgie de l'ère de la voile. Les sujets marins attirent toujours de nombreux artistes. Certaines formes de marine restent très populaires, comme en témoigne la série parodique de peintures par Vitaly Komar et Alexandre Melamid appelé America most Wanted.

Œuvres du XIXe siècle
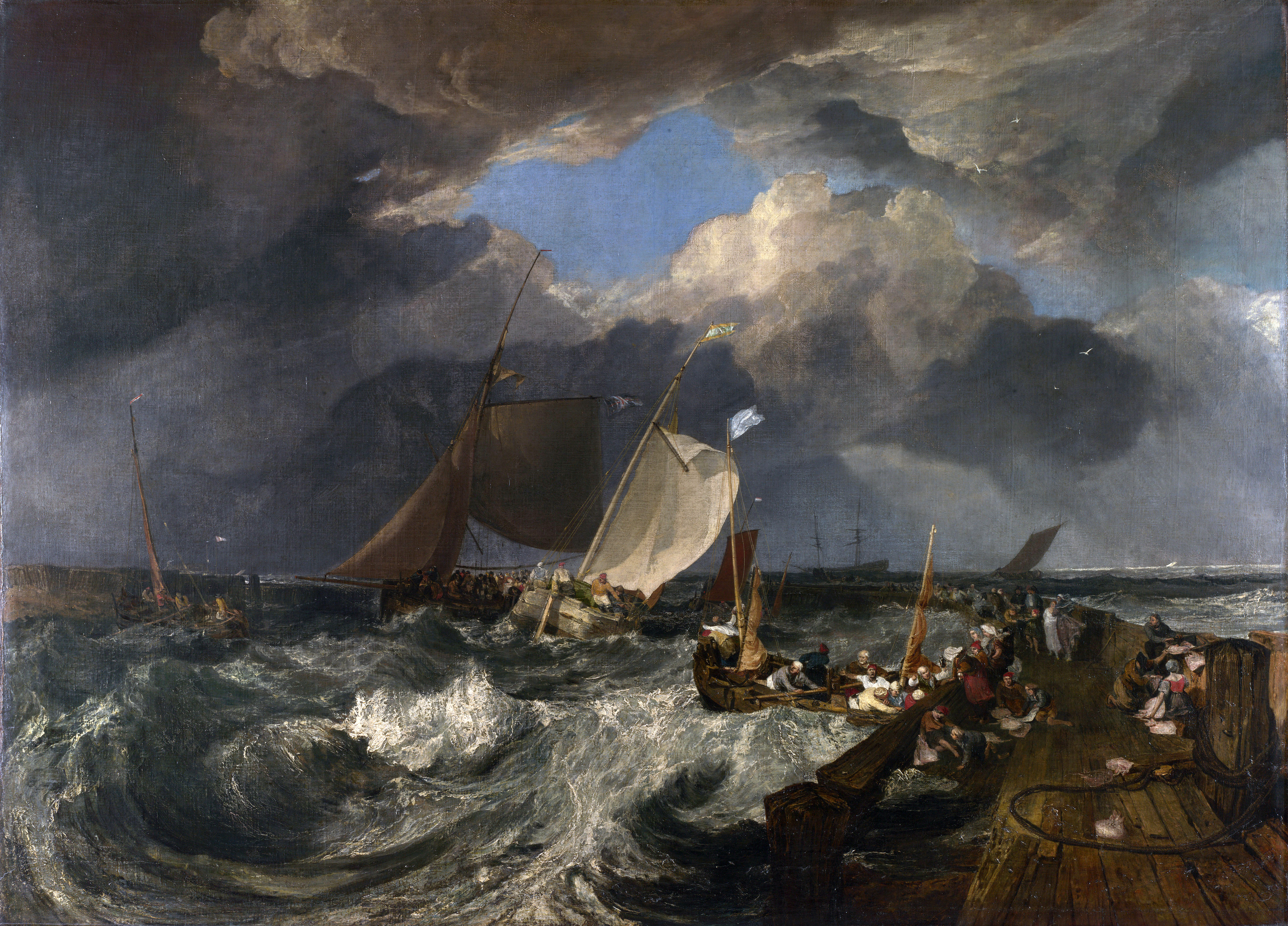
Joseph Mallord William Turner, La Jetée de Calais, 1803.
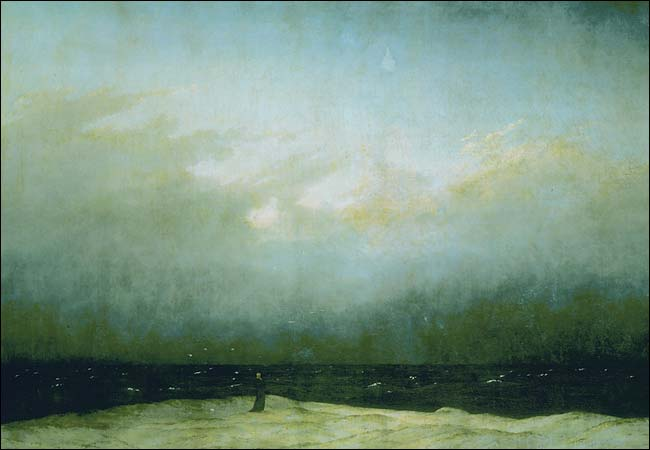
Caspar David Friedrich, Le Moine devant la mer, 1809.
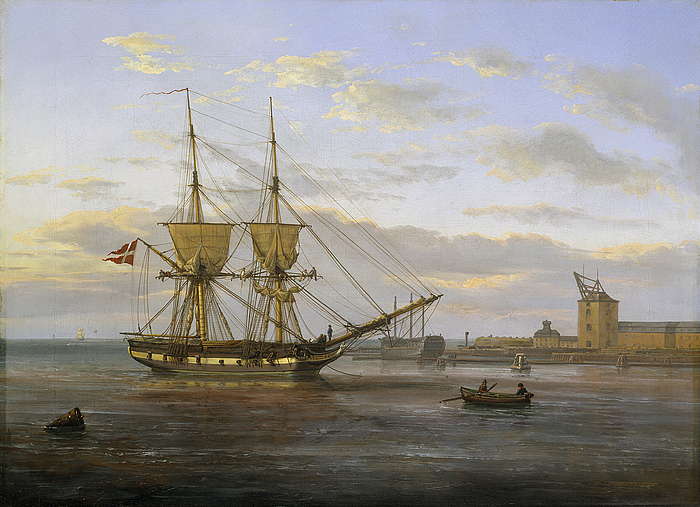
Johan Christian Dahl, Entrée de Copenhague, 1830.
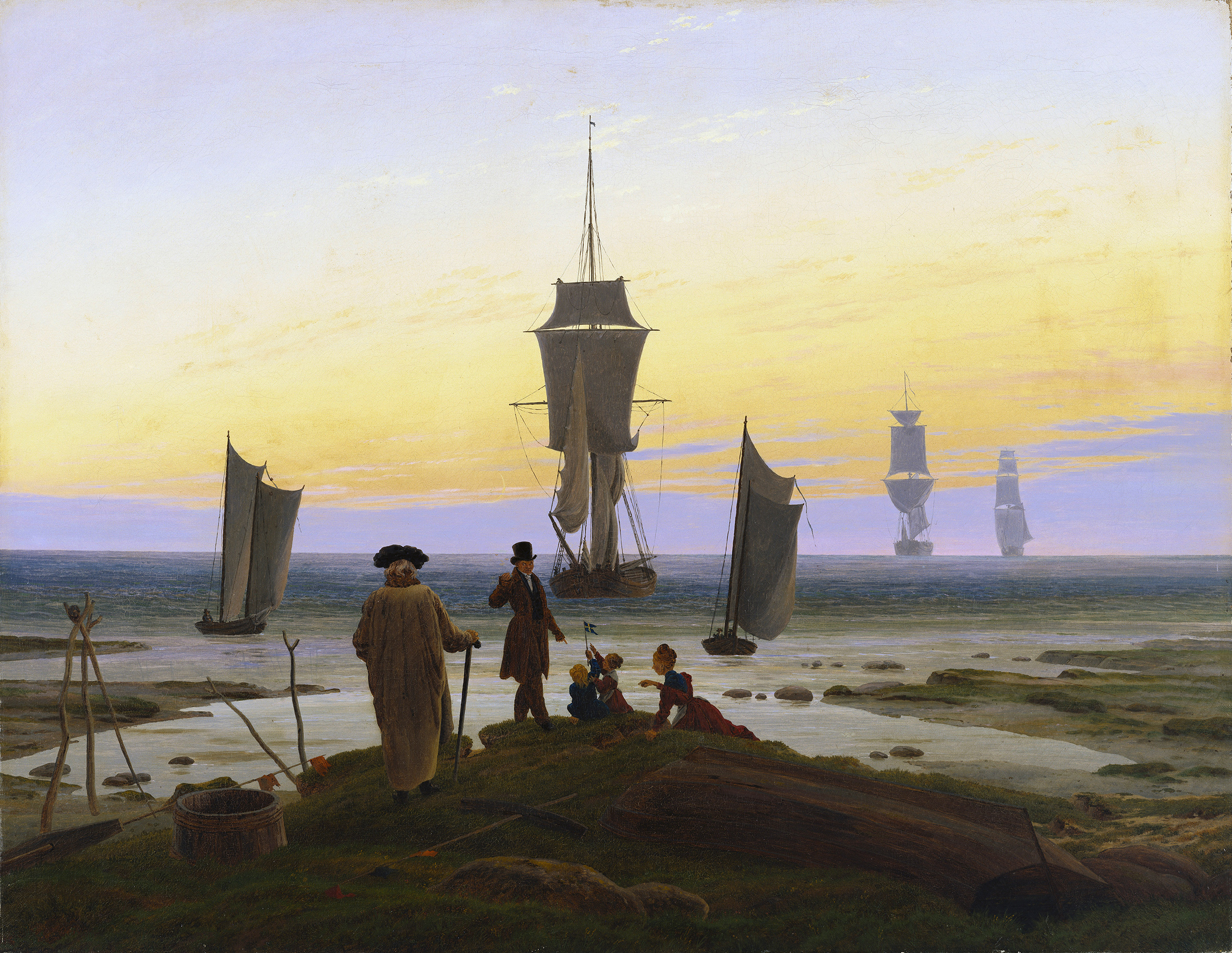
Caspar David Friedrich, Les Étapes de la vie, 1835.
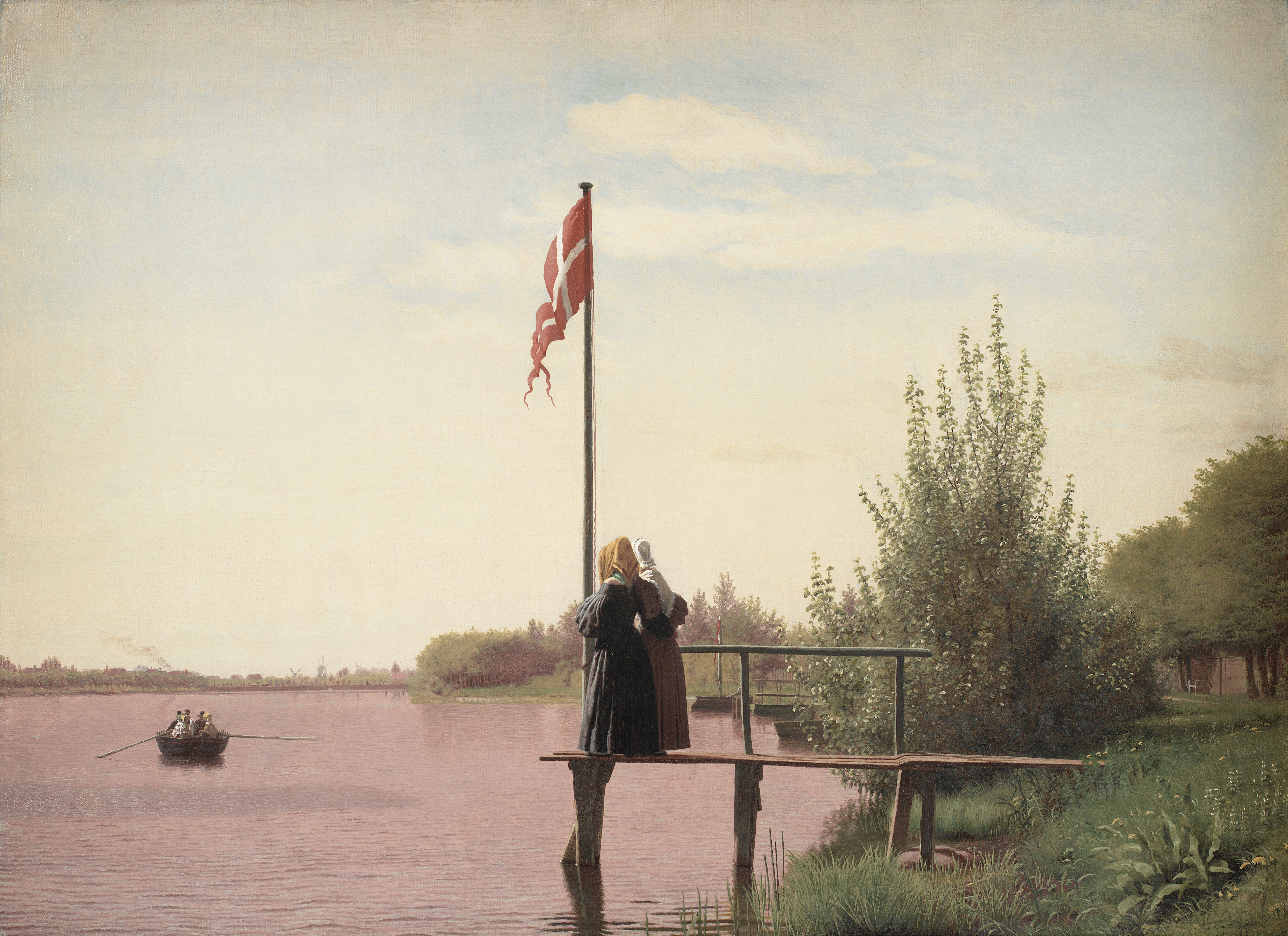
Christen Købke, Vue du lac de Sortedam, 1838.
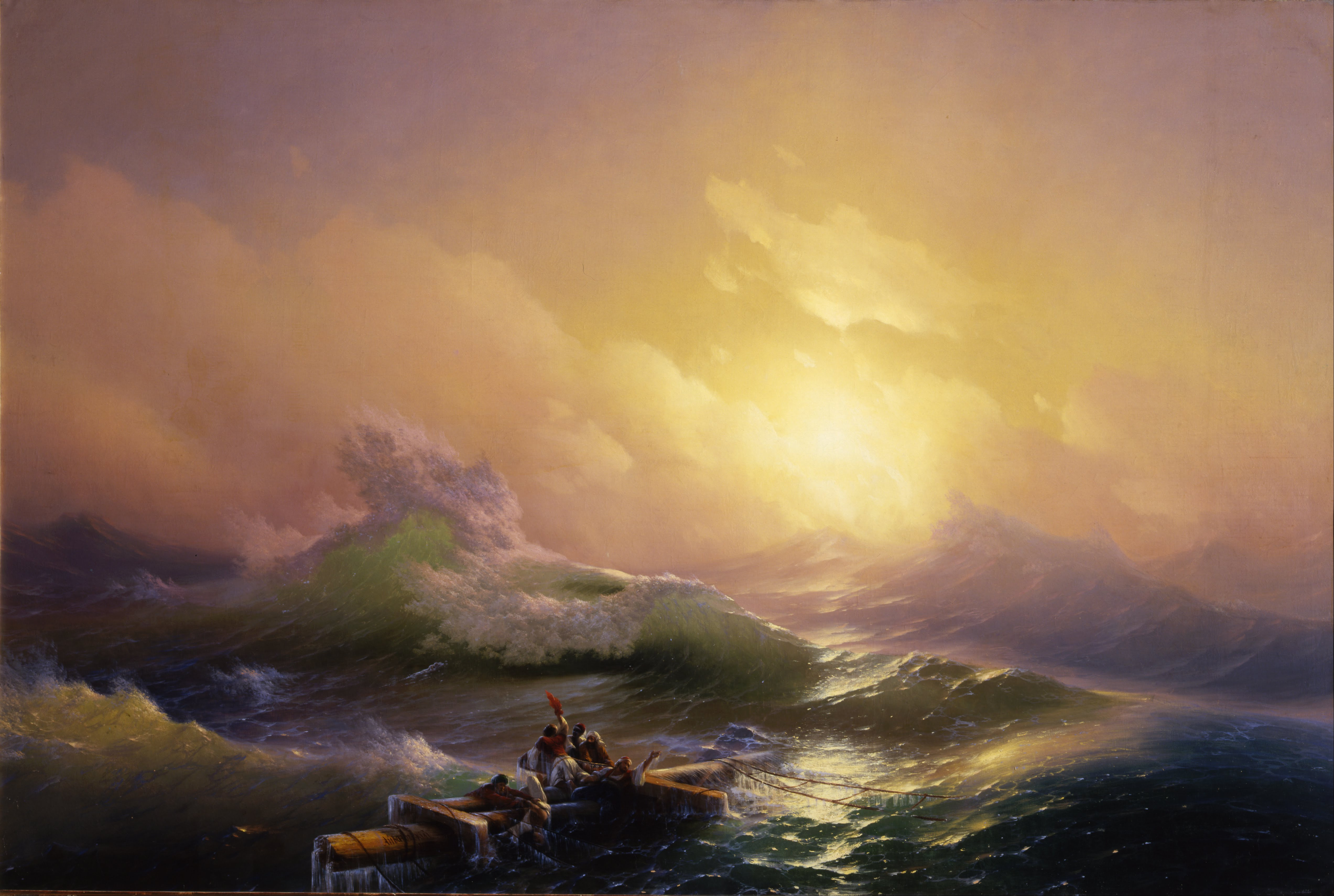
Ivan Aïvazovski, La Neuvième Vague (1850), Saint-Pétersbourg, Musée russe.
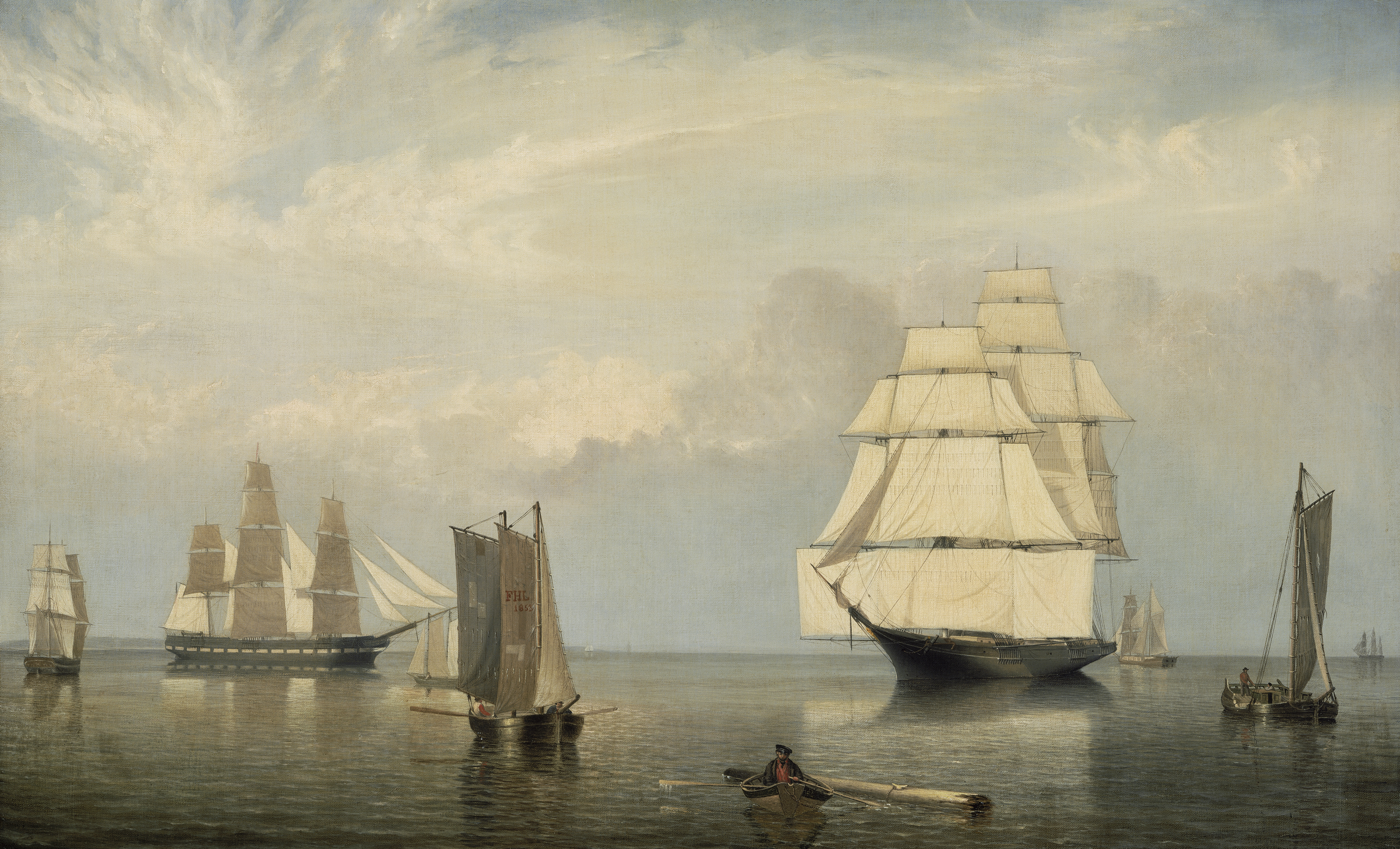
Fitz Henry Lane, Le Port de Salem, 1853.
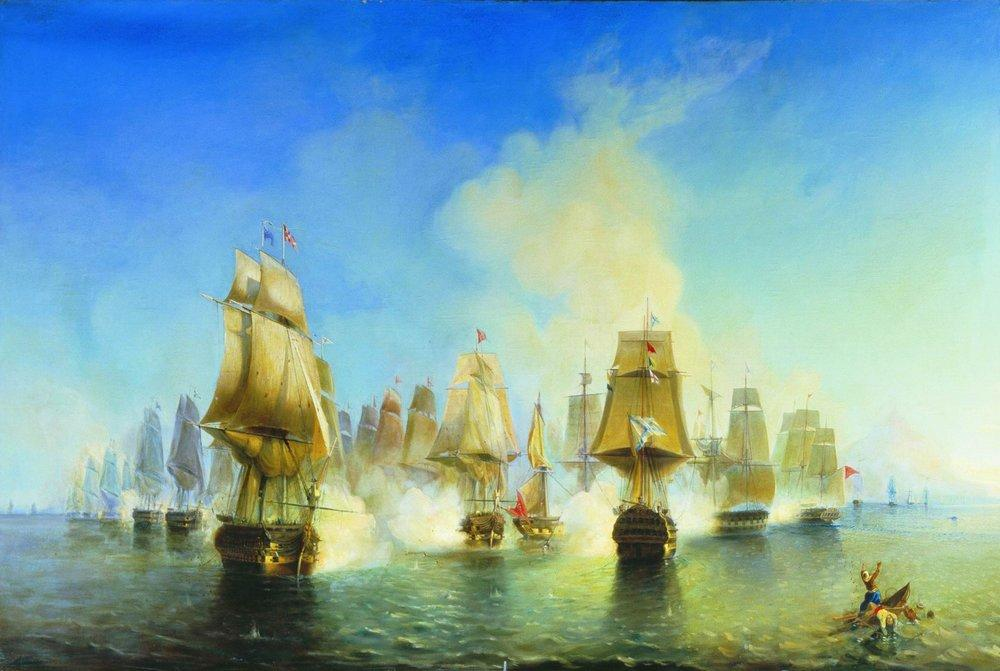
Alekseï Bogolioubov, Bataille d'Athos, 1853.
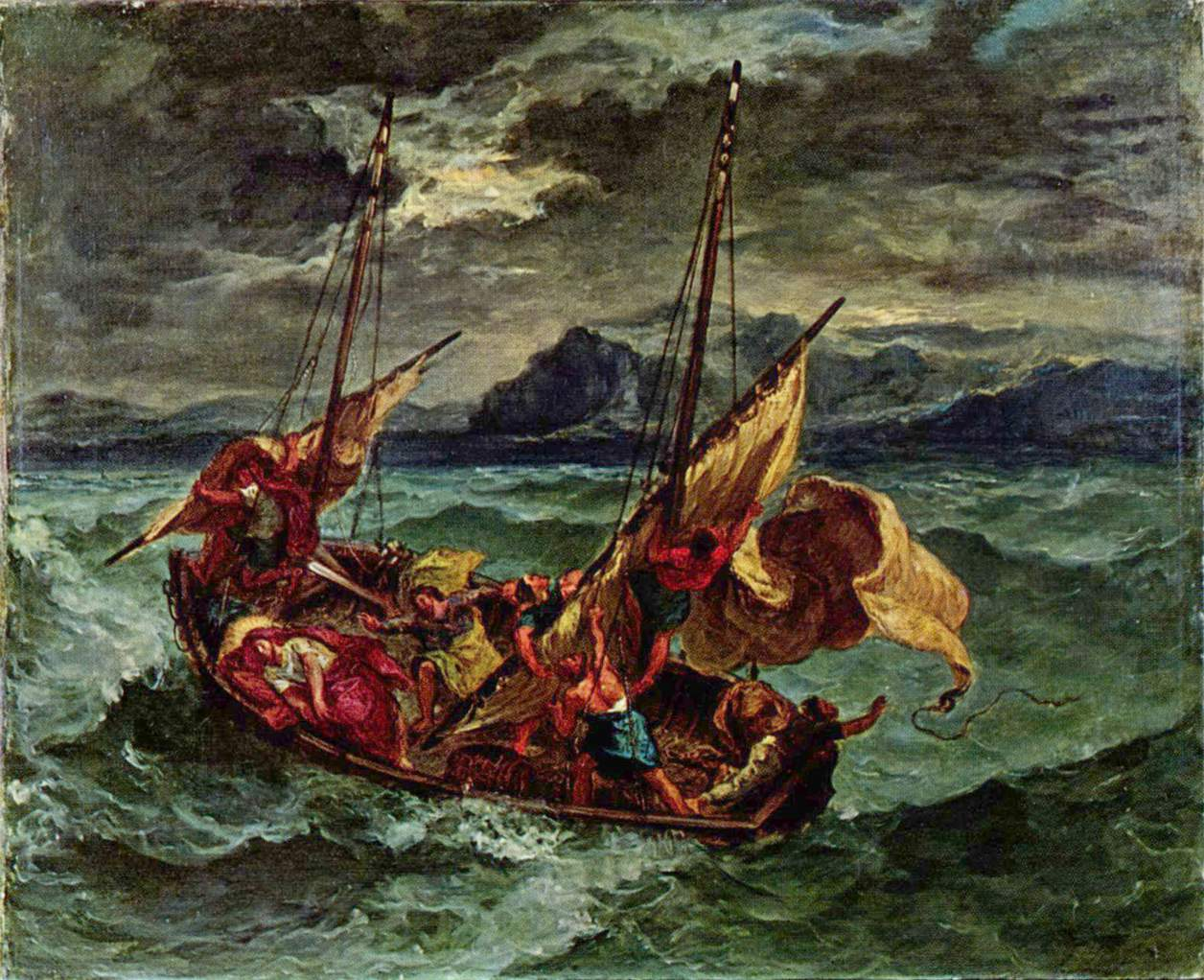
Eugène Delacroix, Le Christ sur la mer de Galilée, 1854.
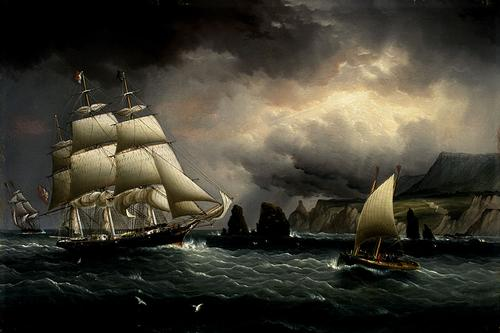
James Buttersworth, Le Clipper Flying Cloud au large des Needles, Île de Wight, 1859-1860.
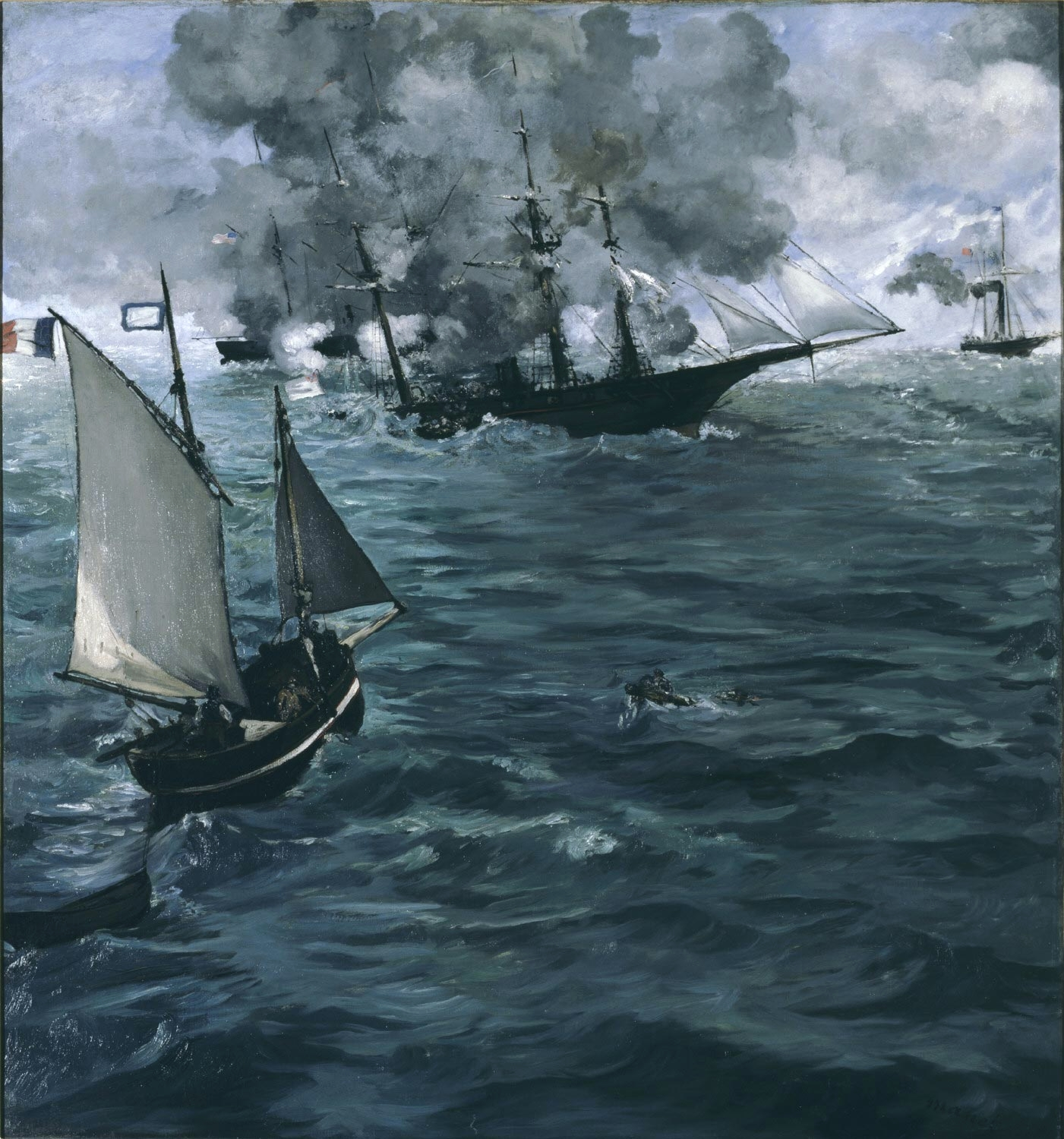
Édouard Manet, Bataille entre le Kearsarge et le Alabama, 1864.
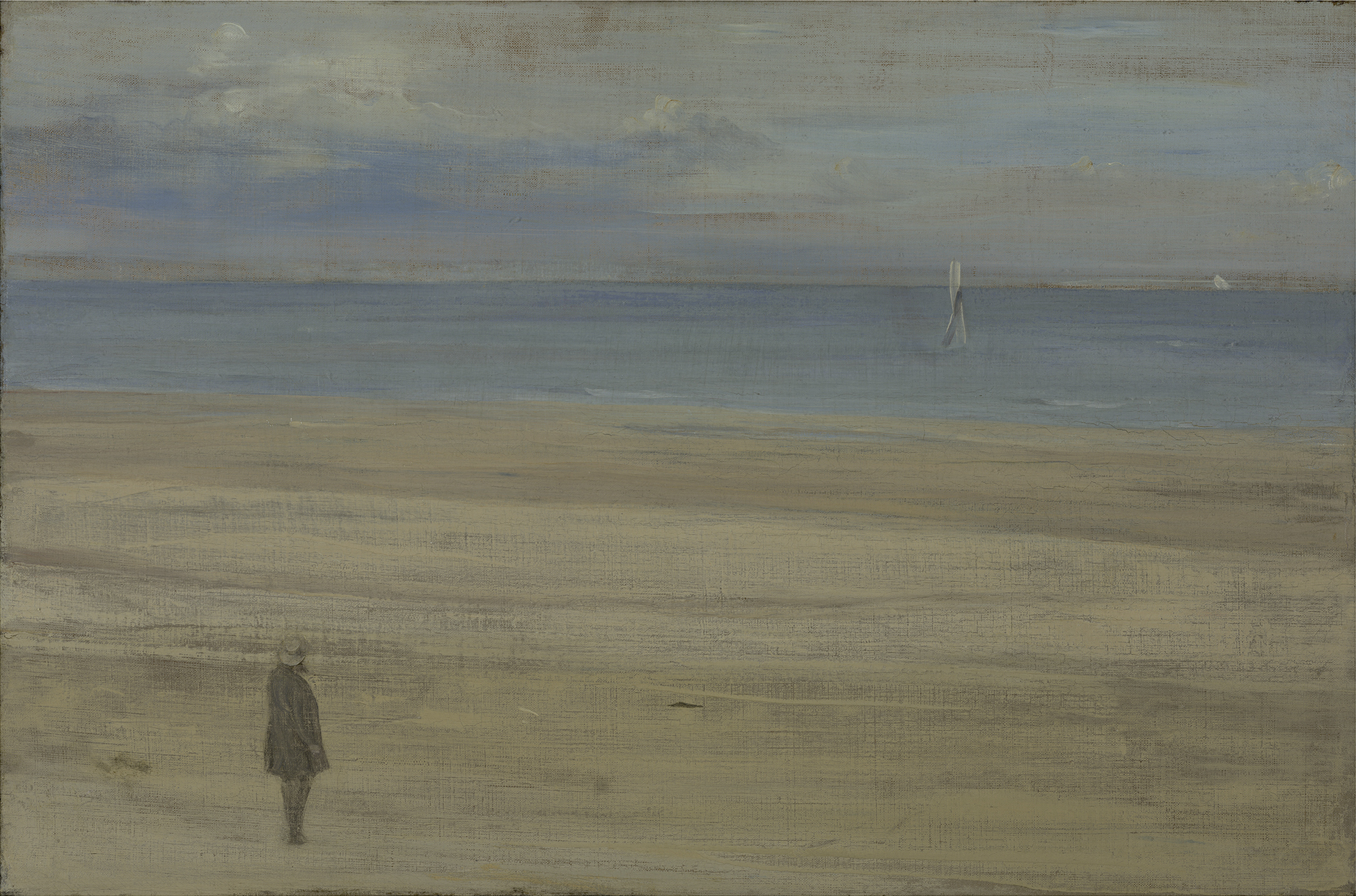
James Abbott McNeill Whistler, Harmonie de bleu et d'argent:Trouville, 1865.
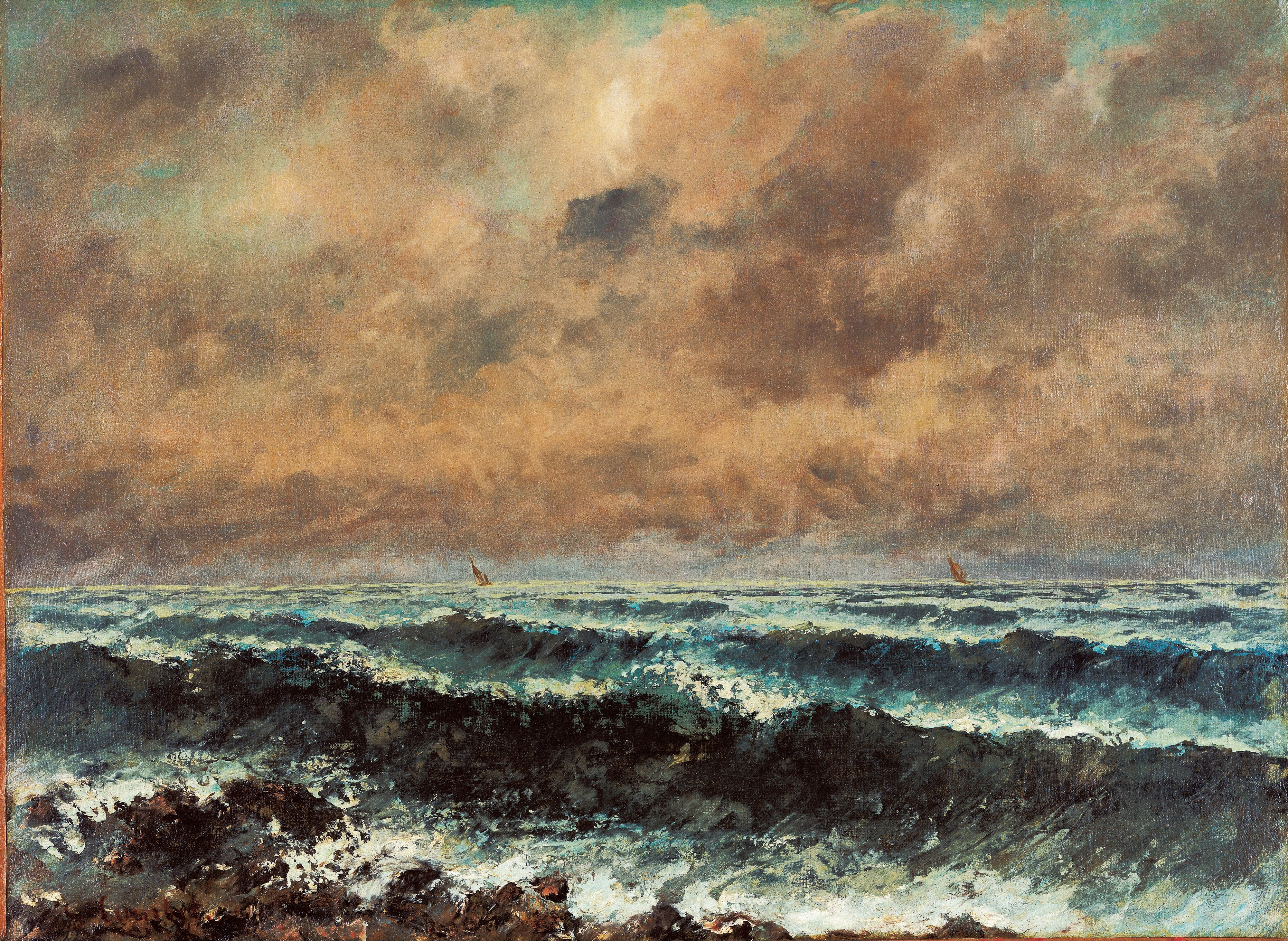
Gustave Courbet, Mer d'automne, 1867.
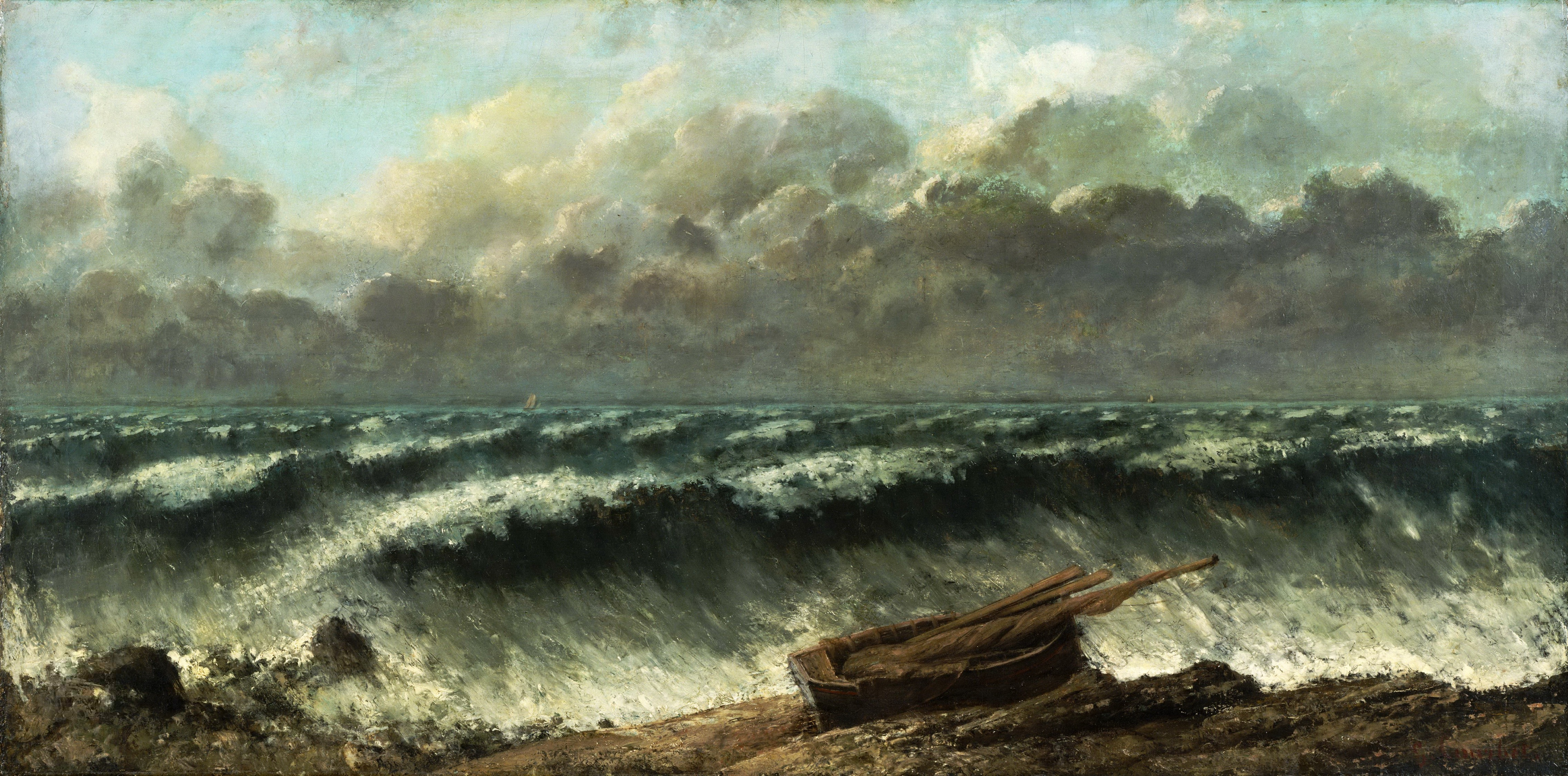
Gustave Courbet, La Vague, 1869.
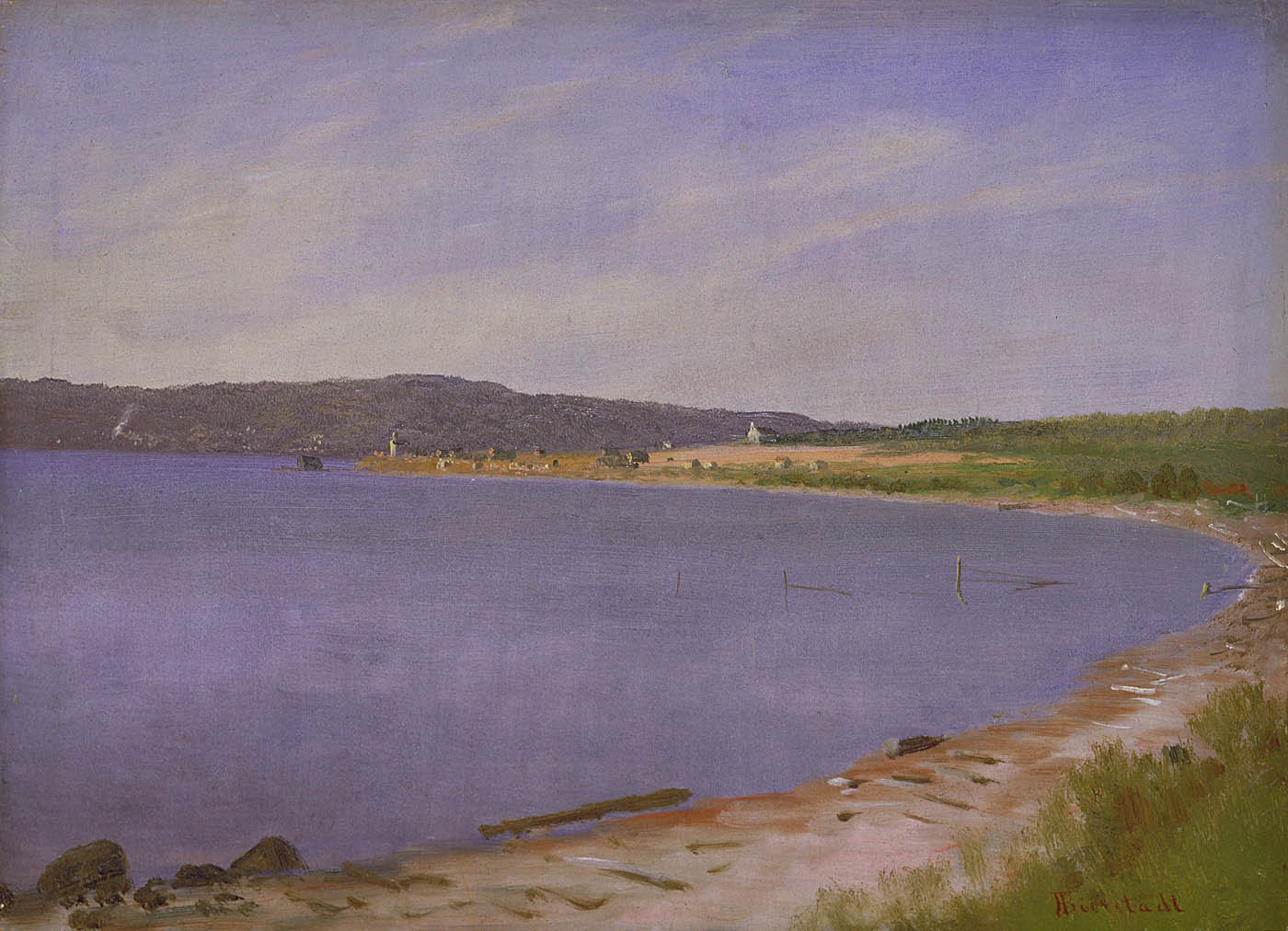
Albert Bierstadt, La Baie de San Francisco, 1871-1873.
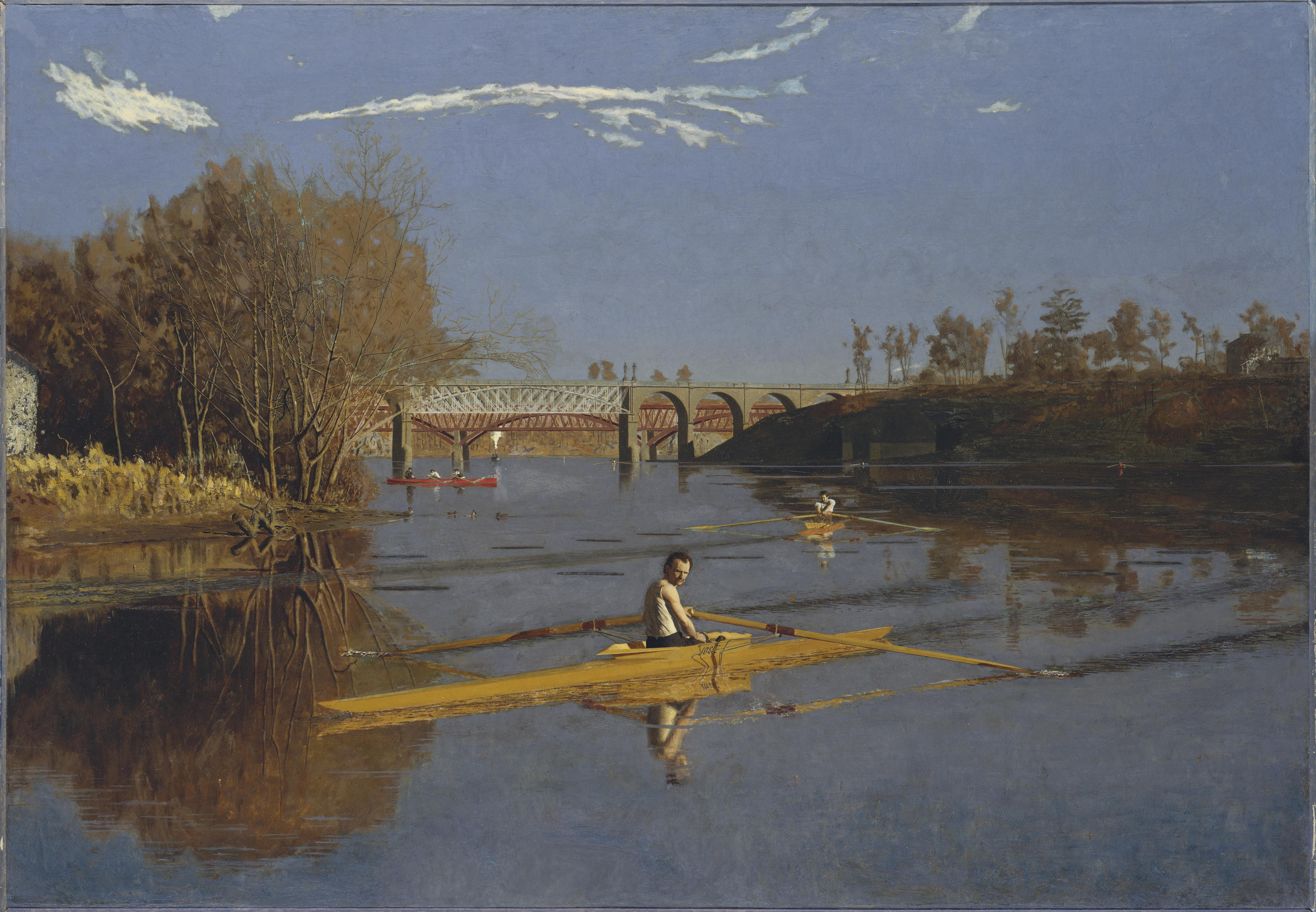
Thomas Eakins, Max Schmitt in a single scull, 1871.
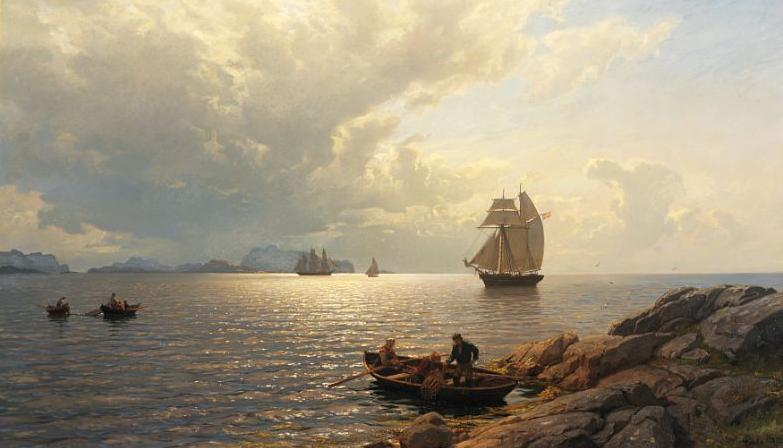
Hans Gude, Voile dans le fiord d'Oslo, 1872.
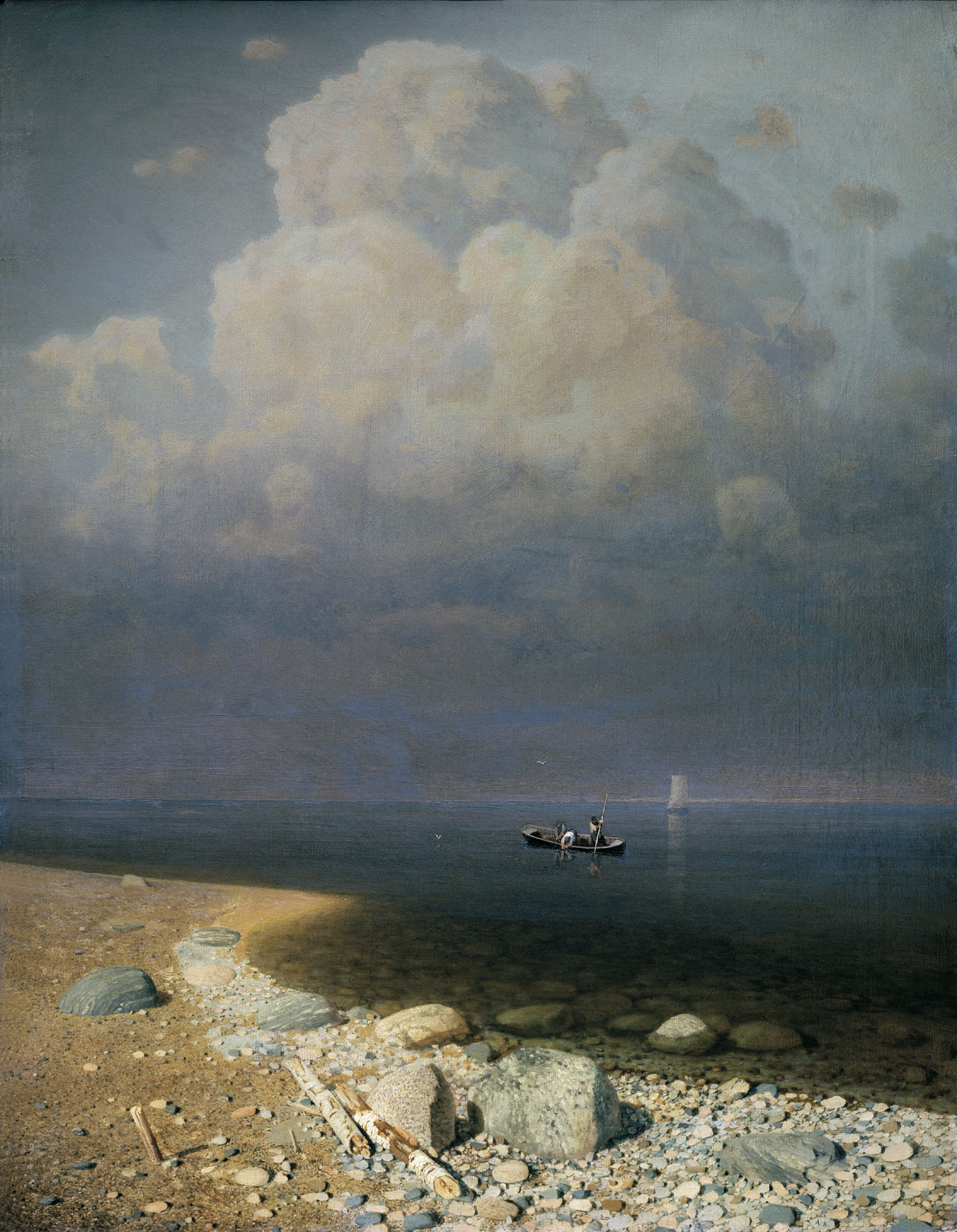
Arkhip Kouïndji, Le Lac Ladoga, 1873.
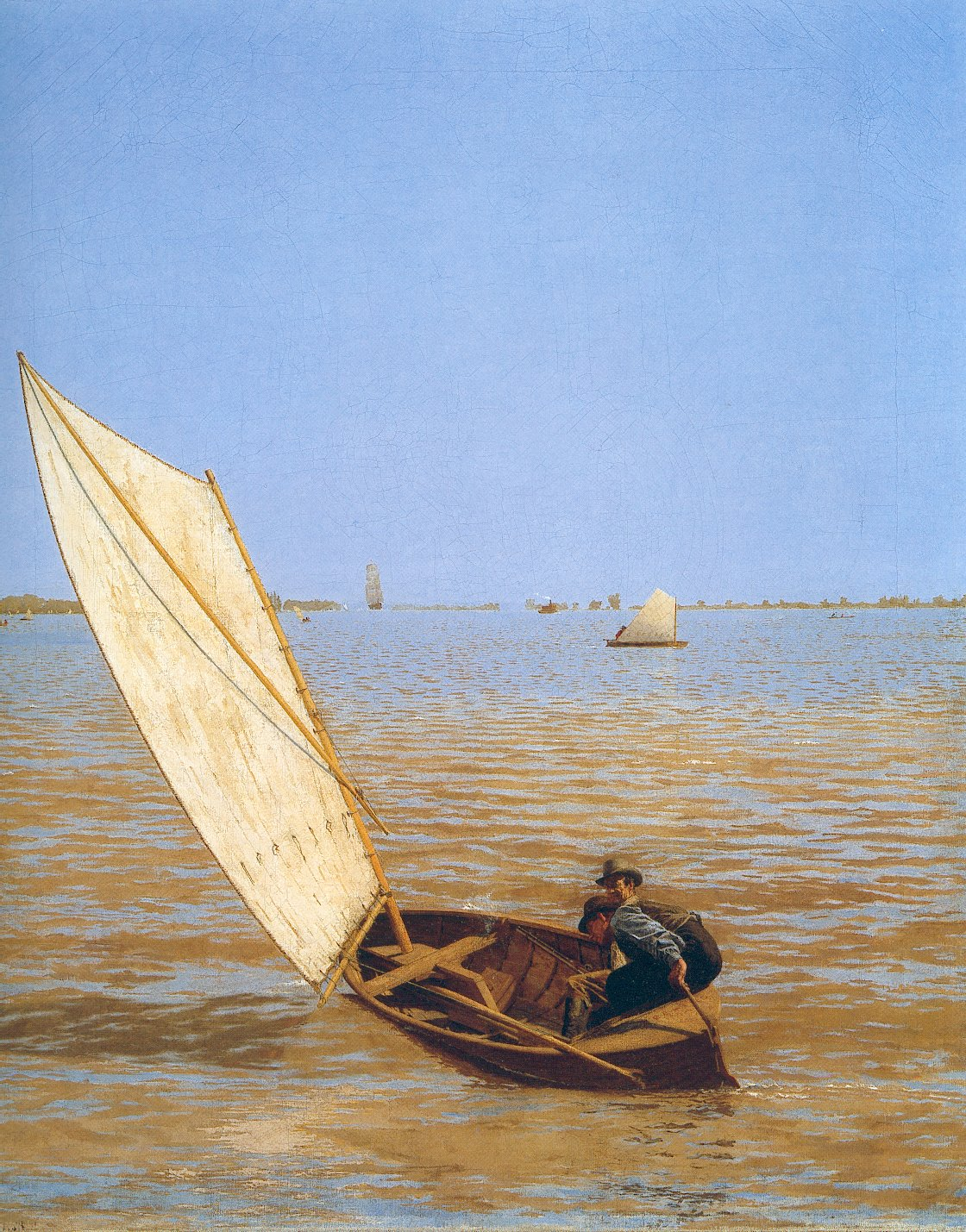
Thomas Eakins, Starting Out After Rail, 1874.
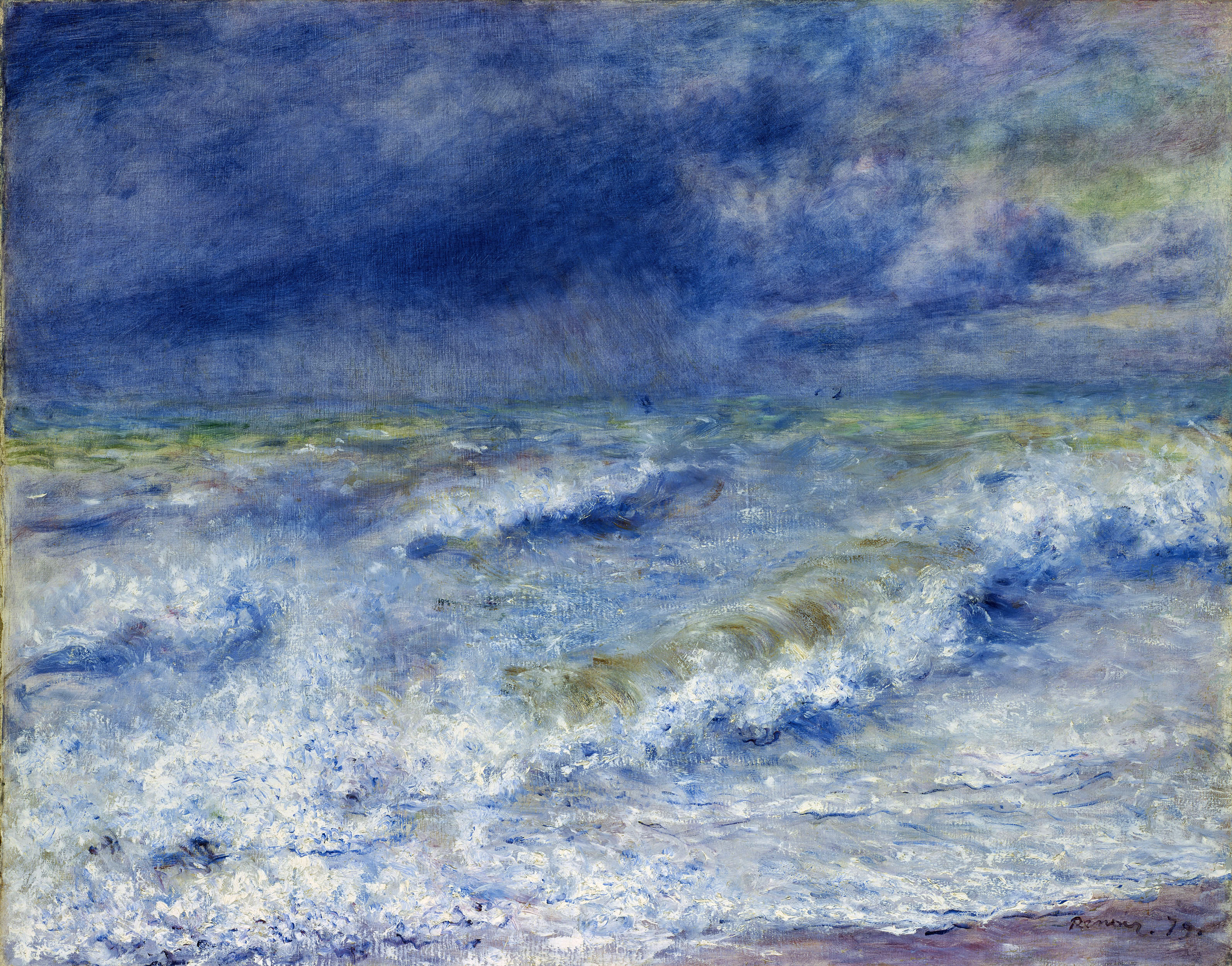
Pierre-Auguste Renoir, La Vague, 1879.
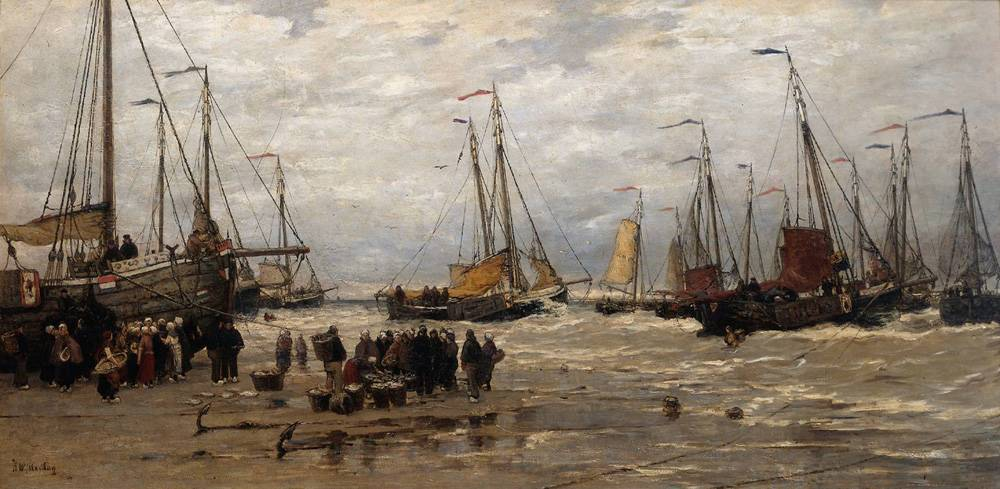
Hendrik Willem Mesdag, Pinks in the breakers, vers 1880.
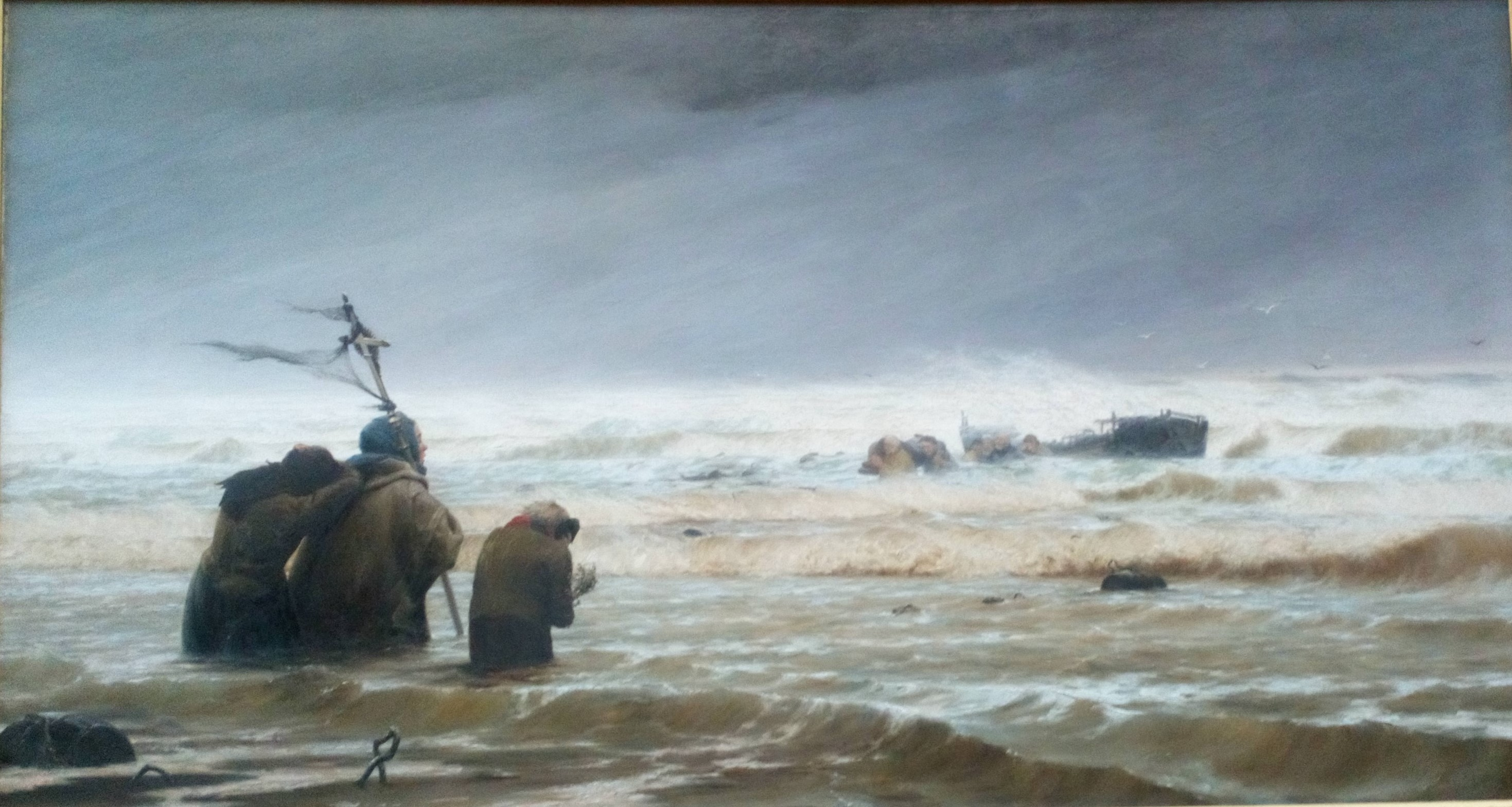
Francis Tattegrain, Les Deuillants à Etaples (1883)
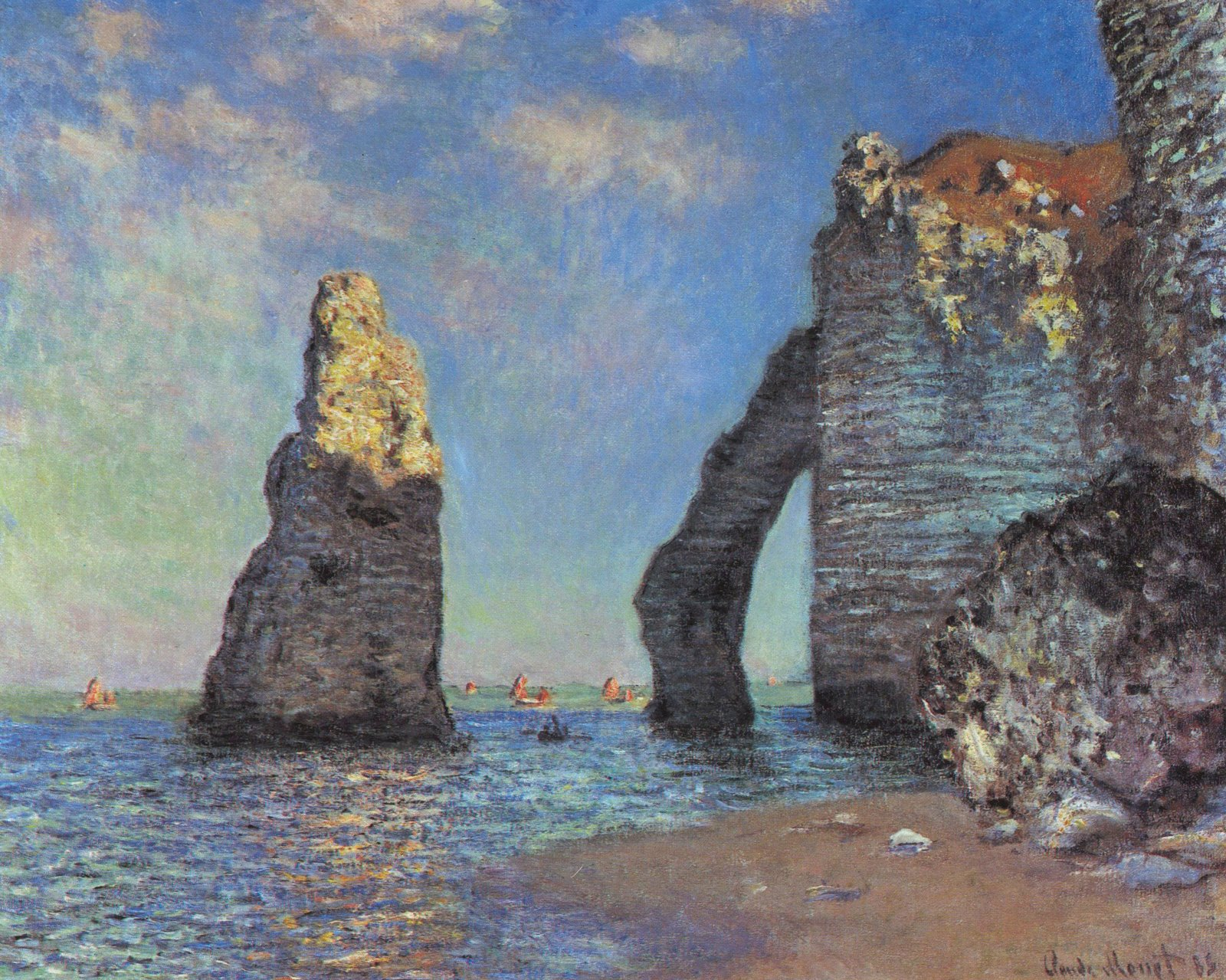
Claude Monet, Les Falaises d'Étretat, 1885.
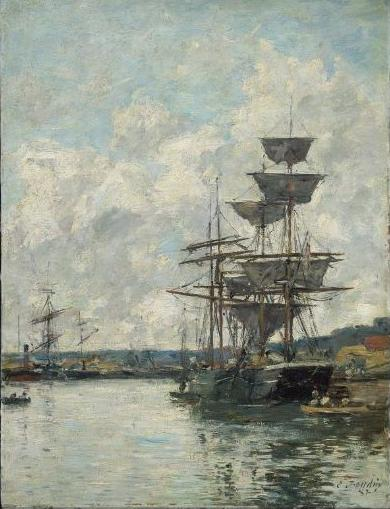
Eugène Boudin, Bateaux au Havre, 1887.
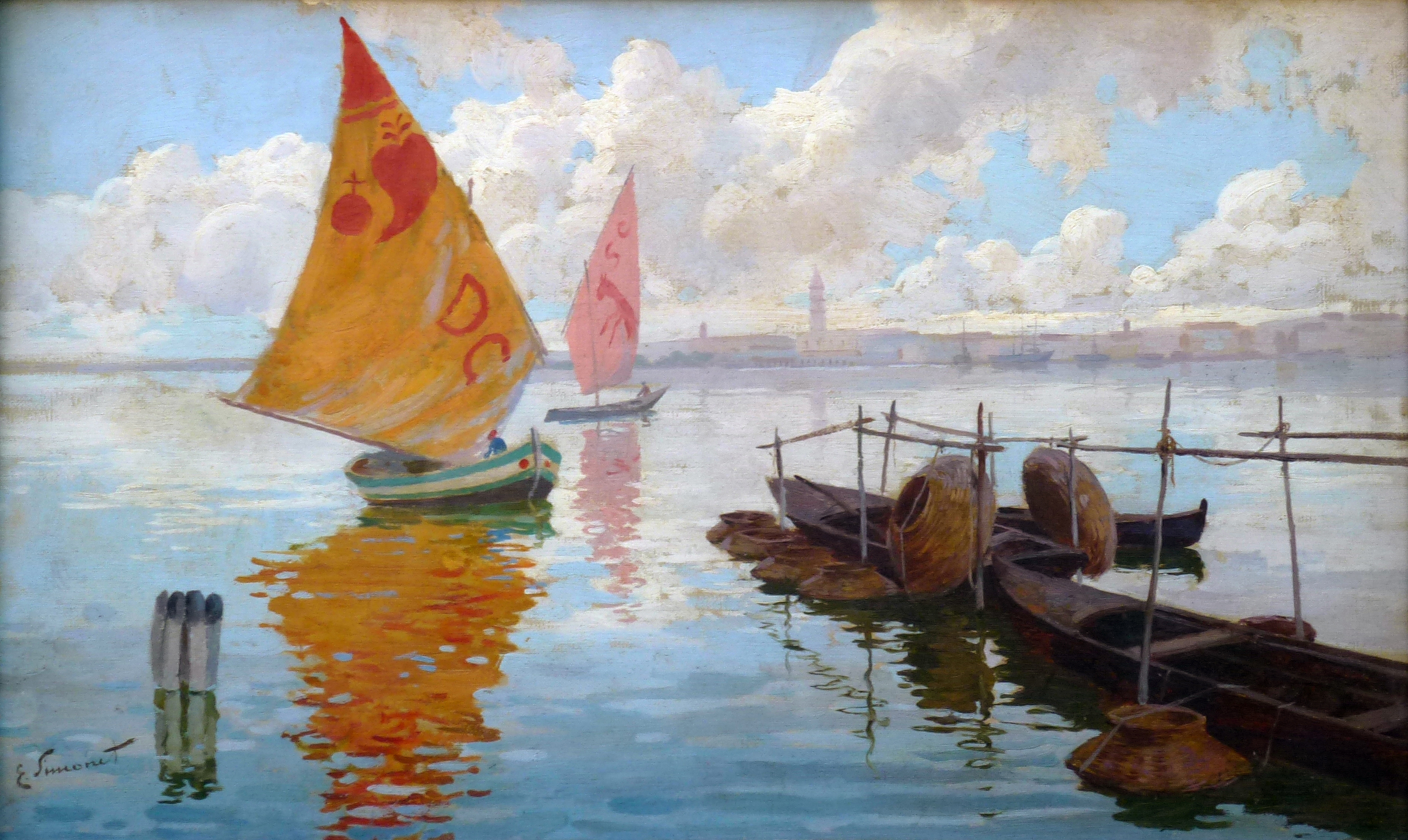
Enrique Simonet, Marine vénitienne, 1887-1890.
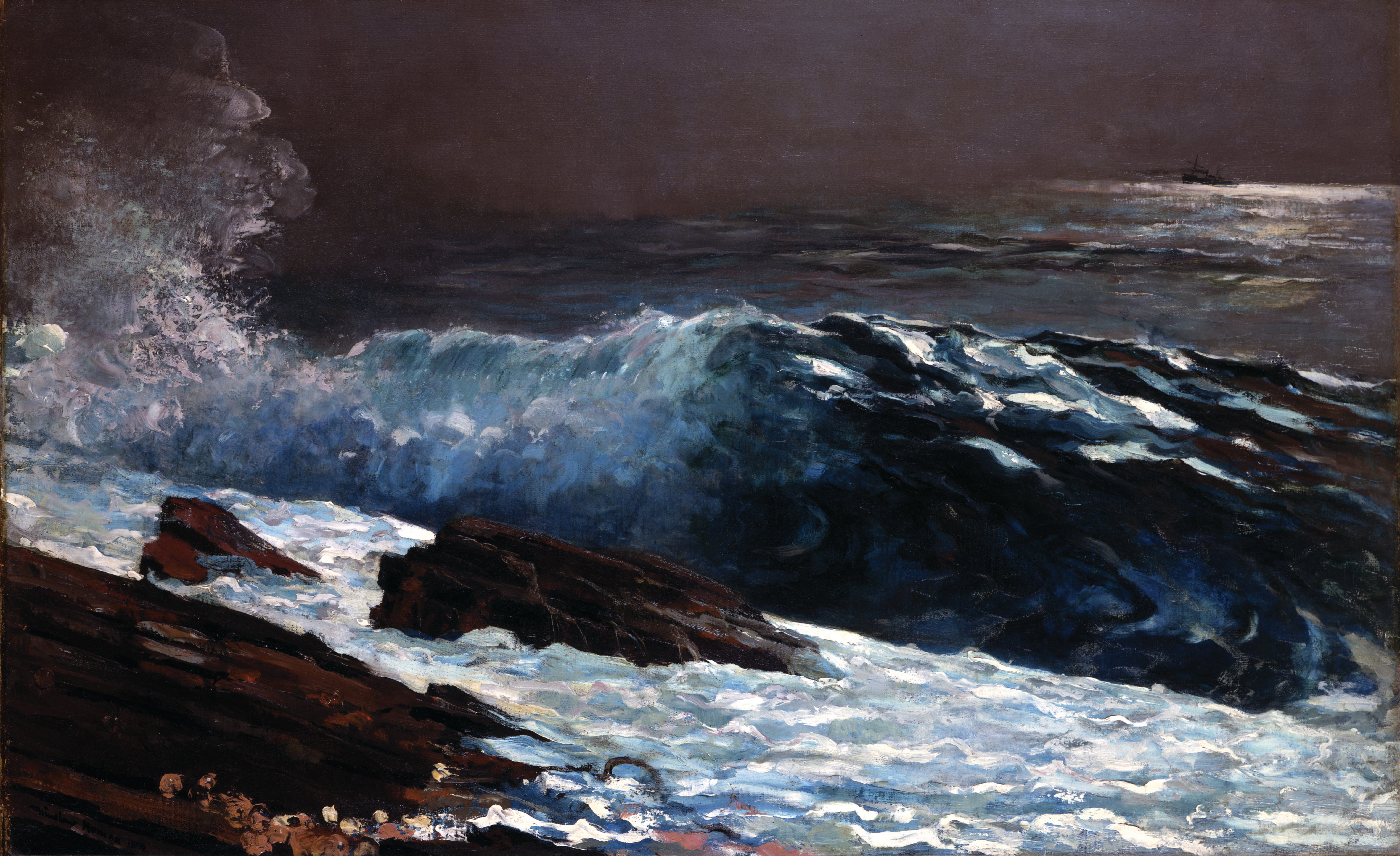
Winslow Homer, Lumière sur la côte, 1890.
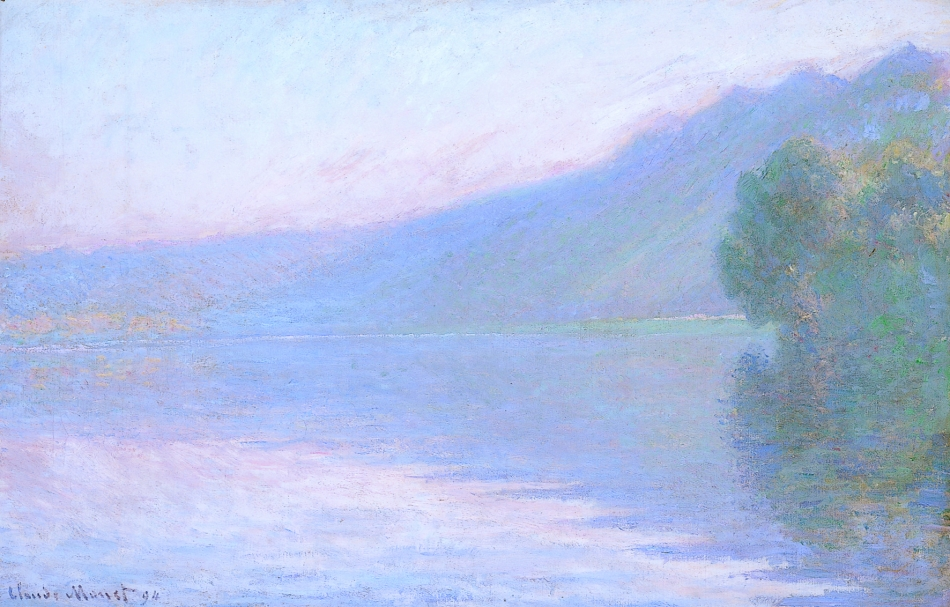
Claude Monet, La Seine à Port-Villez, 1894.
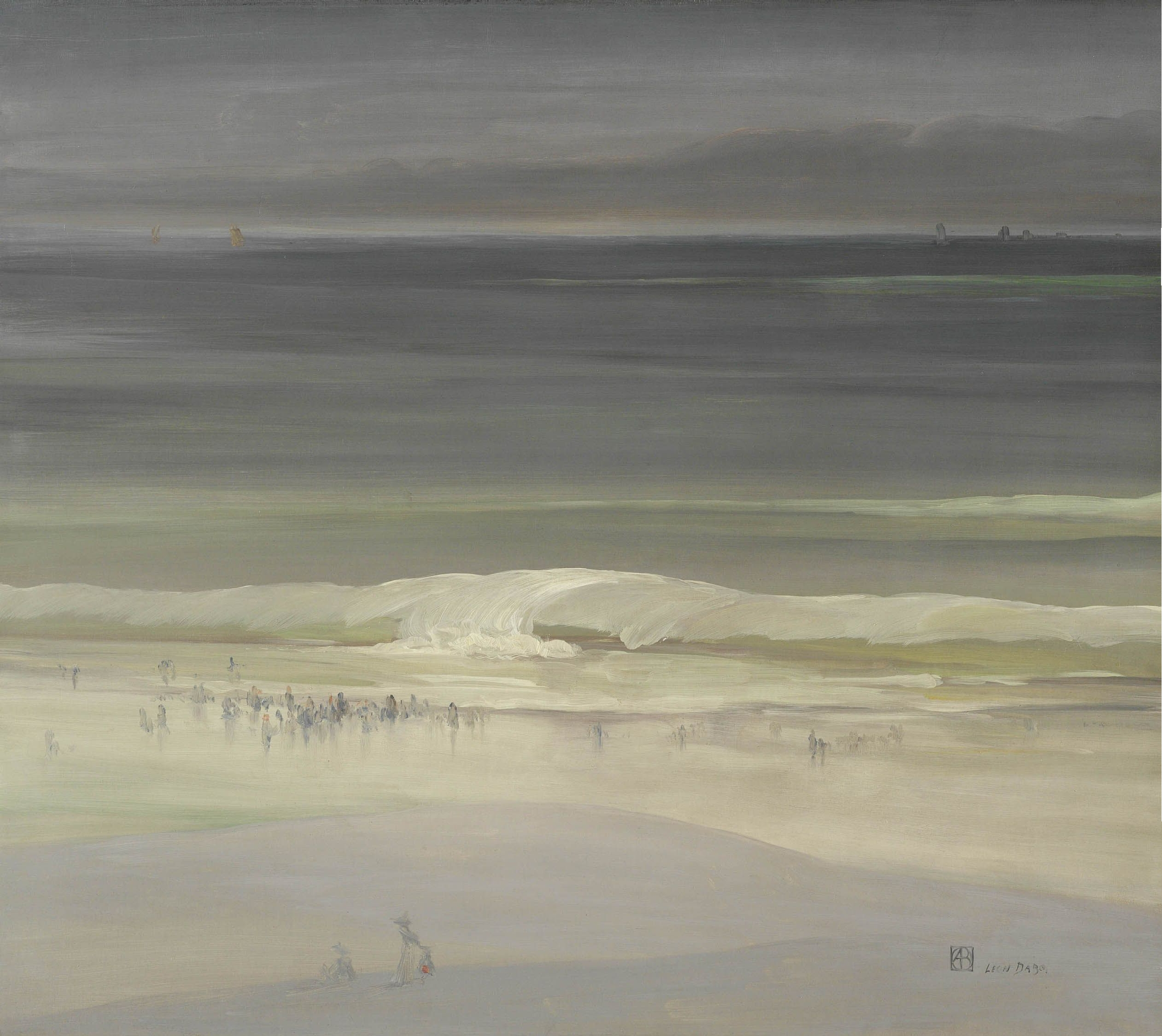
Leon Dabo, La Côte, vers 1900.
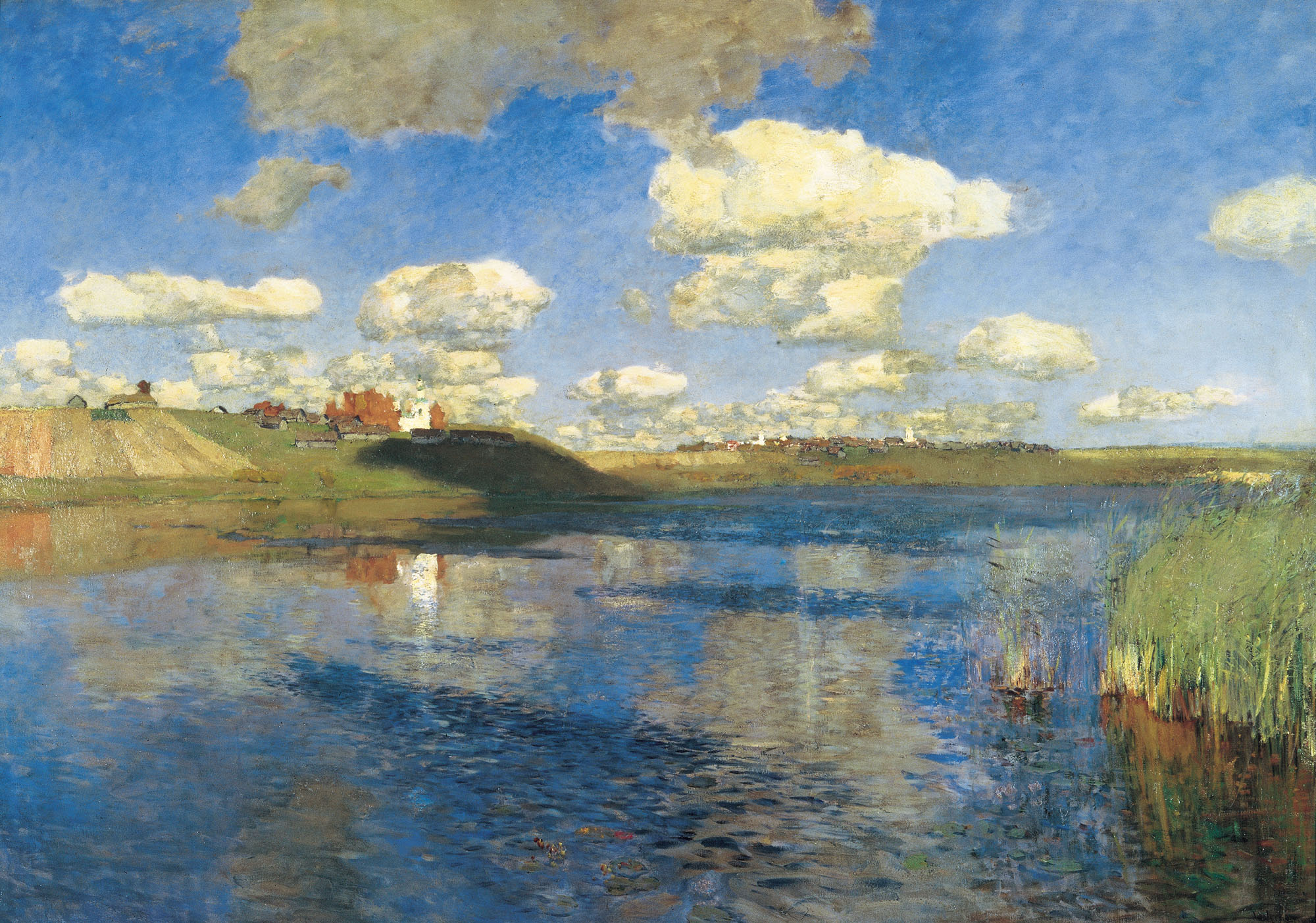
Isaac Levitan, Lac russe, 1900.
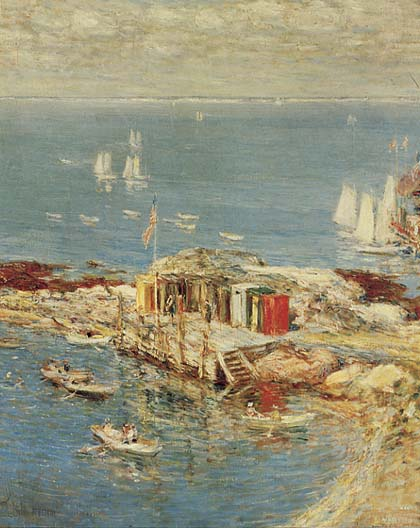
Childe Hassam, August Afternoon, Appledore, 1900.

Œuvres du XXe siècle
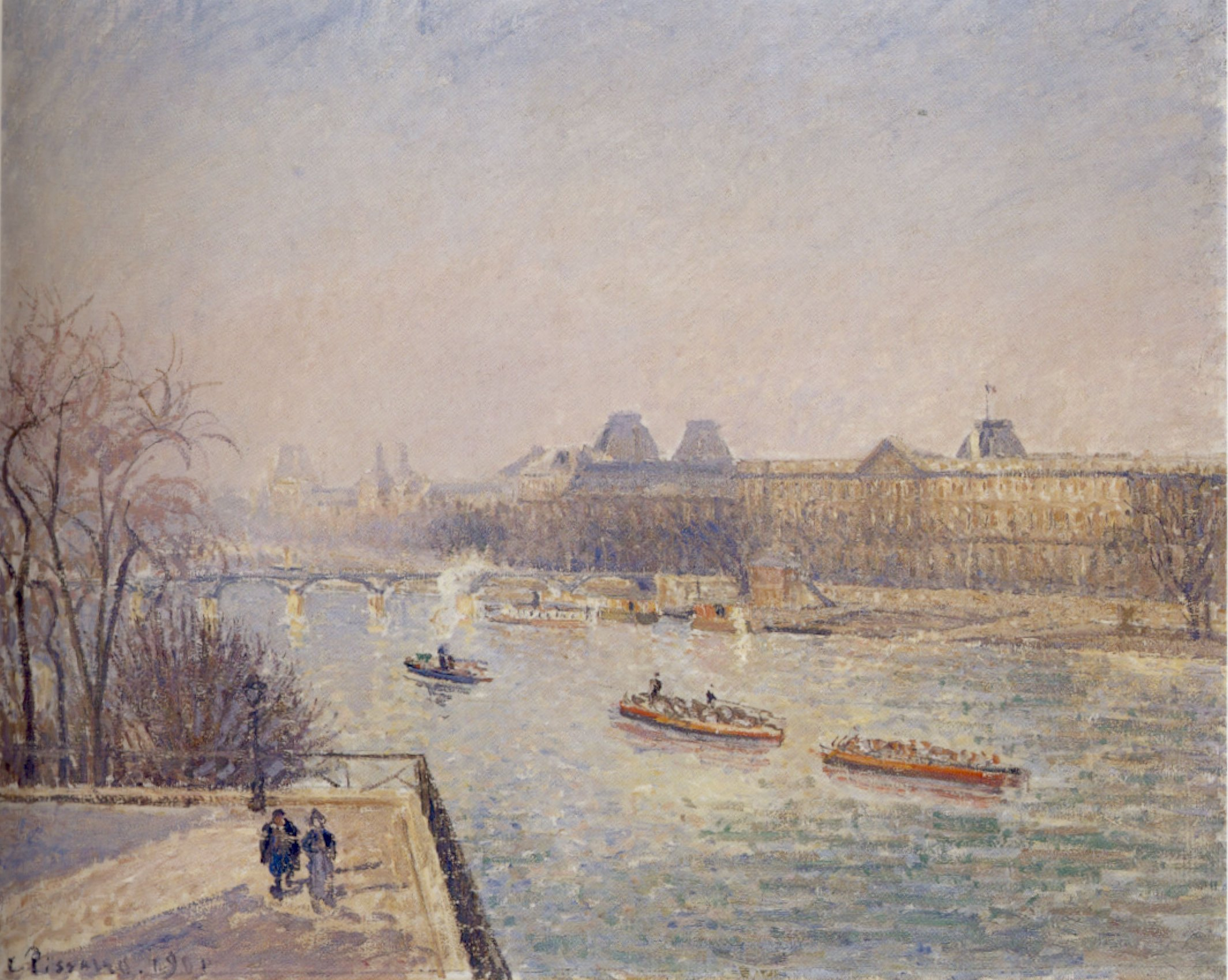
Camille Pissarro, Morning, Winter Sunshine, Frost, the Pont-Neuf, the Seine, the Louvre, Soleil D'hiver Gella Blanc, vers 1901.
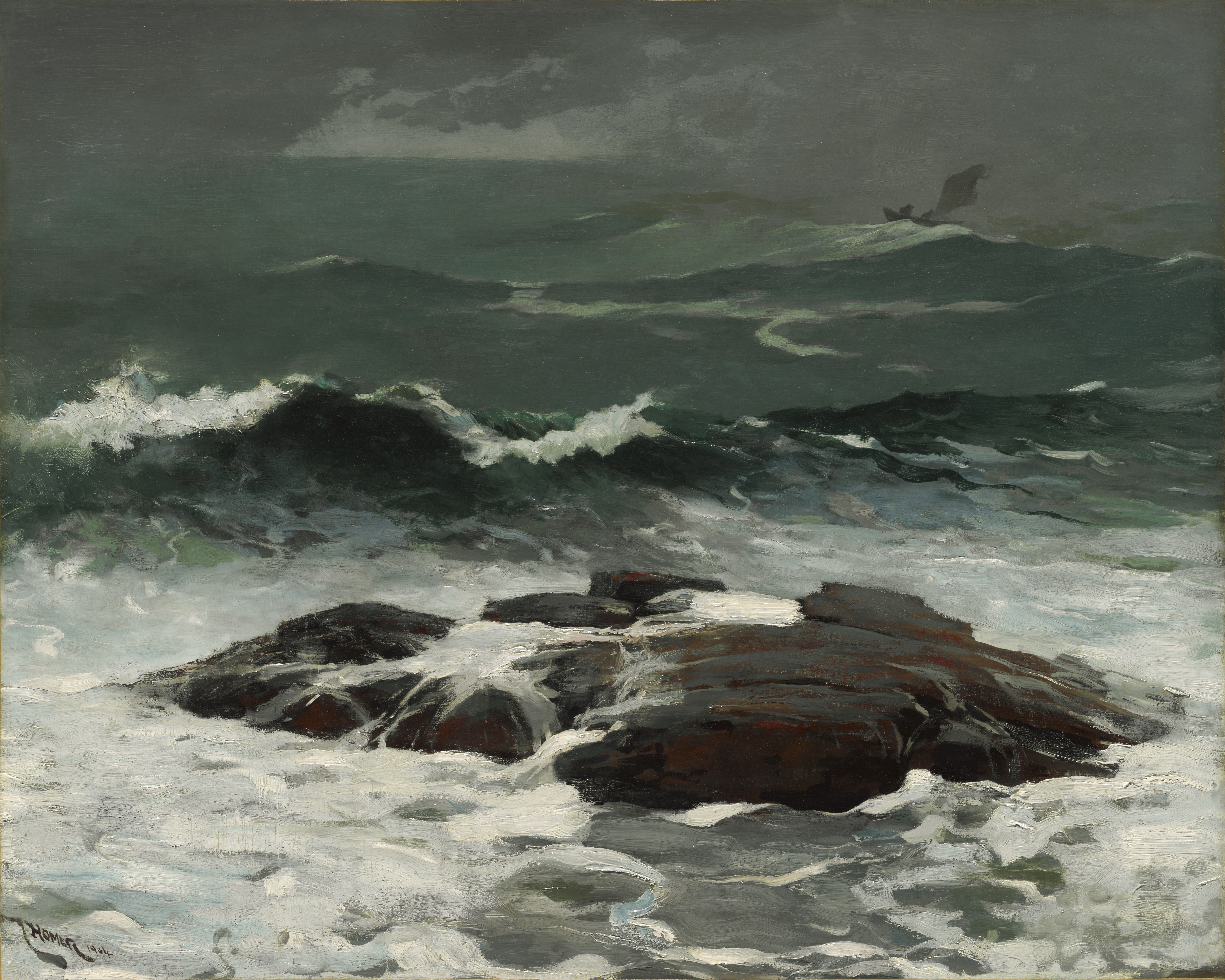
Winslow Homer, Summer Squall, 1904.
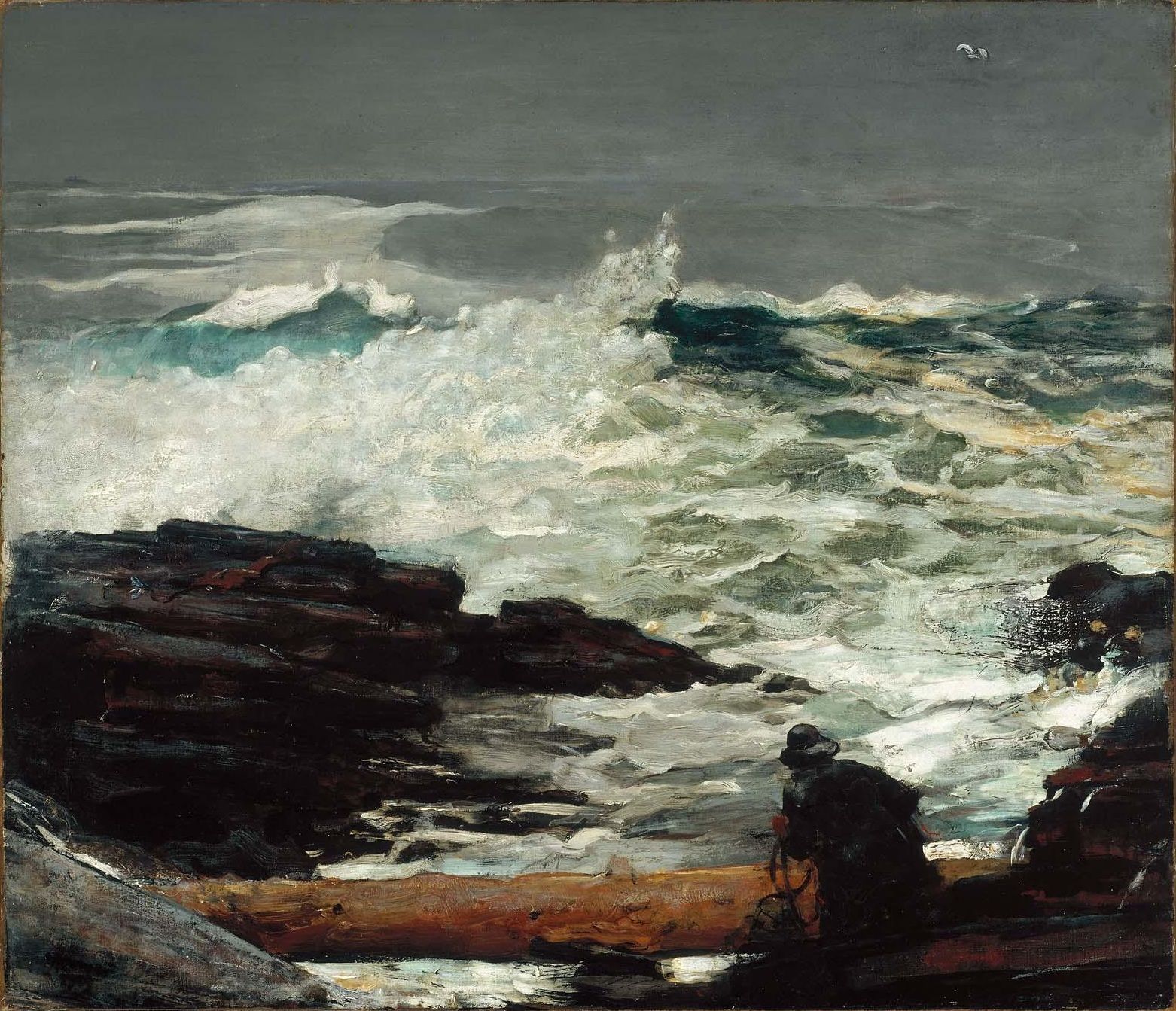
Winslow Homer, Driftwood, 1909.
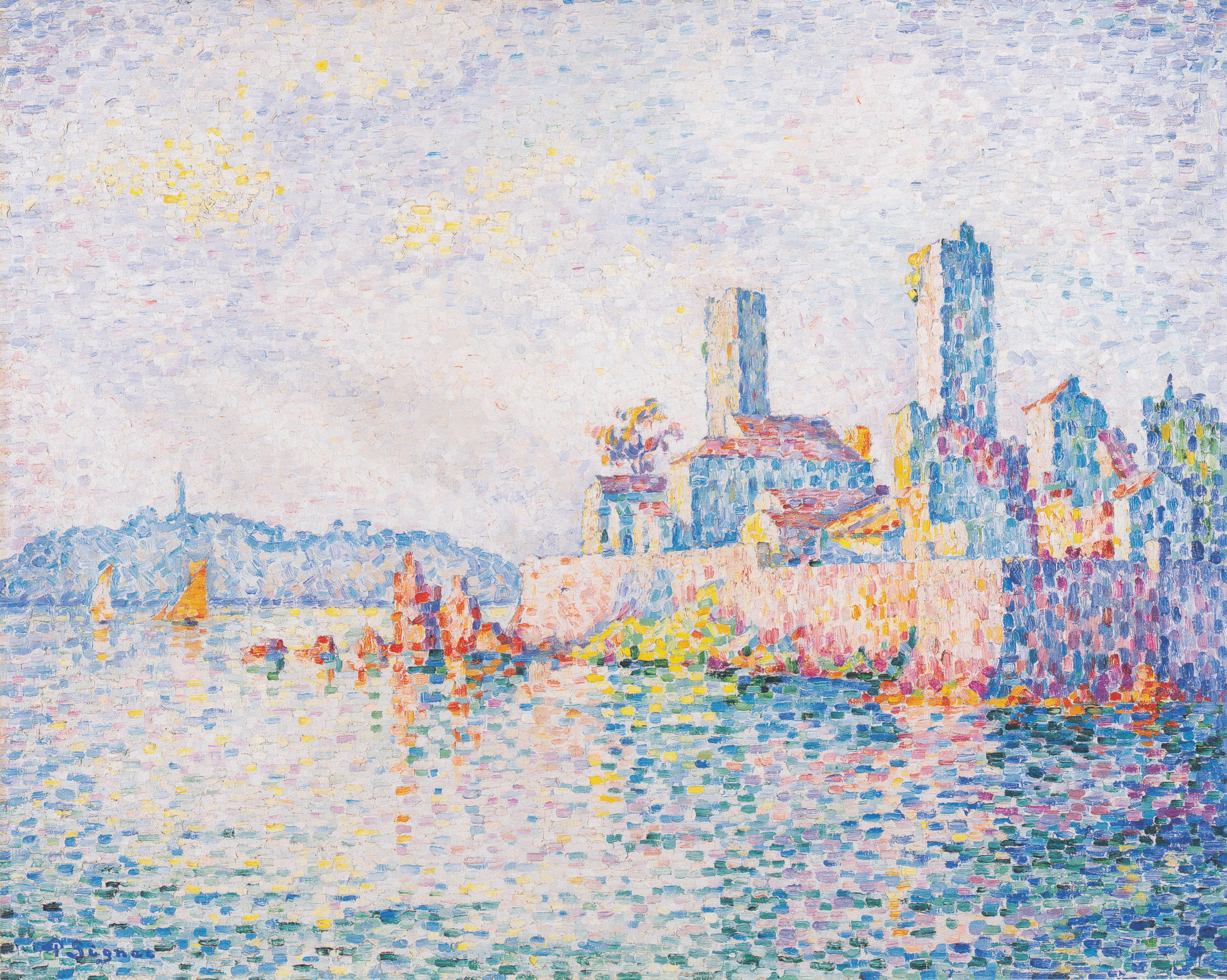
Paul Signac, Antibes, Les tours, 1911.
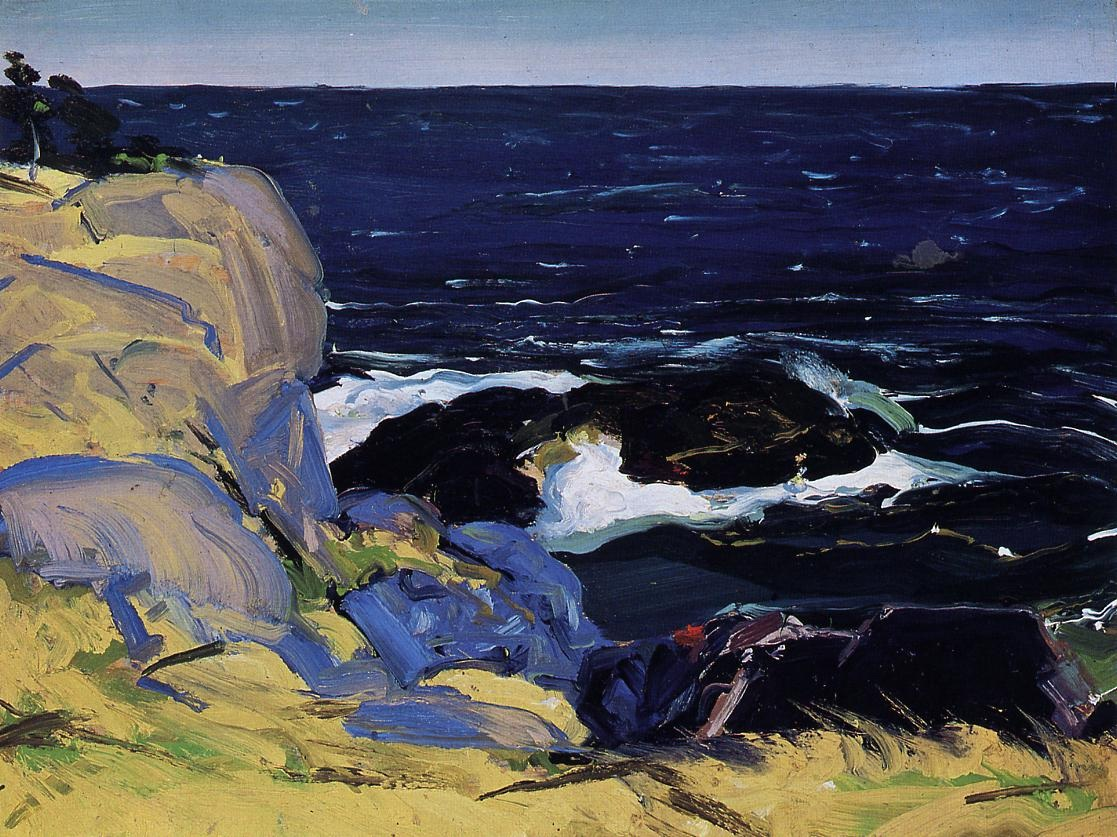
George Bellows, Vent d'Ouest, 1913.
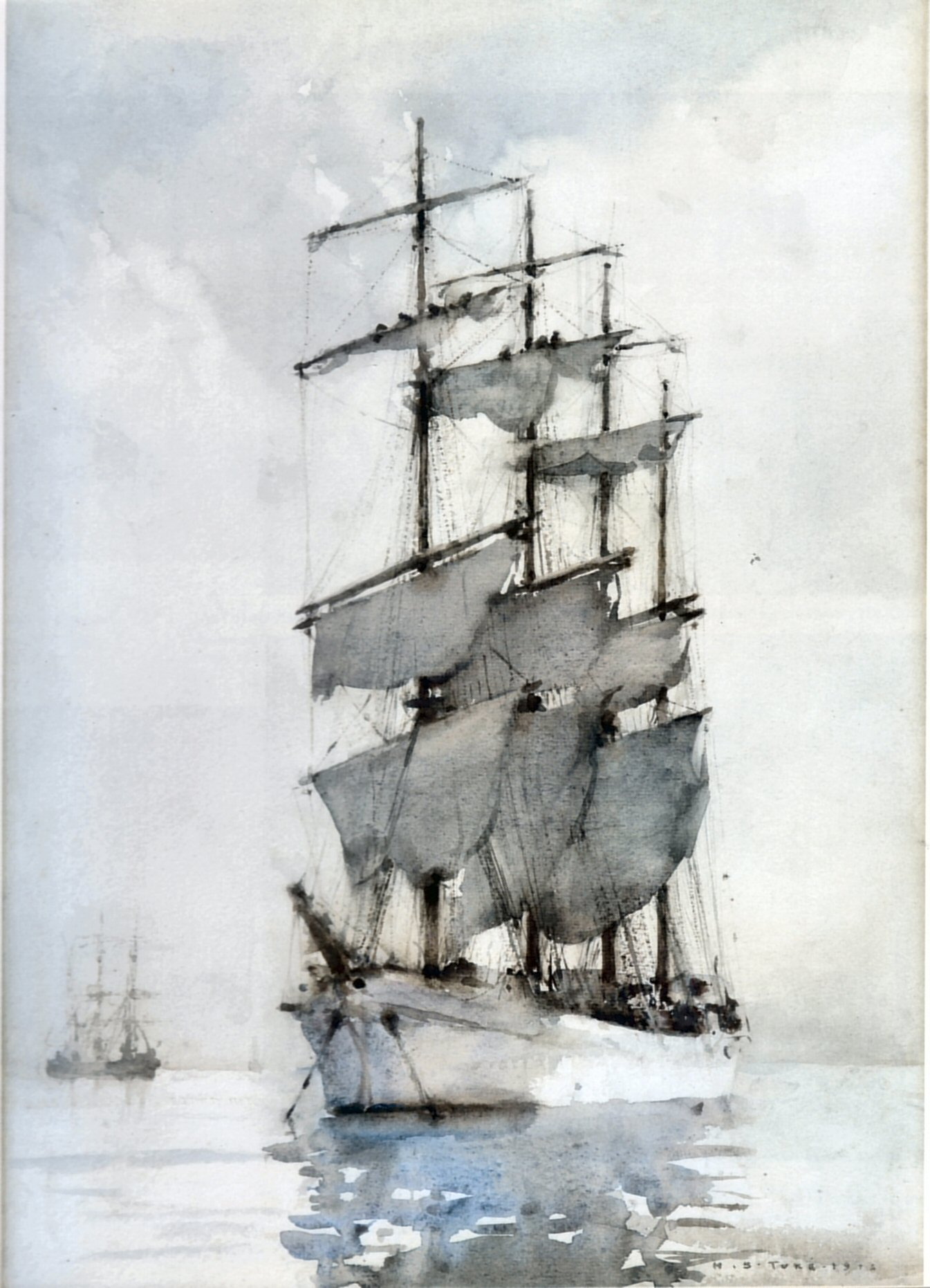
Henry Scott Tuke, Le Quatre-Mâts, 1914.
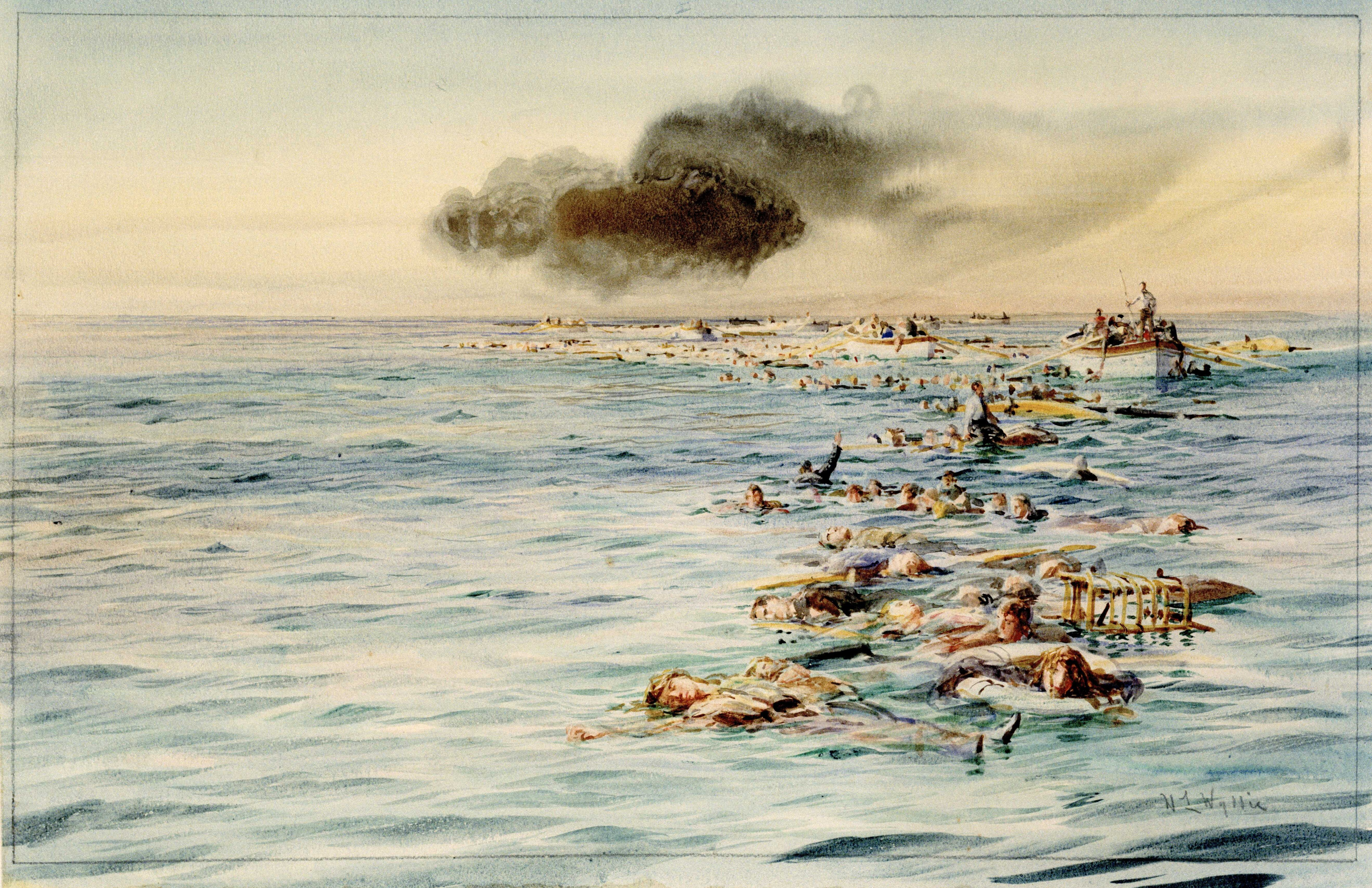
William Lionel Wyllie, The Track of Lusitania. View of Casualties and Survivors in the Water and in Lifeboats, 1915.
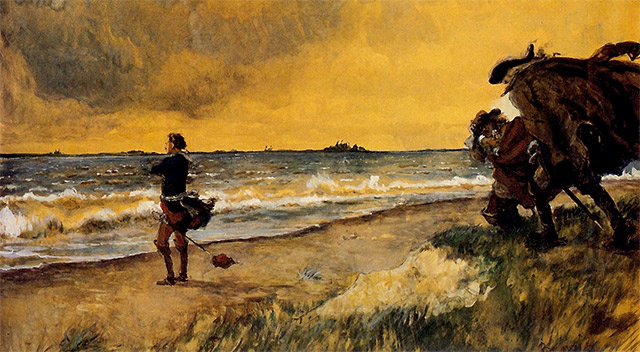
Alexandre Benois, On a deserted, wave-swept shore..., 1916.
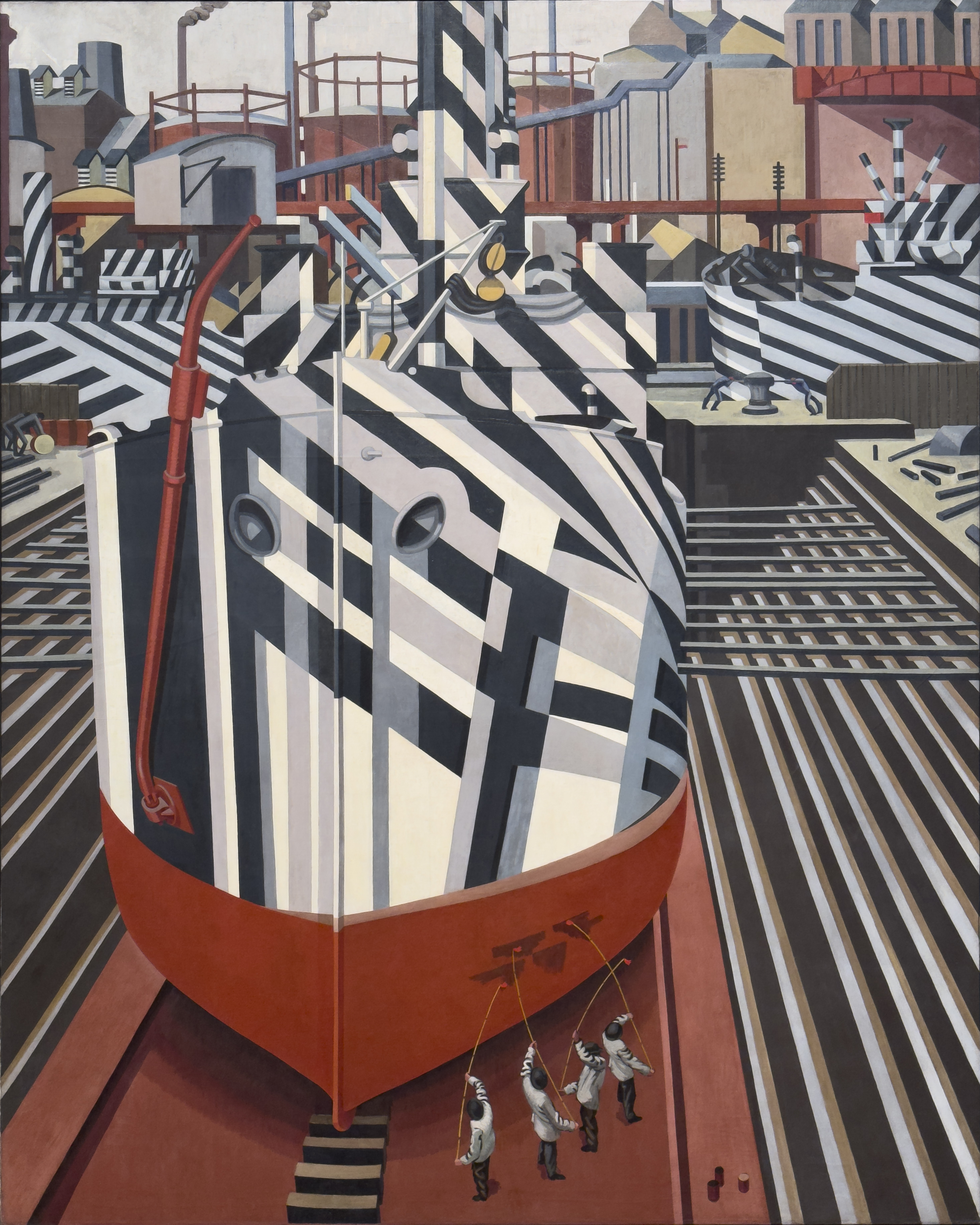
Edward Wadsworth, Camouflage en cale sèche à Liverpool (1919), Ottawa, Musée des beaux-arts du Canada.
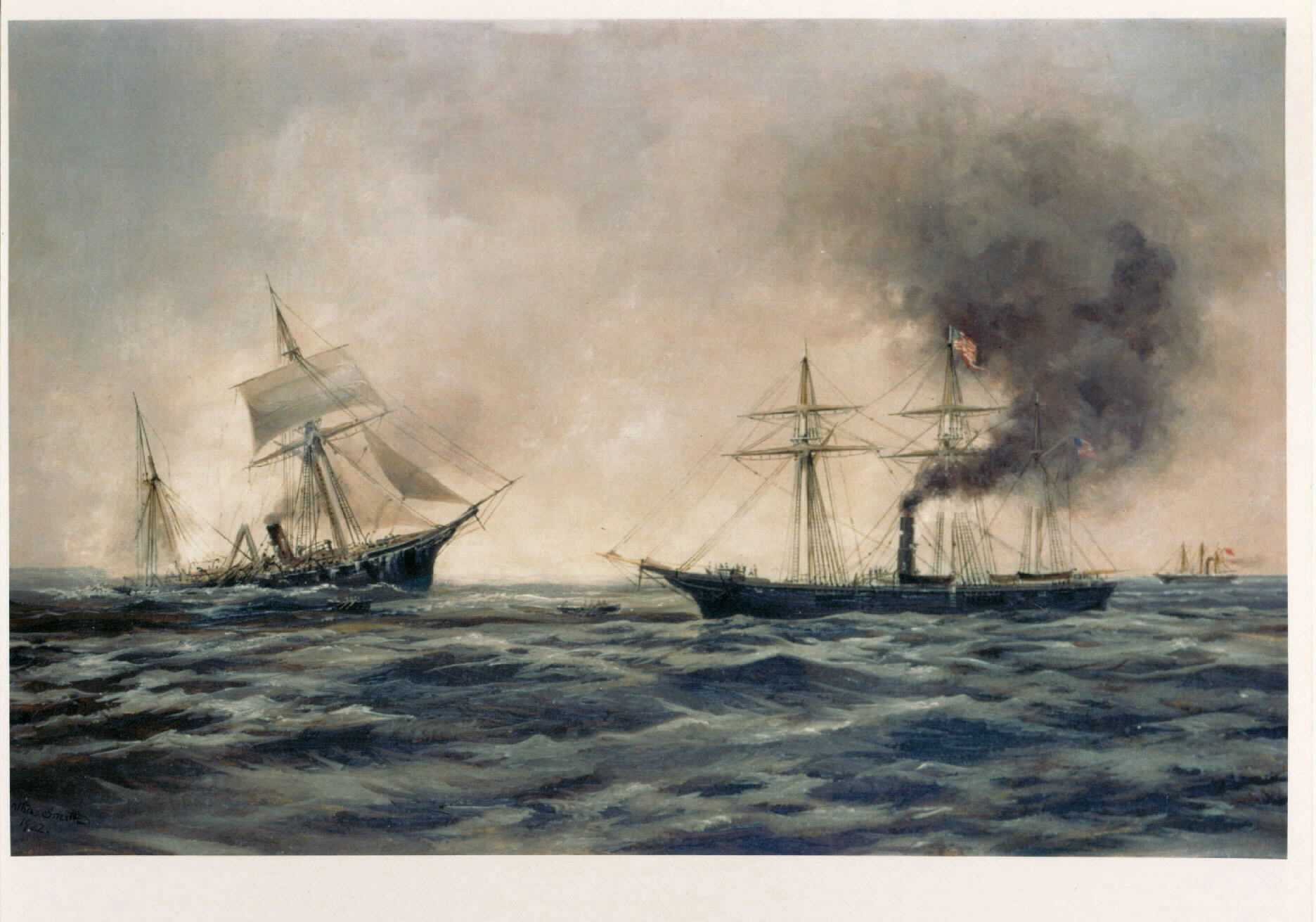
Xanthus Russell Smith (en), Le Kearsarge et le Alabama, 1922.

## Les peintres officiels de la Marine
Créé en 1830, le corps des peintres officiels de la Marine a permis la production d'œuvres majeures dans le domaine de la peinture de marine.
Durant le XIXe siècle le corps des peintres de Marine est notamment illustré par Louis-Philippe Crépin, Théodore Gudin, Eugène Le Poittevin, et Léon Morel-Fatio.
Dans les années 1930, Marin-Marie, Lucien-Victor Delpy, Roger Chapelet et Albert Brenet animent des promotions brillantes qui font le renom de la nouvelle école française de peinture maritime.

## Traditions asiatiques

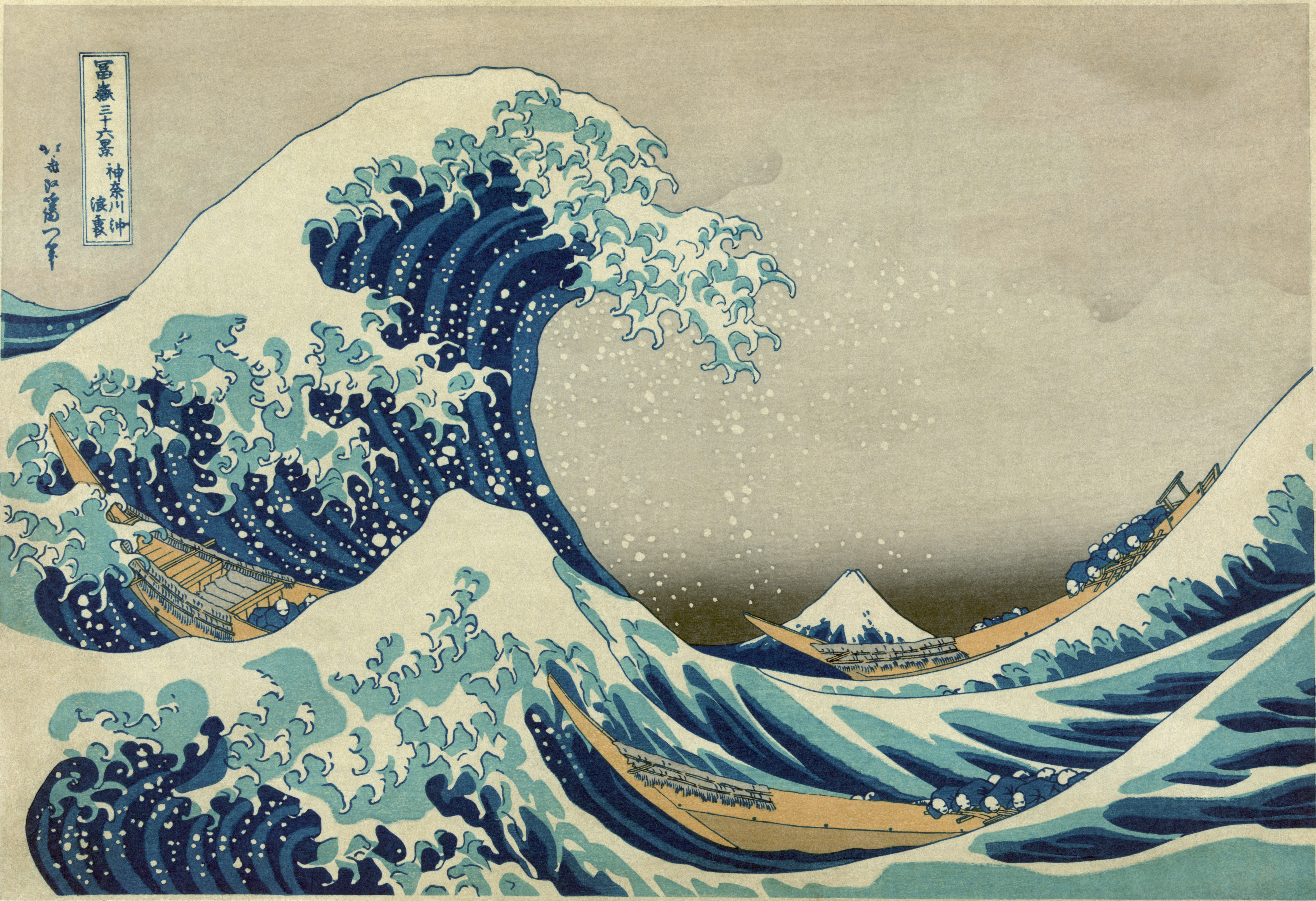
Hokusai, La grande vague de Kanagawa, Washington, bibliothèque du Congrès.

Une rivière avec un petit bateau ou deux est une représentation classique de la peinture asiatique à l'encre de chine. Sont aussi parfois représentés des lacs et, moins souvent, des vues côtières. Cependant, l'eau a souvent été dessinée comme un espace blanc, et l'accent est porté fermement sur la terre. Le tournant terrestre abandonnant les navigations à longue distance à l'époque de la Renaissance Occidentale a sans doute contribué à entraver le développement des thèmes maritimes dans l'art de ces pays. Les représentations les plus populaires de marine sont l'œuvre d'Hokusai comme La Grande Vague de Kanagawa (1832).